# Vesoul
Pour les articles homonymes, voir Vesoul (homonymie).
Vesoul (prononcé [vəzul]  ou [vəzu]) est une commune de l'est de la France, préfecture du département de la Haute-Saône, en Franche-Comté, dans la région administrative Bourgogne-Franche-Comté. Chef-lieu de cantons et d'arrondissement, elle est la ville principale de la communauté d'agglomération de Vesoul et du pays de Vesoul et du Val de Saône. En 2022, elle compte 15 306 habitants. Ses habitants sont appelés Vésuliens.
Fondée au Ier millénaire, la cité s'est développée à partir d'un château fort du nom de Castrum Vesulium. Siège d'une vicomté puis capitale du bailliage d'Amont, Vesoul devient, au fil des siècles, un bourg fortifié, une place commerciale, un centre judiciaire, une ville de garnison et va jusqu'à acquérir des fonctions administratives et politiques. Après avoir longtemps appartenu au Saint-Empire romain germanique et à l'empire espagnol, la ville de Vesoul est annexée par la France en 1678, puis devient capitale de l'éphémère État de Franche-Comté en 1814, avant de redevenir française.
Ville à l'architecture caractéristique des cités franc-comtoises, Vesoul abrite un quartier historique préservé, construit en pierre calcaire locale. Établie au pied de La Motte, une colline de forme conique dont le sommet surplombe la ville sur cent cinquante mètres, Vesoul est entourée d'une nature protégée qui associe plaines, reliefs et plans d'eau.
Important bassin industriel, Vesoul est le centre mondial de la logistique du constructeur automobile Stellantis. Siège de plusieurs organismes départementaux, Vesoul a également développé une économie d'autosubsistance reposant sur les services publics et le tertiaire. La ville de Vesoul a par ailleurs été immortalisée en 1968 par la chanson homonyme de Jacques Brel, Vesoul.

## Géographie

### Localisation
Vesoul est situé dans l'Est de la France, à une centaine de kilomètres de la Suisse et de l'Allemagne, entre le massif jurassien et le massif vosgien. La ville se trouve au centre du département de la Haute-Saône, dans le nord de la Franche-Comté. Vesoul a par ailleurs une position géographique très centrale en Haute-Saône puisque le centre de gravité du département ne se trouve qu'à 5 kilomètres à l'ouest de la ville.
À vol d'oiseau, la ville est distante de 26 kilomètres de Lure et de Luxeuil-les-Bains, de 43 kilomètres de Besançon, de 115 kilomètres de Nancy et de 314 kilomètres de Paris. Vesoul se trouve quasiment au milieu d'un segment Dijon-Mulhouse ; ces deux communes étant distantes de 90 kilomètres de Vesoul en distances orthodromiques. Ses coordonnées géographiques sont 47°61'97 de latitude Nord et 06°15'42 de longitude Est.
La commune de Vesoul fait partie du pôle métropolitain Centre Franche-Comté, entité constituée des plus grandes unités urbaines de la partie centrale de la Franche-Comté. Comprise dans l'Espace urbain Est, la préfecture est également localisée au cœur du pays de Vesoul et du Val de Saône, structure géographique composée de paysages variés dont essentiellement des zones urbanisées, boisées et vallonnées.

### Communes limitrophes
Les communes limitrophes sont Pusy-et-Épenoux, Échenoz-la-Méline, Coulevon, Frotey-lès-Vesoul, Navenne, Noidans-lès-Vesoul, Pusey, Quincey et Vaivre-et-Montoille.
| Pusey               | Pusy-et-Épenoux            | Coulevon          |
| Vaivre-et-Montoille | Vesoul                     | Frotey-lès-Vesoul |
| Noidans-lès-Vesoul  | Échenoz-la-Méline, Navenne | Quincey           |

### Géologie et relief
La ville est placée sur une zone appelée « Plateaux jurassiques de Vesoul », localisée au sud de la dépression sous-vosgienne et au nord des faisceaux des Avant-Monts et des collines préjurassiennes,. La commune de Vesoul est majoritairement élevée sur des formations du Toarcien de la période du Lias (dont le gisement de schiste bitumineux de Haute-Saône), cependant le plus ancien étage géologique du sous-sol vésulien est le Domérien, partie supérieure de l'étage du Pliensbachien (il y a environ 190 millions d'années). L'agglomération vésulienne est traversée par plusieurs failles.
La Motte, qui occupe toute la partie centrale de la ville, est constituée de différentes roches sédimentaires qui sont délimitées par les quartiers des Haberges à l'ouest, du Grand Grésil à l'est, du Montmarin au nord et du centre historique au sud. La première couche est composée de calcaires marneux du Domérien, la deuxième est caractérisée par des schistes bitumineux du Toarcien inférieur, la troisième est constituée de marnes micacées et bleues du Toarcien moyen et supérieur et la dernière couche, située uniquement sur le sommet de la Motte, est formée de calcaires et de marnes sableuses du Toarcien supérieur et de l'Aalénien. Des schistes bitumineux sont également présents au quartier des Rêpes. Les quartiers sud de Vesoul et, en partie, les quartiers Est, arrosés par le Durgeon et la Colombine, sont composés d'alluvions fluviatiles de l'Holocène. Toute la zone nord/nord-ouest/nord-est du territoire communal est caractérisée par des limons du Cénozoïque.

### Hydrographie

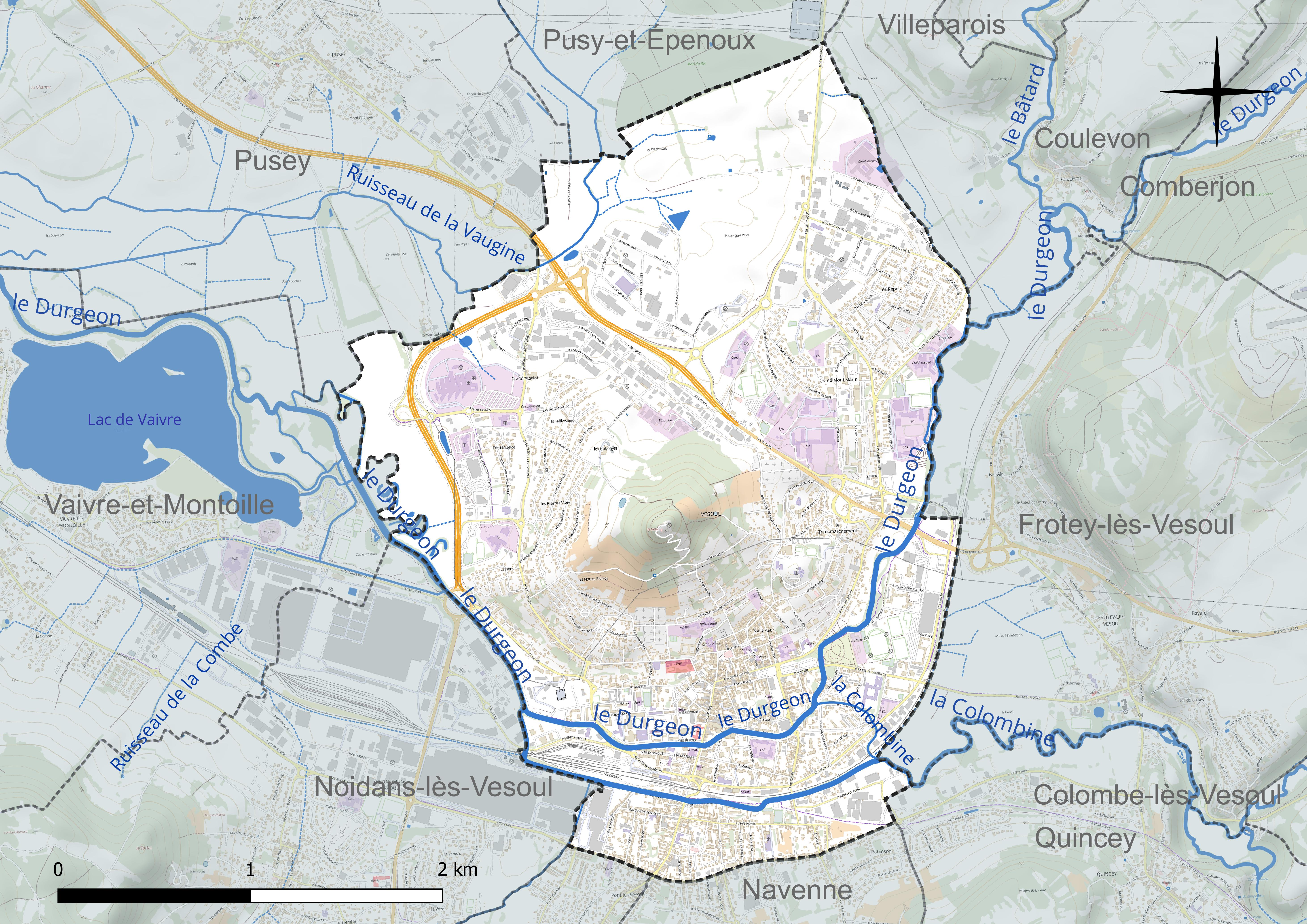
Carte hydrographique de la commune.

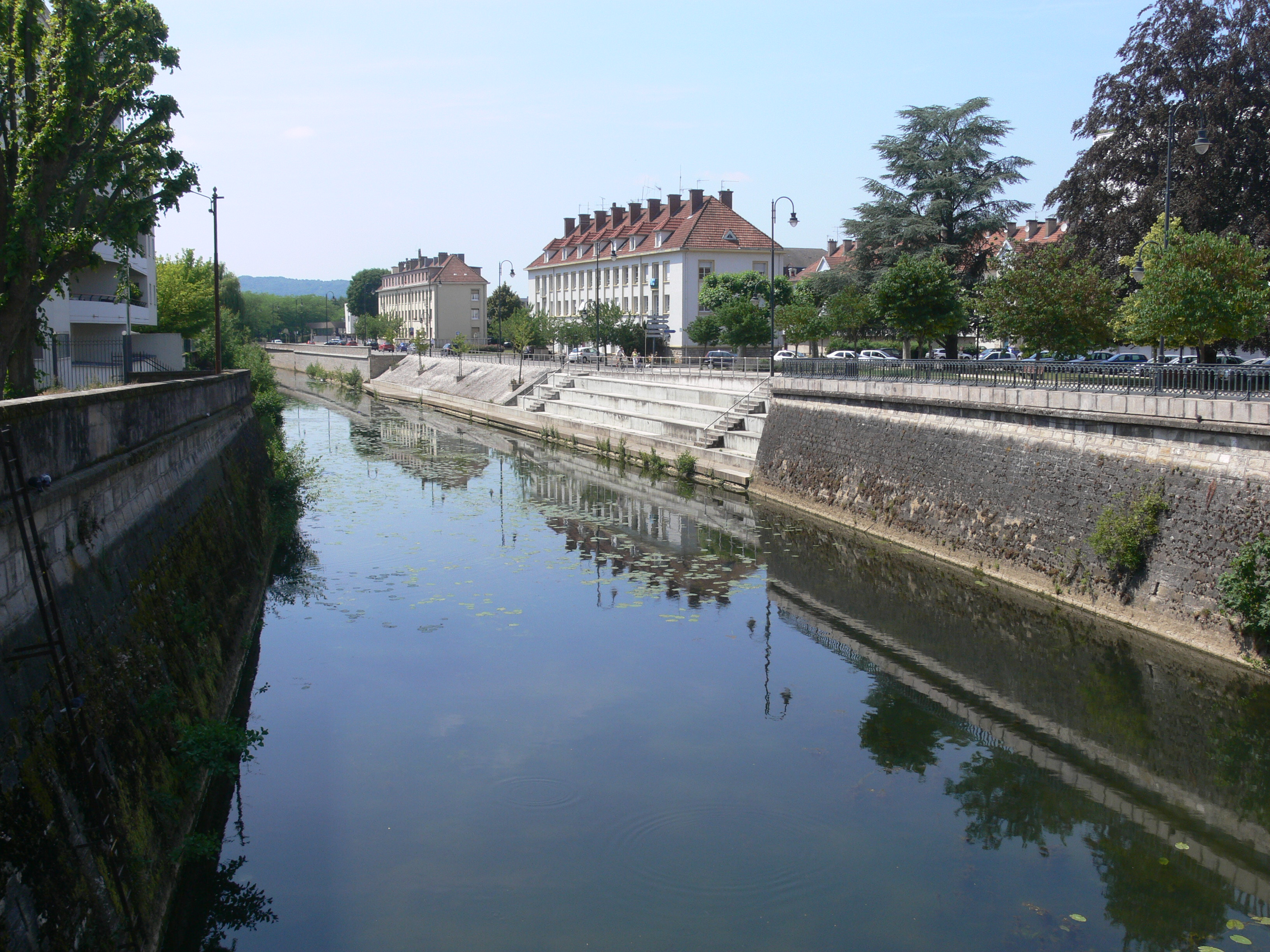
Le Durgeon traverse la ville.

Vesoul est traversée par quatre cours d'eau : les rivières Durgeon, Colombine et Vaugine et le ruisseau de la Méline. Ils sont des affluents et sous-affluents du Rhône par la Saône.
Le Durgeon, affluent de la Saône, traverse le centre-ville d'est en ouest, depuis le nord de la commune, et représente la frontière entre Vesoul et Noidans-lès-Vesoul. La Colombine, affluent du Durgeon, se jette dans ce dernier peu avant le canal du centre-ville. Une partie de cette rivière est détournée avant le confluent dans un canal de dérivation qui suit le tracé de la voie ferrée et le confluent de ce canal avec le Durgeon grossi de la Colombine s'effectue à l'extrême sud-ouest du territoire vésulien, après la gare, dans une zone urbanisée,. La Vaugine, également affluent du Durgeon, traverse uniquement une petite zone au nord de la ville. La Méline, affluent de la Colombine, passe dans la partie extrême sud-ouest du territoire vésulien pour rejoindre la Colombine,.
Par ailleurs, un lac de plus de 90 hectares est situé dans l'agglomération ouest de Vesoul. Au niveau hydrogéologique, l'agglomération compte par ailleurs deux sites d'importance : la Font de Champdamoy et le Frais-Puits, qui forment l'un des plus grands réseaux d'eau immergés d'Europe.

### Climat
Pour des articles plus généraux, voir Climat de la Bourgogne-Franche-Comté et Climat de la Haute-Saône.
En 2010, le climat de la commune est de type climat de montagne, selon une étude du Centre national de la recherche scientifique s'appuyant sur une série de données couvrant la période 1971-2000. En 2020, Météo-France publie une typologie des climats de la France métropolitaine dans laquelle la commune est exposée à un climat semi-continental et est dans la région climatique Lorraine, plateau de Langres, Morvan, caractérisée par un hiver rude (1,5 °C), des vents modérés et des brouillards fréquents en automne et hiver.
Pour la période 1971-2000, la température annuelle moyenne est de 10,6 °C, avec une amplitude thermique annuelle de 17,2 °C. Le cumul annuel moyen de précipitations est de 1 056 mm, avec 13,1 jours de précipitations en janvier et 9,6 jours en juillet. Pour la période 1991-2020, la température moyenne annuelle observée sur la station météorologique installée sur la commune est de 11,5 °C et le cumul annuel moyen de précipitations est de 1 007,7 mm. 
La température maximale relevée sur cette station est de 40,5 °C, atteinte le 25 juillet 2019 ; la température minimale est de −22,2 °C, atteinte le 16 janvier 1966,,.
| Mois                                  | jan.             | fév.             | mars             | avril         | mai             | juin           | jui.           | août           | sep.            | oct.            | nov.           | déc.           | année      |
| ------------------------------------- | ---------------- | ---------------- | ---------------- | ------------- | --------------- | -------------- | -------------- | -------------- | --------------- | --------------- | -------------- | -------------- | ---------- |
| Température minimale moyenne (°C)     | −0,4             | −0,5             | 1,8              | 4,4           | 8,5             | 12,1           | 14             | 13,7           | 9,9             | 7               | 3              | 0,3            | 6,2        |
| Température moyenne (°C)              | 2,9              | 3,9              | 7,5              | 10,8          | 14,9            | 18,6           | 20,6           | 20,3           | 16,1            | 12              | 6,8            | 3,6            | 11,5       |
| Température maximale moyenne (°C)     | 6,3              | 8,3              | 13,1             | 17,3          | 21,2            | 25             | 27,2           | 26,9           | 22,2            | 16,9            | 10,6           | 6,8            | 16,8       |
| Record de froid (°C) date du record   | −22,2 16.01.1966 | −18,5 26.02.1986 | −15,5 06.03.1971 | −7 08.04.03   | −2,9 01.05.1962 | 0,5 03.06.1962 | 2,8 01.07.1960 | 2,5 30.08.1998 | −1,2 26.09.1972 | −6 29.10.12     | −10,5 30.11.10 | −18,5 20.12.09 | −22,2 1966 |
| Record de chaleur (°C) date du record | 18,9 01.01.23    | 23 27.02.19      | 26,5 30.03.1989  | 29,5 21.04.18 | 33,5 29.05.05   | 38,5 26.06.19  | 40,5 25.07.19  | 40,5 12.08.03  | 34,5 09.09.1898 | 29,5 03.10.1985 | 25 02.11.1899  | 20 16.12.1989  | 40,5 2019  |
| Précipitations (mm)                   | 80,9             | 71,9             | 69,7             | 68,5          | 98,1            | 85             | 83,9           | 80,1           | 80,6            | 94,7            | 96,8           | 97,5           | 1 007,7    |

| Diagramme climatique                                  |             |             |             |             |          |            |              |             |           |           |            |
| J                                                     | F           | M           | A           | M           | J        | J          | A            | S           | O         | N         | D          |
| 6,3−0,480,9                                           | 8,3−0,571,9 | 13,11,869,7 | 17,34,468,5 | 21,28,598,1 | 2512,185 | 27,21483,9 | 26,913,780,1 | 22,29,980,6 | 16,9794,7 | 10,6396,8 | 6,80,397,5 |
| Moyennes : • Temp. maxi et mini °C • Précipitation mm |             |             |             |             |          |            |              |             |           |           |            |

Les paramètres climatiques de la commune ont été estimés pour le milieu du siècle (2041-2070) selon différents scénarios d'émission de gaz à effet de serre à partir des nouvelles projections climatiques de référence DRIAS-2020. Ils sont consultables sur un site dédié publié par Météo-France en novembre 2022.

### Paysages

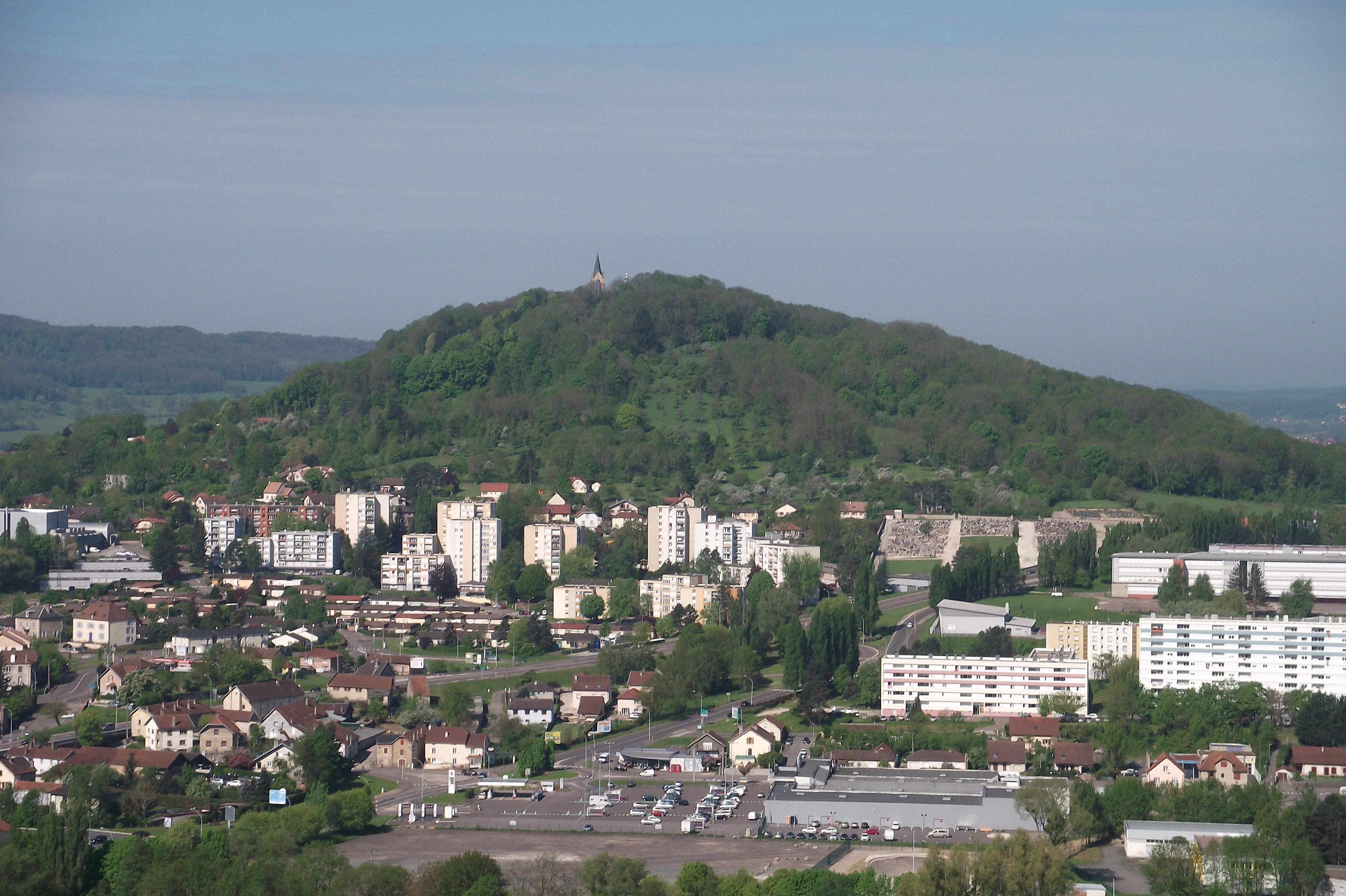
La Motte, colline surplombant Vesoul en son centre.

Le territoire vésulien, s'étendant sur 907 hectares, est situé sur un site géographique naturel relativement particulier : la commune est dominée sur plus de 150 mètres par La Motte, une colline de calcaire de forme conique située au centre de la ville, dont le sommet est à 375 mètres d'altitude, point culminant de Vesoul,. En effet, c'est au pied de cette colline que la cité s'est d'abord établie. Par la suite, Vesoul s'est étendu au sud puis tout autour de cette butte, dans les vallées du Durgeon et de la Colombine d'une altitude moyenne d'environ 220 mètres à 230 mètres ; l'altitude minimale de la commune est de 213 mètres.
Autour de la ville, la topographie est globalement hétérogène et présente une dualité marquée : au Nord et à l'Ouest de l'agglomération, se trouvent des zones de plaines et au Sud et à l'Est, des plateaux et des reliefs de hauteurs diverses, : le plateau de Cita au sud (372 mètres d'altitude), le camp de César au sud-ouest (386 mètres d'altitude) et le plateau du sabot de Frotey à l'est (342 mètres d'altitude), trois sites occupés dès la Préhistoire.
Le site topographique de la commune a représenté une situation adaptée pour la fondation et le développement de la cité notamment sur le plan militaire et économique.

### Milieux naturels et biodiversité

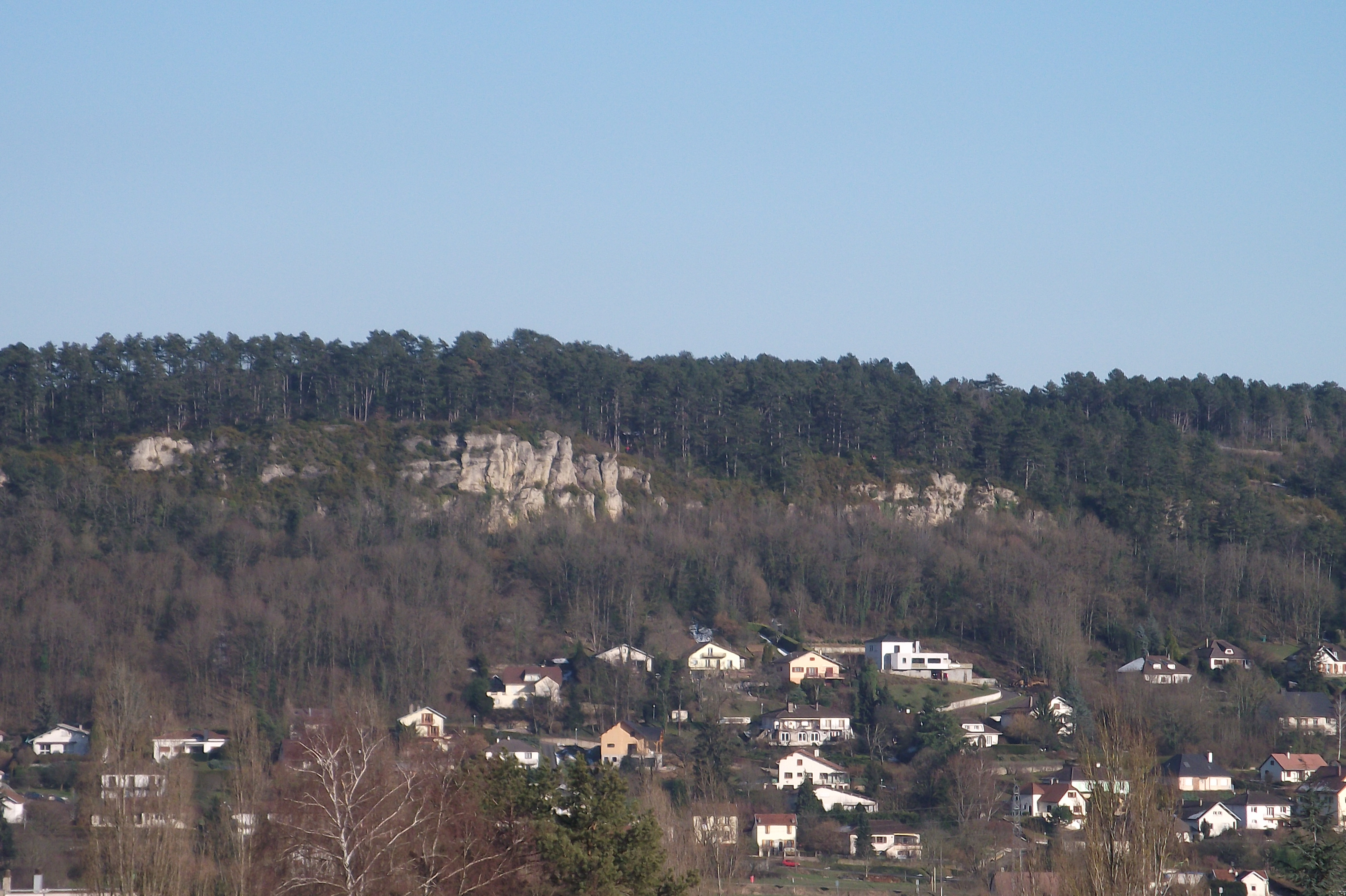
La réserve naturelle nationale du Sabot de Frotey, s'étendant à l'Est de l'agglomération vésulienne.

Les principaux milieux naturels au sein de la ville sont essentiellement concentrés sur La Motte, butte-témoin au centre de Vesoul, l'une des seules zones à Vesoul à ne pas avoir été urbanisées. Elle se compose de 74 hectares de terrain qui ont été classés pour leurs caractères pittoresques le 9 mars 2004 sous l'appellation « site historique commémoratif ». La colline est en grande partie boisée, comprenant notamment des vergers et des prés-bois. La protection du site a été demandée par la municipalité dans le but de limiter l'urbanisation sur la colline et donc de préserver son intérêt naturel
Autour de Vesoul, un nombre important de zones bénéficient du classement « ZNIEFF », parmi lesquelles le plateau du sabot de Frotey (202 hectares), la plaine de Vesoul-Vaivre (488 hectares), les bois du plateau de Cita (206 hectares), la vallée de la Colombine et le camp de César et ses coteaux (162 hectares). La préfecture haut-saônoise est aussi entourée par plusieurs sites classés Natura 2000 : les pelouses de la région vésulienne (1 941 hectares), classées notamment grâce aux oiseaux qui y émigrent, et le réseau de cavités à rhinolophes (13 hectares), composé de six cavités souterraines qui accueillent des espèces de l'ordre des chiroptères. En outre, deux réserves naturelles se trouvent dans l'agglomération vésulienne. Il s'agit de la réserve naturelle régionale de la grotte de la Baume (17 hectares) et de la réserve naturelle nationale du Sabot de Frotey (98 hectares) ; cette dernière aire protégée a été créée en 1981 et totalise plus de 400 plantes inventoriées dont la plupart sont particulièrement rares.
Le Sabot de Frotey, rocher qui a été sculpté avec le temps en forme de sabot, a été classé le 22 juillet 1913 pour son caractère artistique. Le lac de Vesoul - Vaivre et ses abords accueillent de multiples espèces d'oiseaux migrateurs, ce qui a valu au site d'être intégré au réseau « Refuge LPO » de la ligue pour la protection des oiseaux.

## Urbanisme

### Typologie
Au 1er janvier 2024, Vesoul est catégorisée centre urbain intermédiaire, selon la nouvelle grille communale de densité à sept niveaux définie par l'Insee en 2022.
Elle appartient à l'unité urbaine de Vesoul, une agglomération intra-départementale regroupant huit communes, dont elle est ville-centre,,. Par ailleurs la commune fait partie de l'aire d'attraction de Vesoul, dont elle est la commune-centre,. Cette aire, qui regroupe 158 communes, est catégorisée dans les aires de 50 000 à moins de 200 000 habitants,.

### Occupation des sols

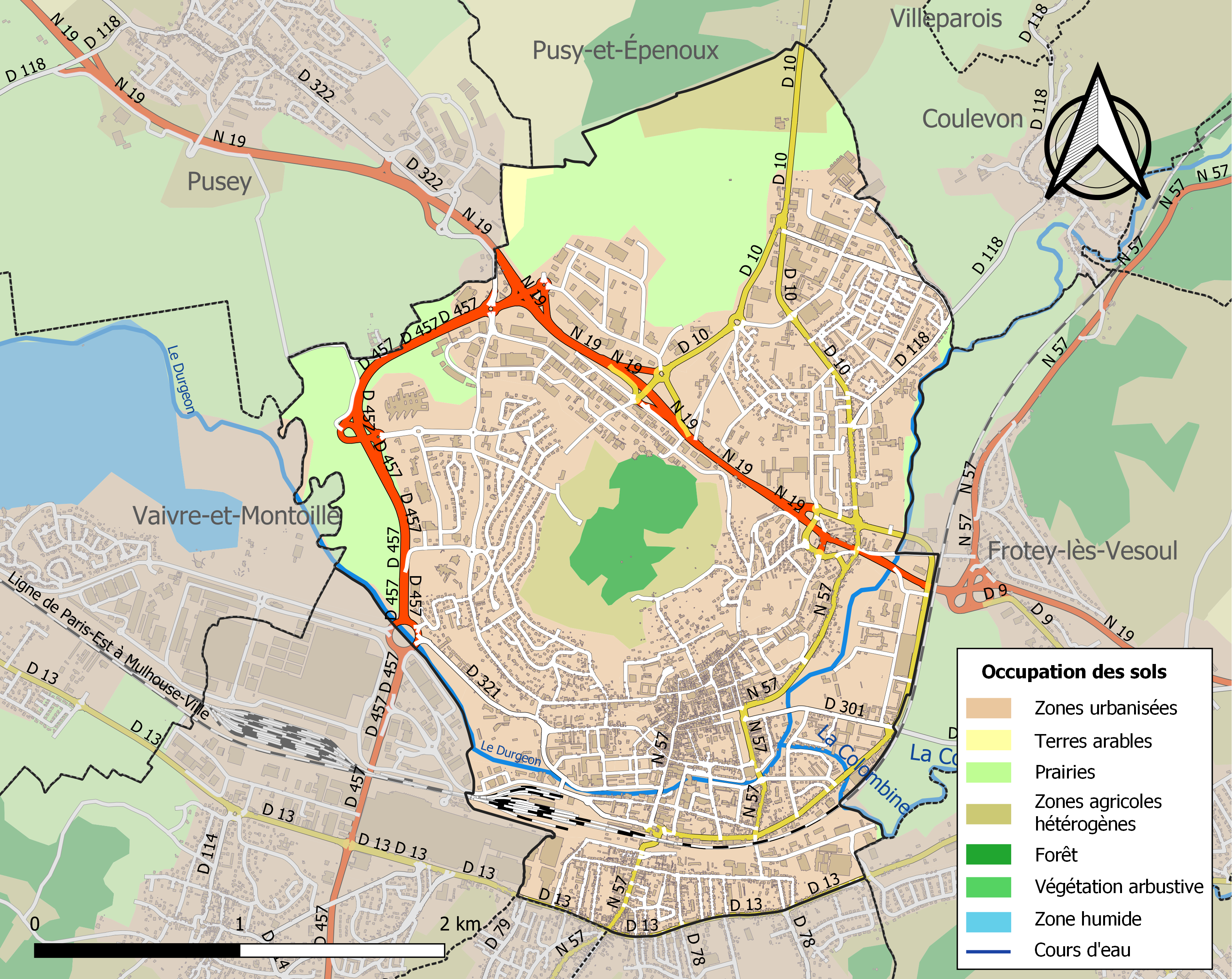
Carte des infrastructures et de l'occupation des sols de la commune en 2018 (CLC).

L'occupation des sols de la commune, telle qu'elle ressort de la base de données européenne d’occupation biophysique des sols Corine Land Cover (CLC), est marquée par l'importance des territoires artificialisés (73,9 % en 2018), en augmentation par rapport à 1990 (64,2 %). La répartition détaillée en 2018 est la suivante : zones urbanisées (49,9 %), zones industrielles ou commerciales et réseaux de communication (21 %), prairies (16 %), zones agricoles hétérogènes (6,8 %), espaces verts artificialisés, non agricoles (3 %), forêts (2,8 %), terres arables (0,5 %). L'évolution de l’occupation des sols de la commune et de ses infrastructures peut être observée sur les différentes représentations cartographiques du territoire : la carte de Cassini (XVIIIe siècle), la carte d'état-major (1820-1866) et les cartes ou photos aériennes de l'IGN pour la période actuelle (1950 à aujourd'hui).

### Morphologie urbaine

#### Quartiers
La ville est composée de différents quartiers. On compte notamment un quartier résidentiel ancien, des quartiers pavillonnaires, des zones commerciales et industrielles et des quartiers périphériques constitués de grands ensembles et de logements individuels.
- Au centre : Vieux-Vesoul, La Motte, Les Bains, zone Paul-Morel
- Au nord : Le Montmarin, Les Rêpes, Le Pontarcher
- Au sud : Le Boulevard, La Gare
- À l'est : Le Grand Grésil, Le Stade
- À l'ouest : Les Haberges, lotissements ouest

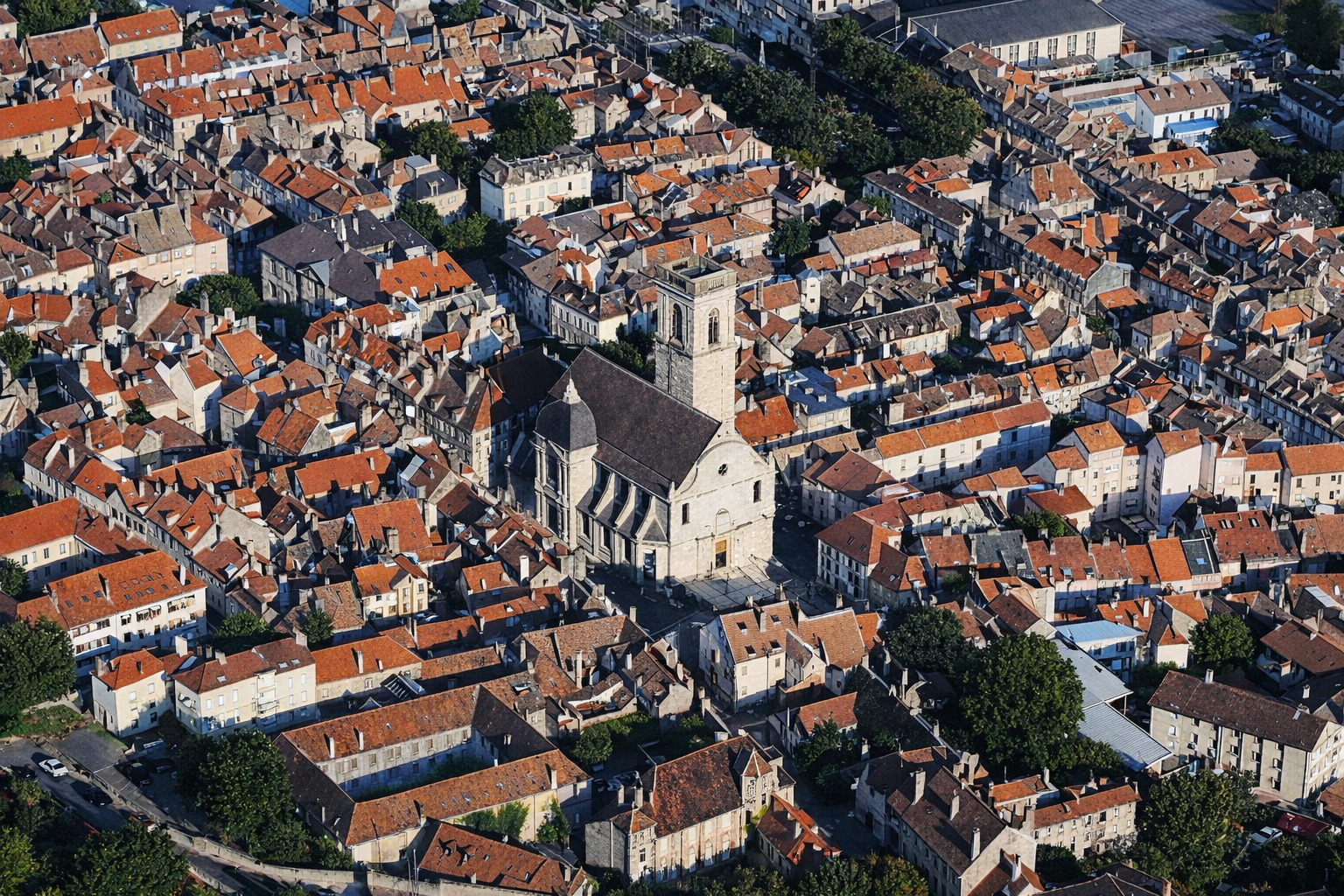
Vieux-Vesoul.
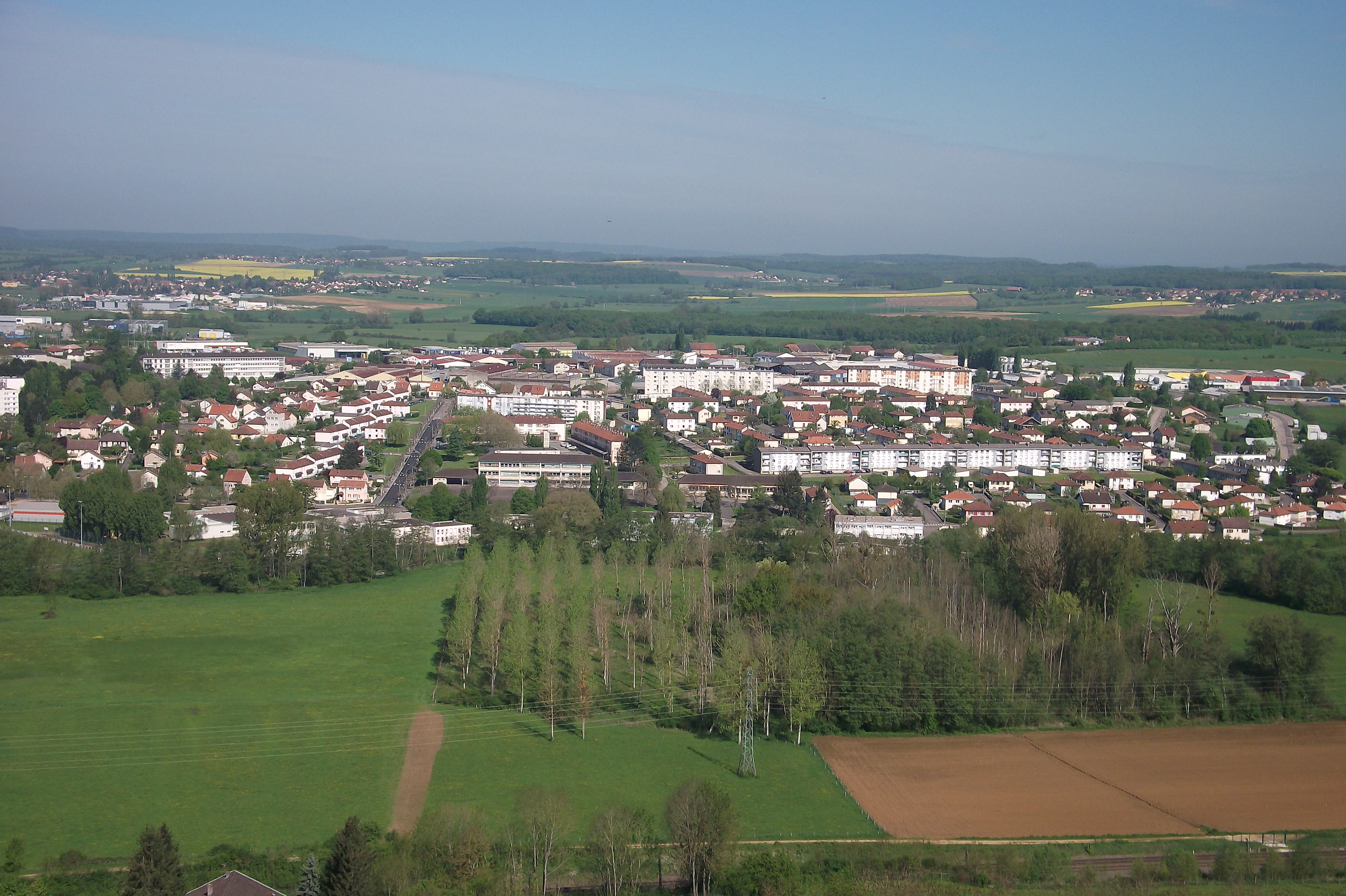
Les Rêpes.
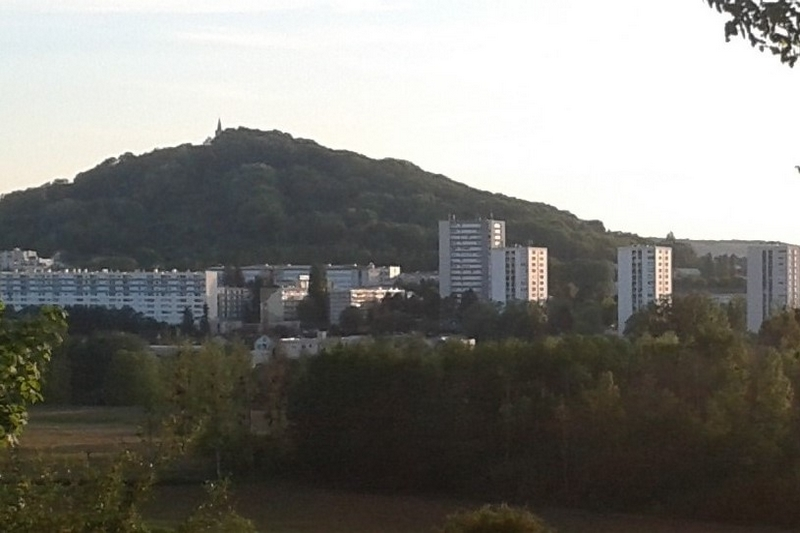
Le Montmarin.
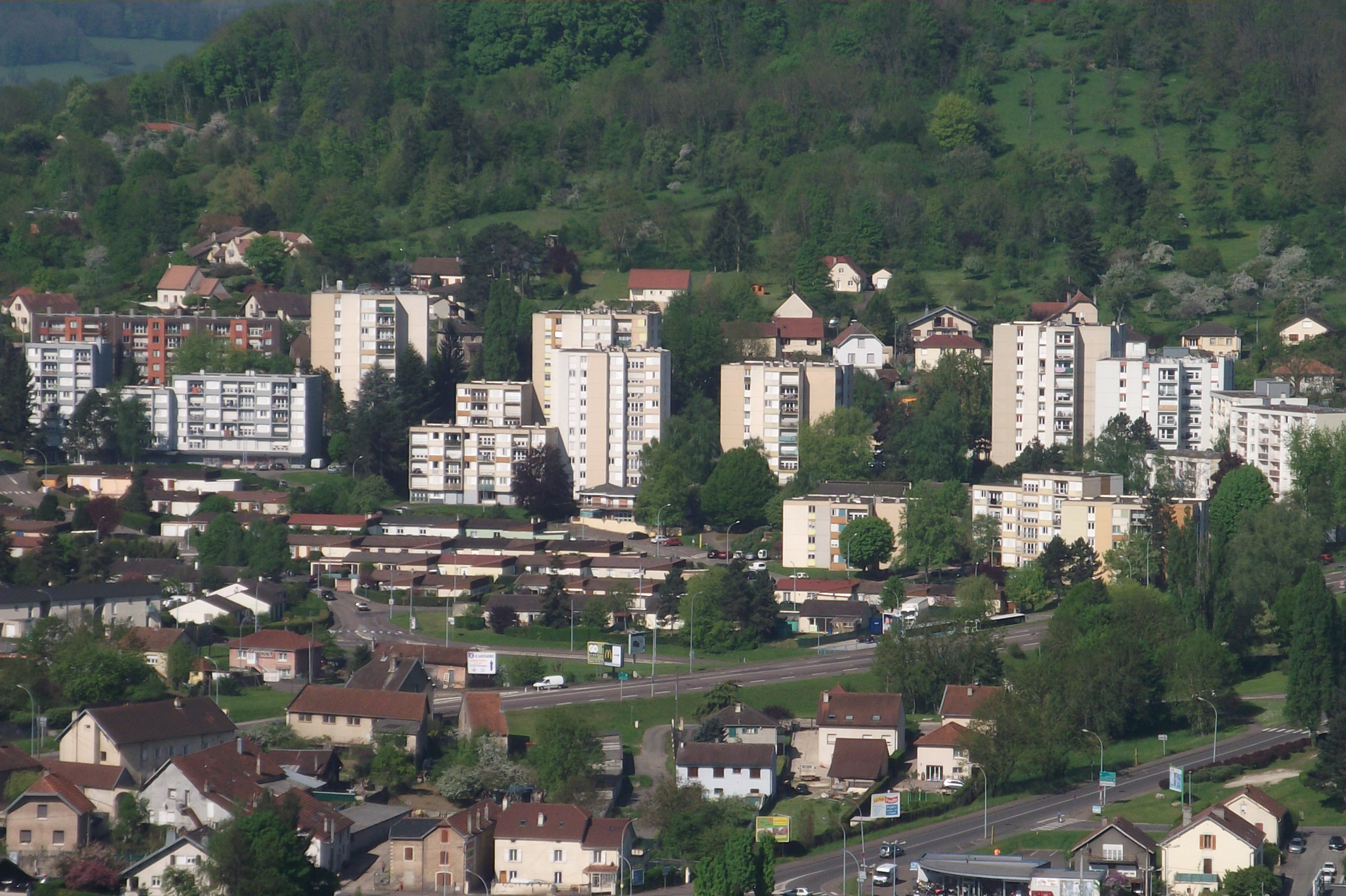
Le Grand Grésil.
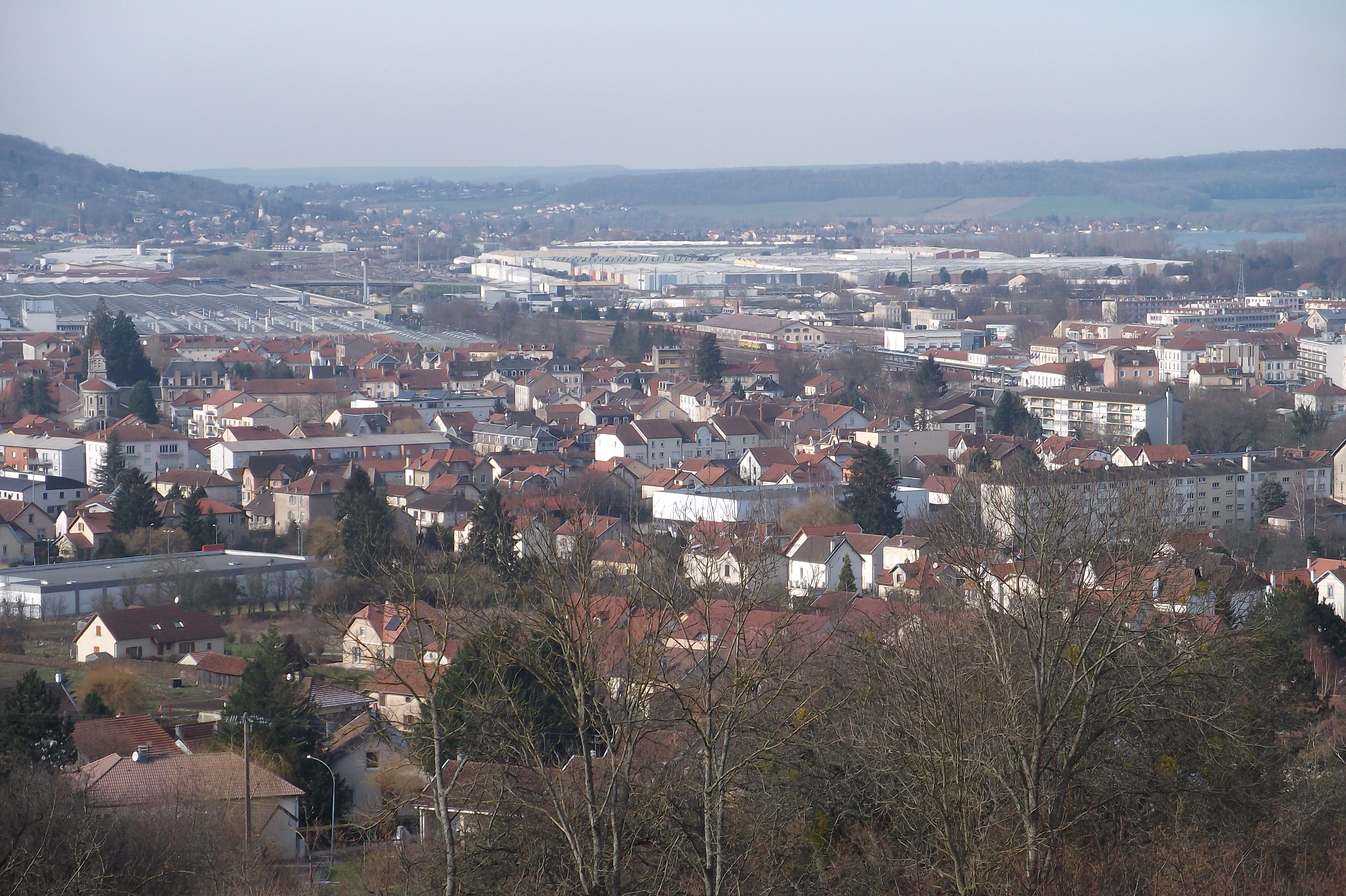
Le Boulevard.

#### Développement urbain

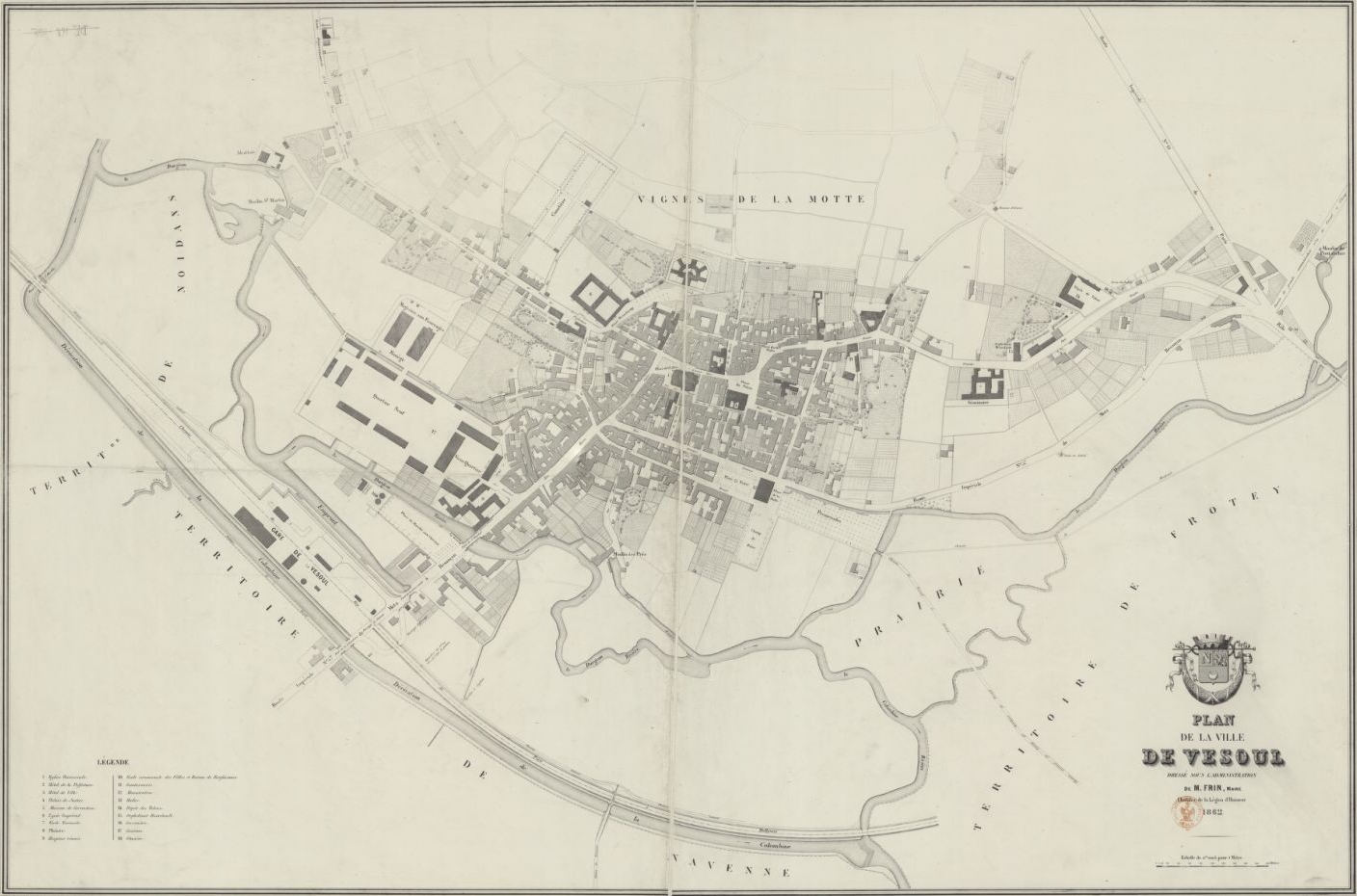
Plan de la ville de Vesoul (1862).

La ville s'est construite au cours de quatre principales phases de développement.
Vesoul s'est tout d'abord établi durant le Moyen Âge, au pied du Castrum Vesulium, château fort dont l'enceinte circulaire occupe un large espace sur La Motte. Dès le XIe siècle, des habitations se construisent petit à petit à l'extérieur de l'enceinte du château et c'est en 1255 que Vesoul est pour la première fois qualifié de « bourg ». Dès le XIIIe siècle, une enceinte fortifiée est construite en vue de protéger la  ville. La cité historique est cependant de dimensions relativement faibles avec une superficie d'un peu moins de 10 hectares. Majoritairement tracée en plan milésien, la cité présente un urbanisme dense, constitué de rues étroites, d'impasses et de passages. La ville se développe au sein des murailles mais l'espace vient à manquer. Au XVIIe siècle, il est donc décidé de construire les nouvelles infrastructures en dehors de l'enceinte primitive.
Du XVIIIe siècle aux années 1850 correspond à la deuxième phase d'urbanisation. Trois faubourgs naissent et se développent à l'exterieur des murailles de la cité : le faubourg Saint-Martin à l'ouest, le faubourg Haut à l'est et le faubourg Bas au sud,. À cette époque, le territoire communal était limité au sud par le Durgeon. Les rues aménagées sont plus larges et des espaces et allées spacieuses voient progressivement le jour en périphérie du centre historique : les Allées Neuves, la place de la République et le Champ-de-Foire.
La troisième phase de développement urbain s'étend de 1860 à 1939. Le territoire de la commune est agrandi, notamment en 1861 et en 1876 en annexant des terrains de la commune de Navenne. La ville double ainsi sa surface bâtie en construisant de nouveaux quartiers tout autour de l'hôpital Paul-Morel, de la gare, ainsi que dans le quartier du Boulevard, qui est composé principalement de constructions datant de la fin du XIXe siècle aux années 1930. L'axe nord-sud, représentant la route de Besançon, se développe particulièrement pour former depuis le centre ancien un tracé continu et quasi rectiligne de plus d'un kilomètre, entre la rue d'Alsace-Lorraine, la rue Paul-Morel, la rue du Commandant Girardot et le boulevard du général de Gaulle.
La dernière époque d'urbanisation de Vesoul débute à la fin de la Seconde Guerre mondiale. Après la guerre, l'essor démographique est important, de nouvelles zones s'urbanisent : de larges boulevards et une rocade viennent cerner la ville. Dans les années 1960 et 1970, des quartiers composés de grands ensembles et de lotissements sont construits tels que Les Rêpes (1957 à 1961), Le Montmarin (1967 à 1973) et Le Grand Grésil (1973 à 1977). Par la suite, plusieurs zones d'activités sont aménagées à la périphérie de la ville : Espace de la Motte (milieu des années 1970), Technologia (fin des années 1990), Les Haberges (début des années 2000),,.

#### Architecture

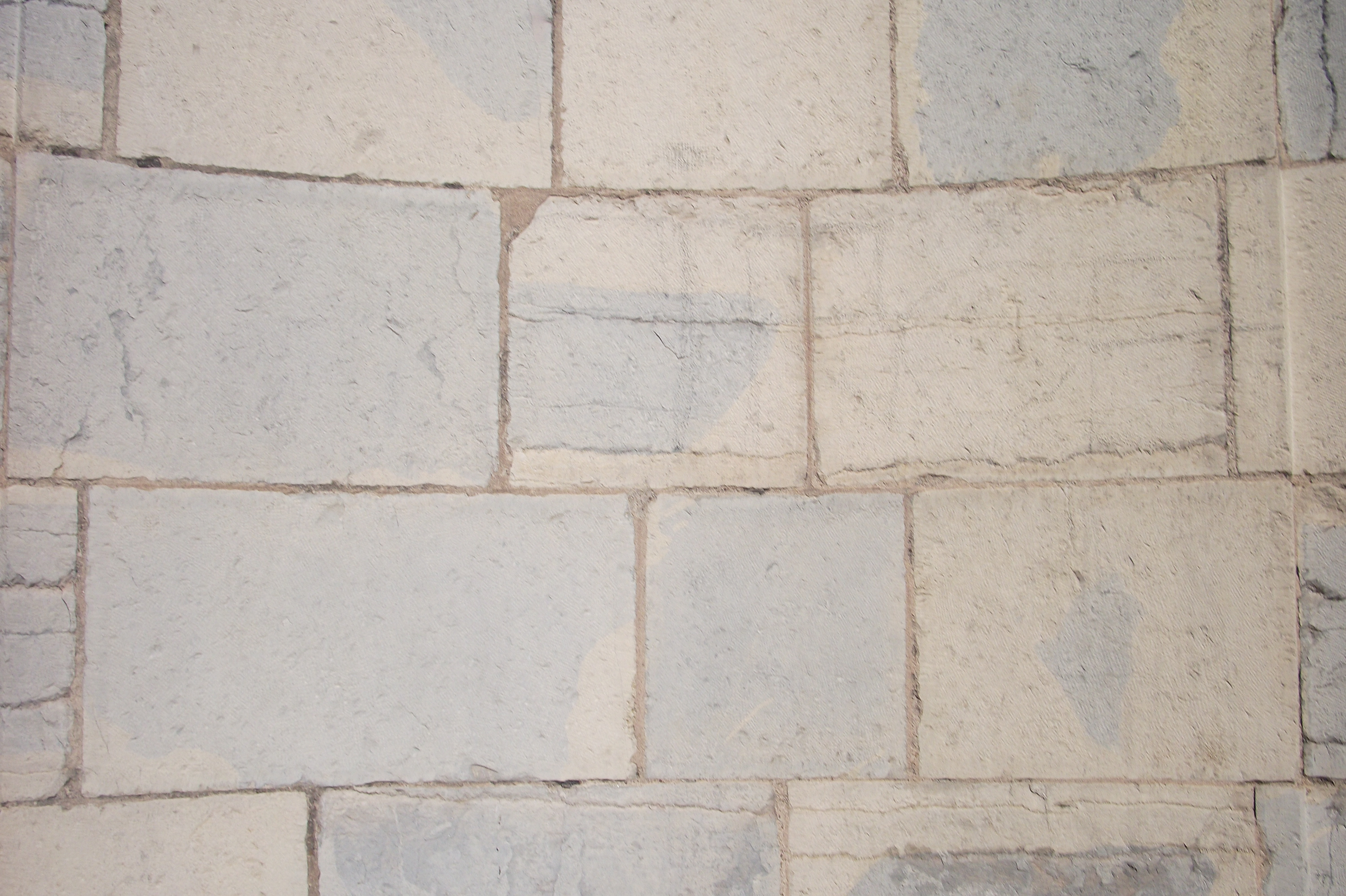
Mur en pierres calcaires de l'hôtel Thomassin, édifice du centre ancien.

Hétérogène au cours du Moyen Âge, l'architecture vésulienne commence à se développer de façon uniforme à partir du XVIe siècle. La majorité des édifices du centre-ancien ont été construits en pierre calcaire de couleur beige et bleu-gris, typique de la région, provenant de carrières situées dans la région de Vesoul. Cette pierre calcaire a été généralisée au XVIe siècle afin de rendre les bâtiments plus résistants aux pillages et incendies que subissait la cité à cette époque. Sur un porche de la ville a d'ailleurs été gravée la devise latine : « Moderata durant », qui signifie « ce qui est modéré dure ».
Certains bâtiments du Vieux-Vesoul sont également dotés de divers éléments d'architecture assez caractéristiques de la région tels que les tuiles vernissées ou encore les grilles d'entrée et de fenêtre en fer forgé. Les arcades comme sur la maison Barberousse, ainsi que les passages, appelés « treiges », qui permettent de passer d'une rue à une autre sont aussi présents dans l'architecture du centre ancien. Au XVIIe siècle, afin d'acquérir plus de lumière à l'intérieur des habitats, des grandes baies vinrent remplacer les fenêtres à meneaux.
Durant la Belle Époque, de nouveaux styles architecturaux font leur apparition à proximité du centre-ville tels que l'art moderne, l'art nouveau et l'Art déco ; la commune en compte plusieurs comme l'hôtel de la Caisse d'épargne, situé place Pierre-Rénet.

### Habitat et logement

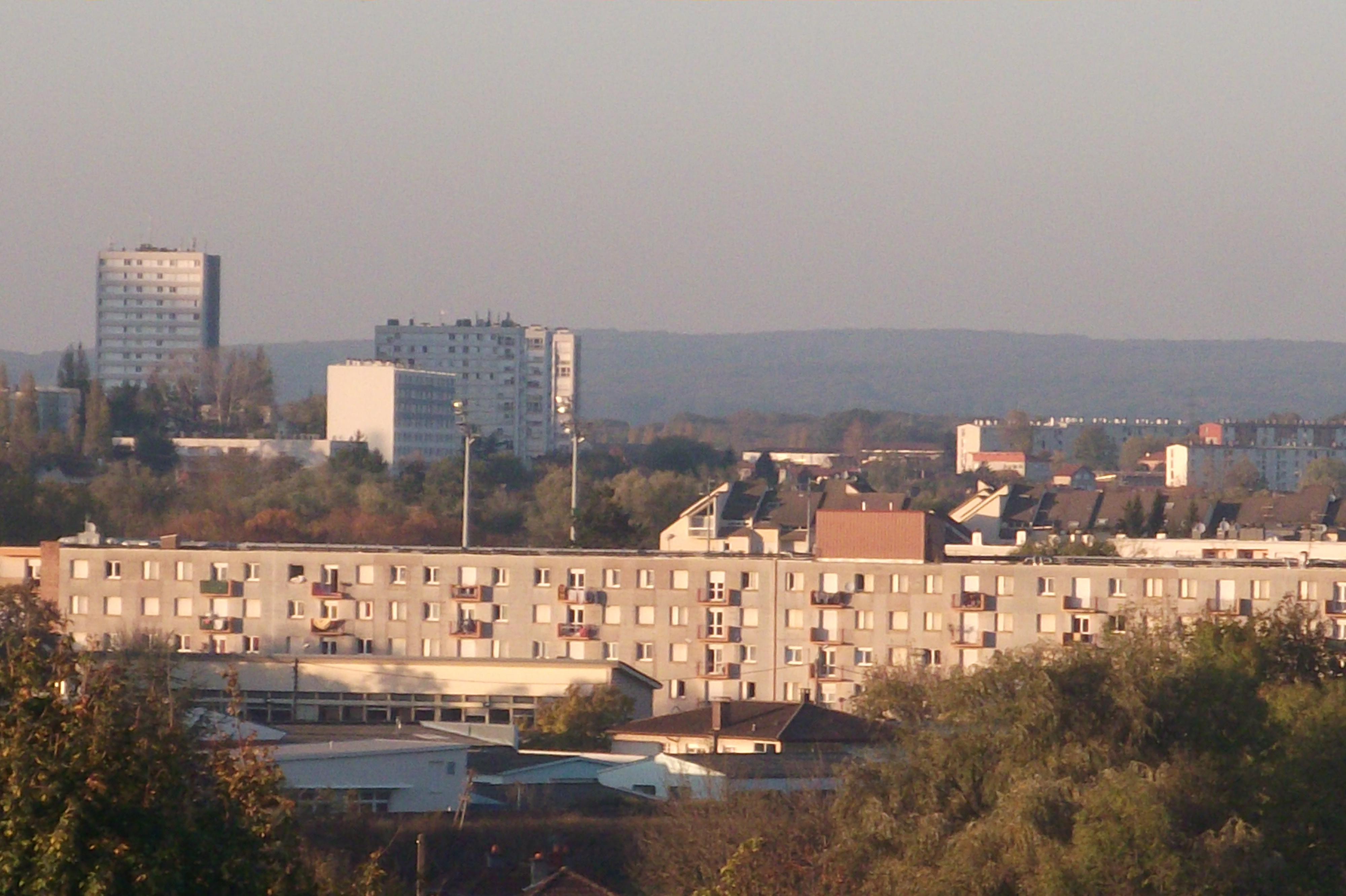
La ville compte plusieurs quartiers majoritairement composés de logements sociaux.

En 2021, le nombre total de logements dans la commune était de 9 609, alors qu'il était de 9 319 en 2016 et de 9 226 en 2011. 
Parmi ces logements, 87,6 % étaient des résidences principales, 2,2 % des résidences secondaires et 10,2 % des logements vacants. Ces logements étaient pour 21,3 % d'entre eux des maisons individuelles et pour 77 % des appartements. 
Le tableau ci-dessous présente la typologie des logements à Vesoul en 2021 en comparaison avec celle de la Haute-Saône et de la France entière. Une caractéristique marquante du parc de logements est ainsi la faible proportion des résidences secondaires et logements occasionnels (2,2 %) par rapport au département (6,2 %) et à la France entière (9,7 %). 
| Typologie                                               | Vesoul | Haute-Saône | France entière |
| ------------------------------------------------------- | ------ | ----------- | -------------- |
| Résidences principales (en %)                           | 87,6   | 83,2        | 82,2           |
| Résidences secondaires et logements occasionnels (en %) | 2,2    | 6,2         | 9,7            |
| Logements vacants (en %)                                | 10,2   | 10,6        | 8,1            |

Au sens du recensement, la commune, qui comptait 2 640 logements HLM en 2010, soit 31,7 % du parc des résidences principales, en compte 2 807 en 2021 (33,3 %), où habitent 4 998 personnes.

### Projets d'aménagements

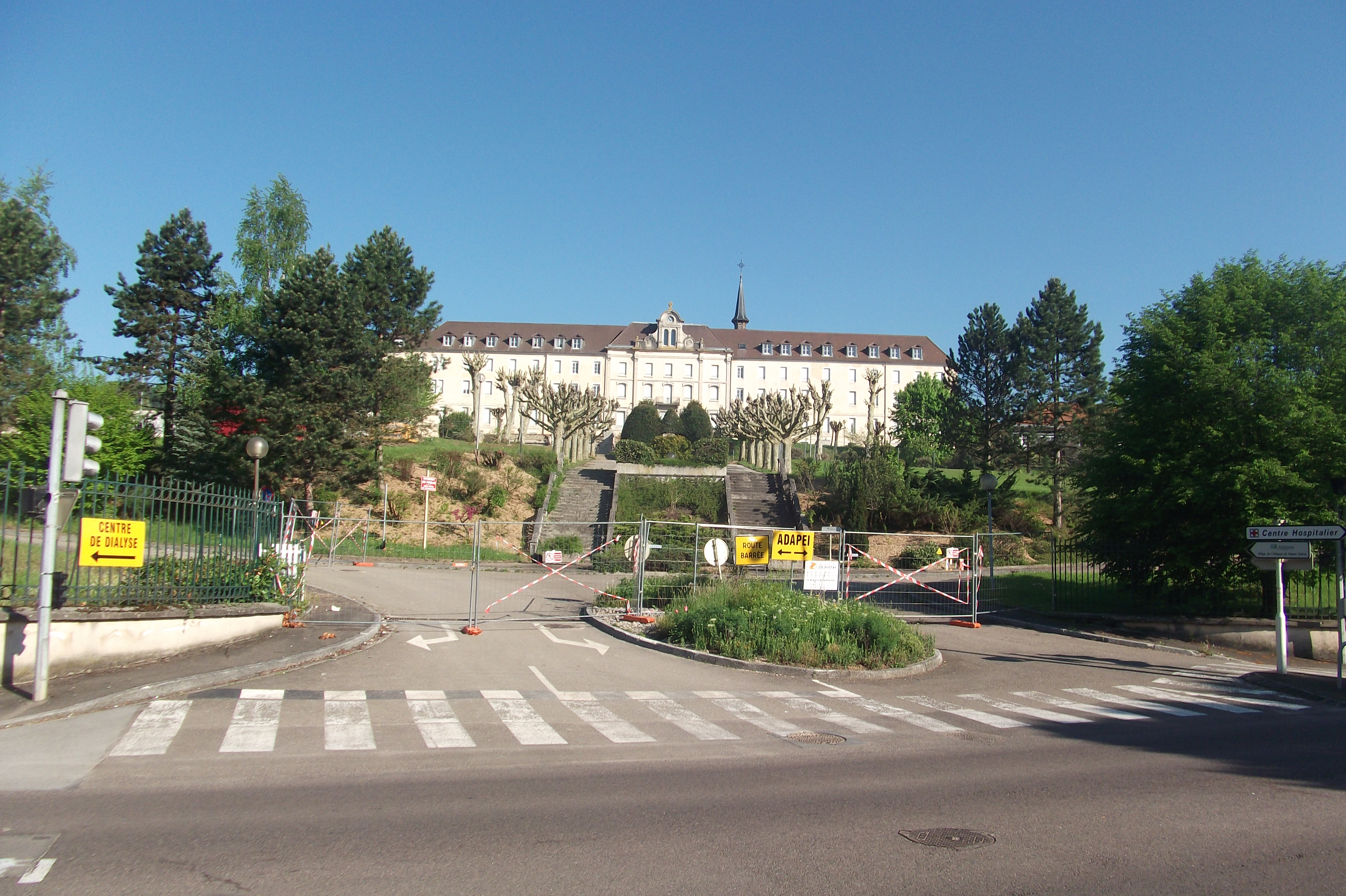
Le site de l'hôpital Paul-Morel.

De multiples projets d'urbanisme et d'aménagement ont été lancés par la ville de Vesoul. L'un des principaux est la réhabilitation et le réaménagement du site de l'ancien hôpital Paul-Morel, bâtiment désormais désaffecté. En octobre 2008, le conseil municipal de Vesoul décide d'y créer une zone d'aménagement concerté ; elle est baptisée zone Paul-Morel. La reconversion de ce site se traduira par la création de plus de 150 logements et des emplois tertiaires pour un total d'environ 37 000 mètres2 de surface construite, tout en favorisant la protection de l'environnement. Depuis le début du projet en 2009, l'aménagement de la nouvelle zone Paul Morel a vu s'ériger plusieurs bâtiments, et l'étape finale est la reconversion de l'hôpital en lui-même.
Parmi les grands projets, on trouve la rénovation du quartier du Montmarin. La ville de Vesoul s'est inscrite au plan national de rénovation urbaine. Proposé par la ville en juillet 2007, ce projet mènera à la reconstruction et à la réhabilitation de plusieurs centaines de logements dans le quartier. Avec un coût du projet estimé à 10 200 000 €, la rénovation du Montmarin fait partie des projets ambitieux lancés par la ville.
En centre-ville, la rénovation des îlots Durgeon (face à l'Hôtel de Ville) et Lesigne (vers la place de la République) font entre autres partie du plan local d'urbanisme approuvé par le conseil municipal en 2013.

### Voies de communication et transports

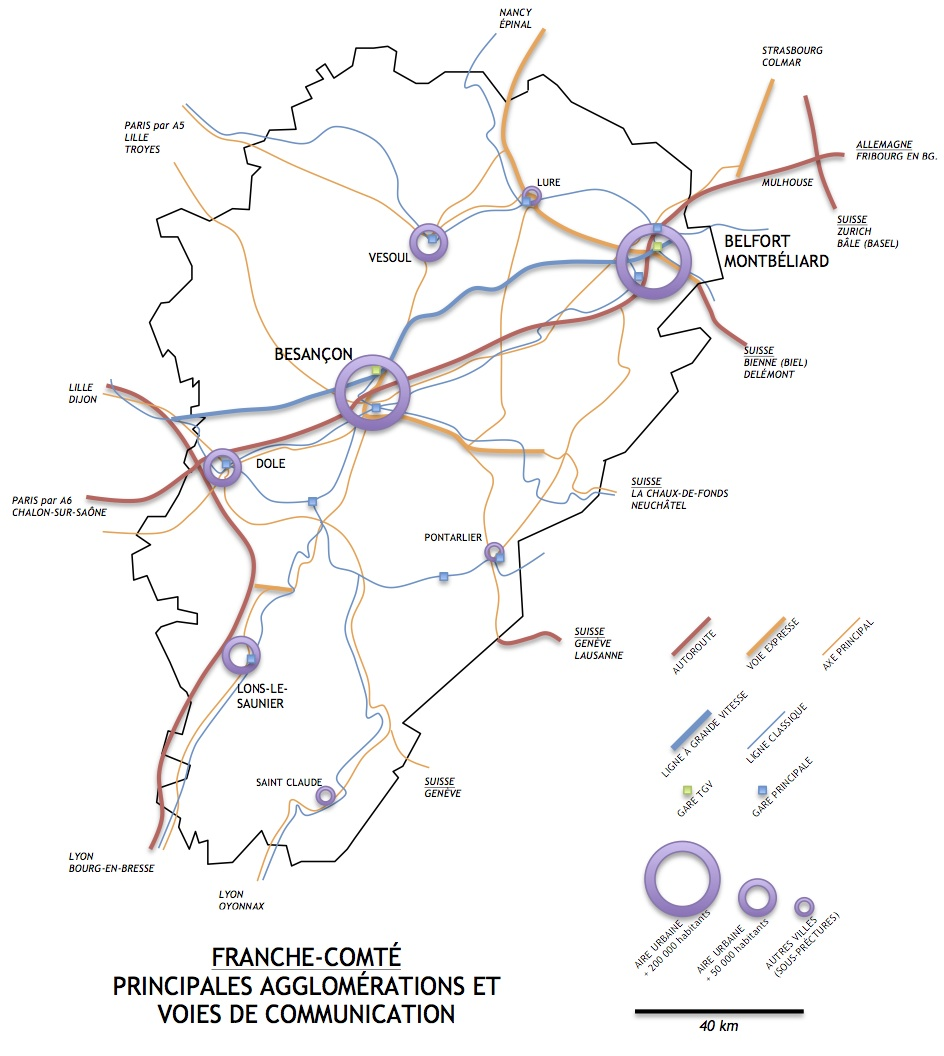
Situation routière et ferroviaire de Vesoul, en Franche-Comté.

Du fait de sa situation géographique, la ville de Vesoul est reliée, par des systèmes de transport et des voies de communication, à des grandes villes, de l'Est de la France mais aussi à celles des pays limitrophes.
Historiquement, le site de Vesoul était à la confluence de plusieurs voies romaines secondaires, sous l'Antiquité. Durant longtemps, les voies reliant Vesoul aux autres localités étaient de simples chemins et routes rudimentaires, utilisées par les diligences et autres véhicules tirés par des animaux. Par la suite, de véritables voies de transports furent créées : Vesoul est raccordé dès le début du XIXe siècle par les deux routes impériales 22 et 76 (aujourd'hui reconverties en nationales) puis par des lignes ferroviaires dont entre autres les lignes Besançon-Viotte à Vesoul et Vaivre à Gray, aujourd'hui désaffectées. Puis, au XXe siècle, ont vu le jour à Vesoul un centre de pilotage (1935) et les chemins de fer vicinaux de la Haute-Saône (1910 à 1938), ancien réseau de chemin de fer secondaire à voie métrique et traction vapeur. La gare des chemins de fer vicinaux de Vesoul en était le siège et gérait plusieurs centaines de kilomètres de lignes.
Aujourd'hui, les transports routiers constituent le principal moyen de transport dans la commune (plus de 280 voies de circulation dont environ 200 rues). Vesoul est situé à la croisée de deux grands axes routiers qui sont reliés par un échangeur routier : les routes nationales N 57, axe nord-est/sud raccordant Metz à la Suisse et N 19, axe nord-ouest/est reliant Paris à Belfort. L'agglomération n'est actuellement pas desservie par l'autoroute, cependant, un projet d'autoroute existe, bien que plusieurs fois mis en sommeil : la construction de l'A319 afin de relier Langres à Vesoul,. L'autoroute la plus proche est l'A36, située approximativement à 44 kilomètres au sud de Vesoul. La ville est contournée à l'ouest par une rocade en voie rapide ainsi que par des boulevards au sud et à l'est.
Le trafic routier est relativement dense dans le centre ancien puisqu'environ 5 000 véhicules par jour y circulent dans ses principales rues. Il est à noter que la N 19 est fréquentée chaque jour par plus de 25 000 véhicules, incluant 3 500 poids lourds, au niveau des quartiers du Montmarin et du Grand Grésil. La circulation routière est contrôlée dans l'agglomération par plusieurs dispositifs de radars automatiques. Plus de 3 000 places de stationnement sur parking sont présentes au centre-ville de Vesoul. Jusqu'à janvier 2010, Vesoul était l'une des seules préfectures à ne pas être pourvue de parking payant, politique encouragée par l'ancien maire Alain Joyandet. Toutefois, les stationnements payants se sont fortement généralisés dans la ville au cours des années 2010.
Les transports ferroviaires représentent une alternative facile pour aller depuis ou vers Vesoul. La gare SNCF de Vesoul, mise en service le 22 février 1858, est située sur la ligne de Paris-Est à Mulhouse-Ville et est desservie par des trains TER Bourgogne-Franche-Comté. La gare de Besançon Franche-Comté TGV est localisée à environ 43 kilomètres au sud de Vesoul, sur la ligne à grande vitesse Rhin-Rhône.
En matière de transport aérien, la ville dispose de l'aérodrome de Vesoul - Frotey, accessible aux avions de tourisme et d’affaires. Rénové en 1989, il possède des équipements de qualité dont une piste goudronnée de 1 440 mètres et des locaux spacieux. L'aéroport international le plus proche de Vesoul est celui de Dole, situé à 96 kilomètres. L'EuroAirport, quant à lui, est localisé à 126 kilomètres de la préfecture haut-saônoise.

Infrastructures de transport à Vesoul
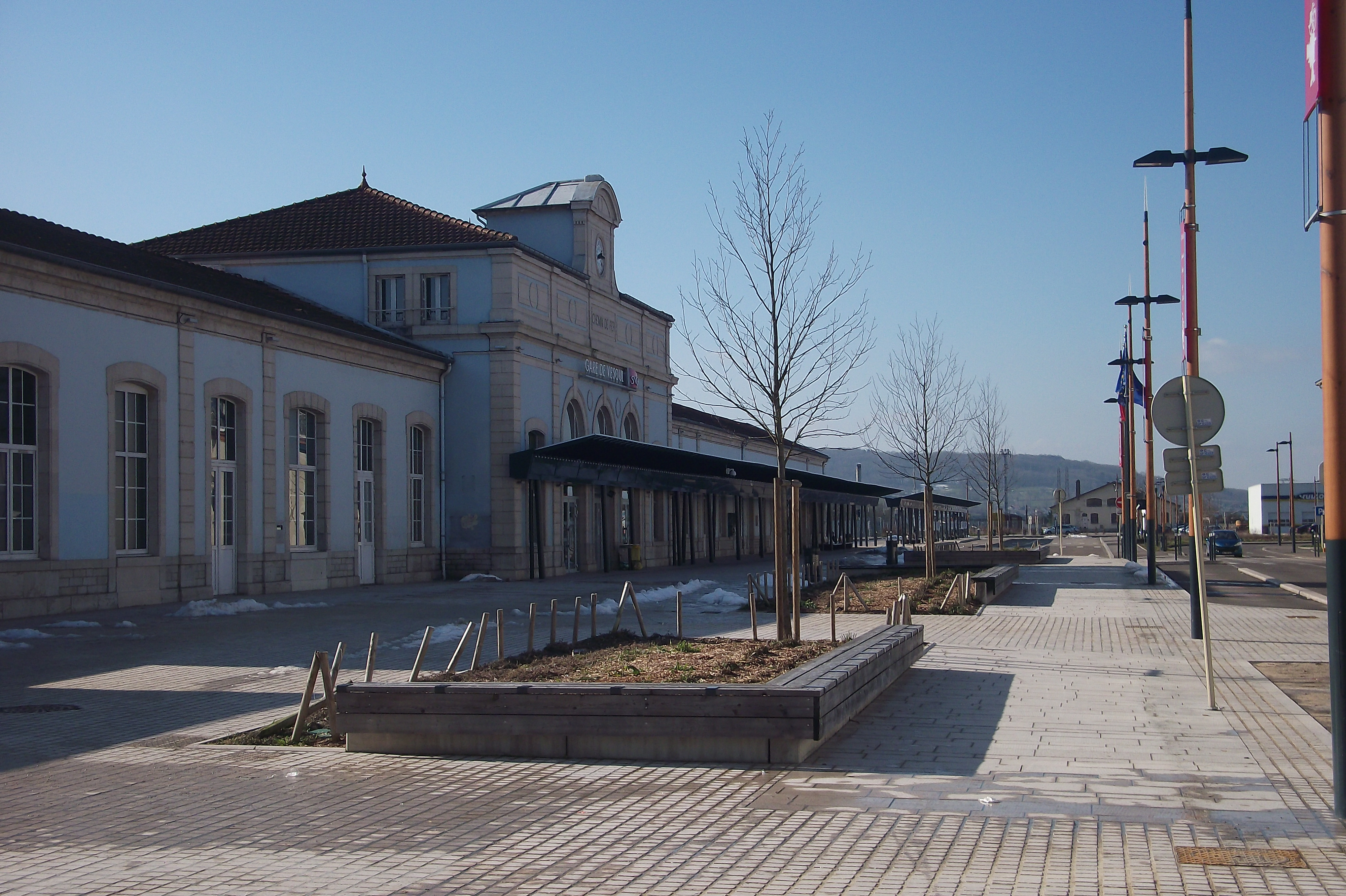
La gare SNCF de Vesoul
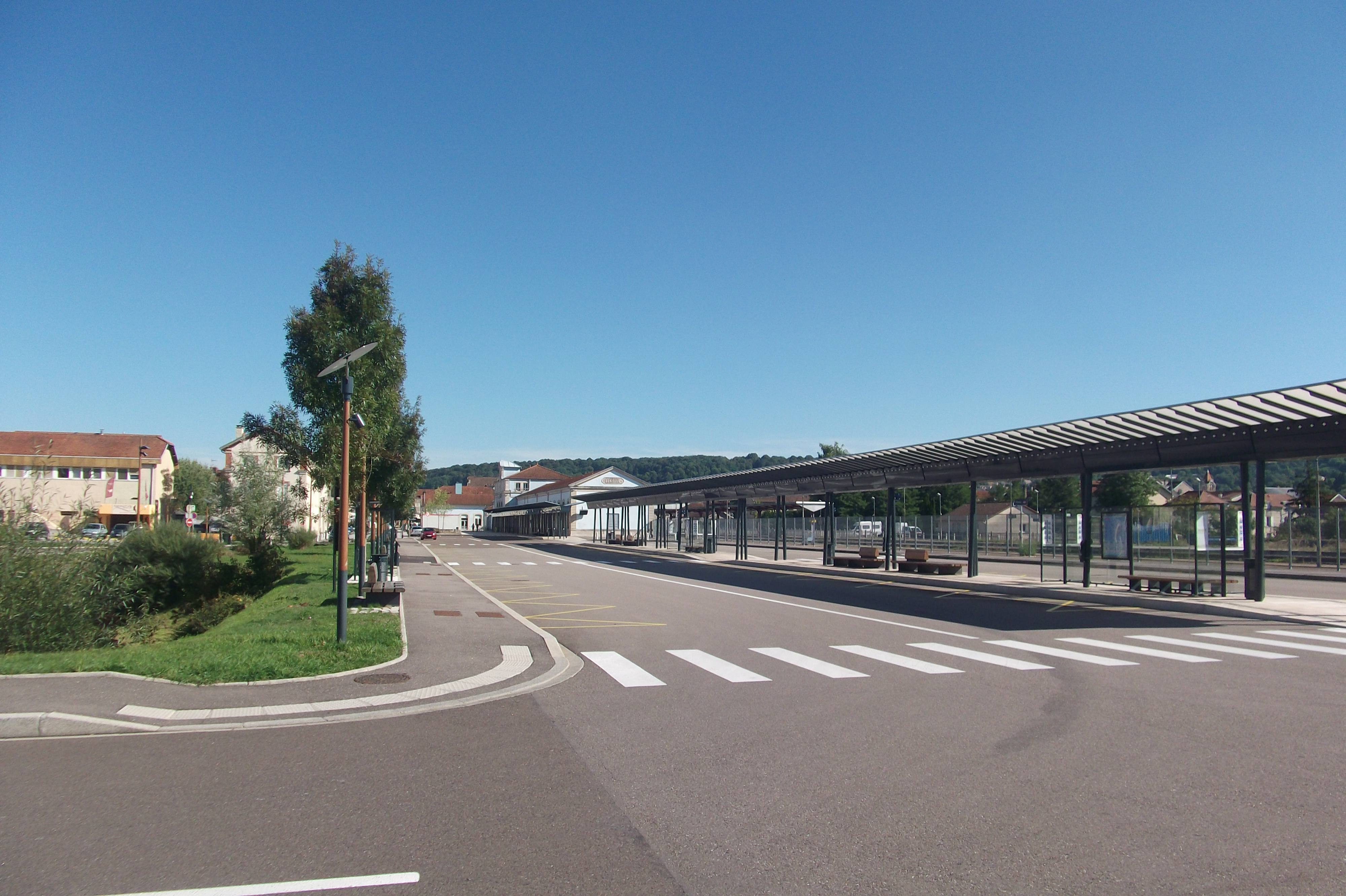
Le pôle d'échanges multimodal.
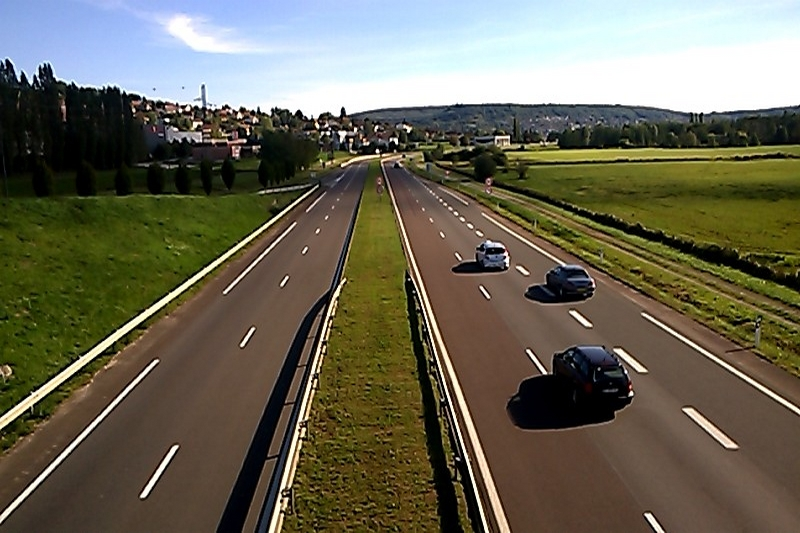
La rocade-ouest de Vesoul.
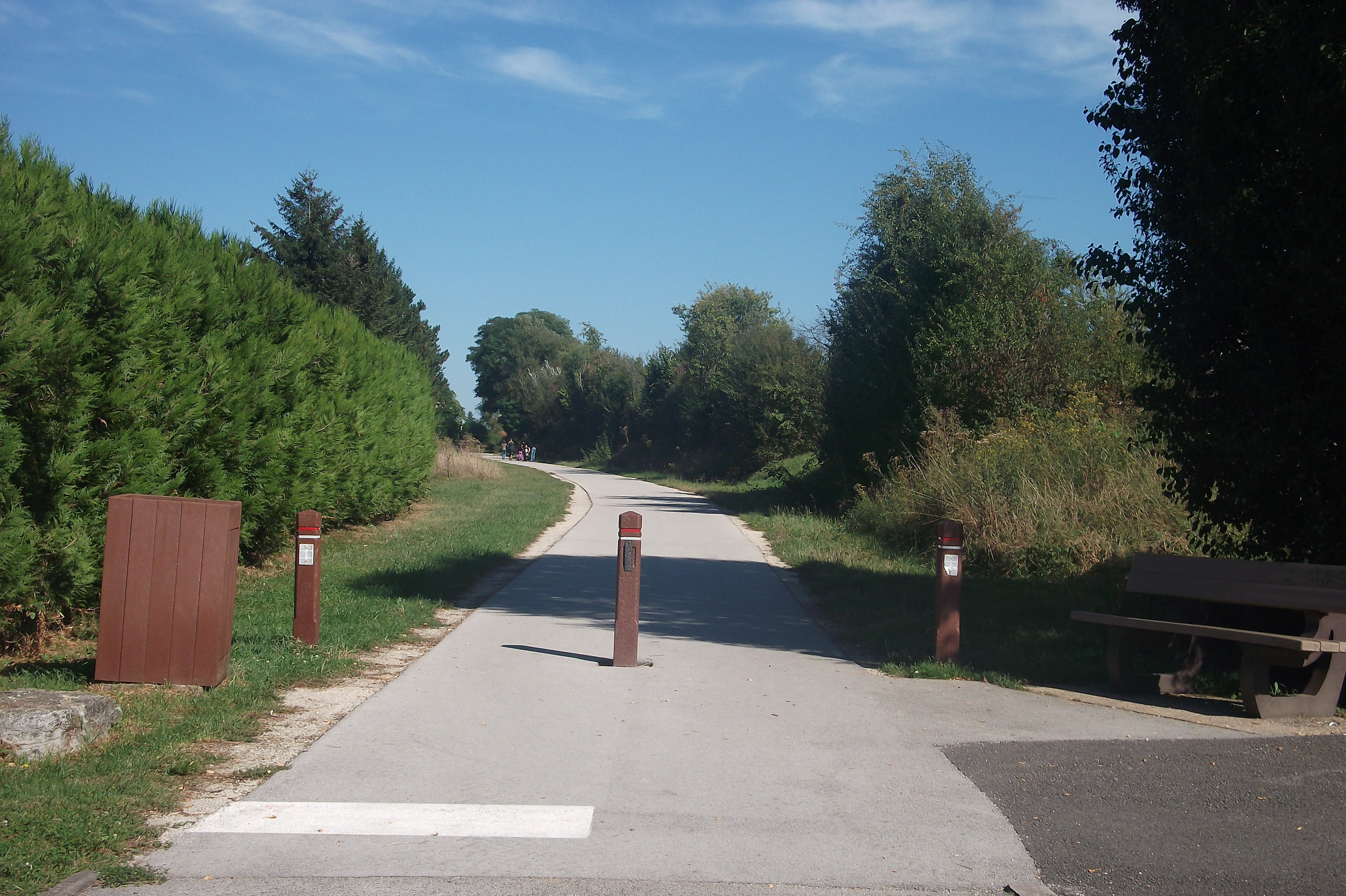
La voie verte le Chemin vert.

Pour les déplacements en bus, le réseau d'autobus « Moova », mis en place en 1990 est utilisé, annuellement en moyenne, plus d'un million de fois et totalise chaque année près de 500 000 kilomètres parcourus dans l'agglomération. Plus de 130 arrêts de bus et poteaux d'arrêt du réseau VBus sont répartis sur 10 lignes régulières et 8 lignes directes dans Vesoul et sa banlieue. Au niveau supracommunal, la ville est desservie par le réseau de bus régional Mobigo, né de la fusion en 2018 des Lignes saônoises et de Livéo entre autres, qui assure la liaison avec d'autres communes haut-saônoises ainsi qu'avec Besançon. La majorité des réseaux de bus desservant Vesoul transite par le pôle d'échanges multimodal, infrastructure moderne inaugurée le 1er décembre 2011 à proximité de la gare, où les bus réalisent à peu près 250 escales chaque jour.
L'agglomération de Vesoul compte près de 50 kilomètres d'aménagement cyclable, répartis en cinq grands axes qui permettent aux cyclistes de se déplacer dans les axes nord-sud et est-ouest. Deux voies vertes, balisées avec des indicateurs kilométriques, franchissent l'agglomération de Vesoul : le Chemin vert (21 kilomètres) et la Trace du Courlis (8 kilomètres), qui sont reliées par les pistes et bandes cyclables de l'agglomération.

### Risques naturels et technologiques
Chaque saison, la ville est soumise à différents risques naturels, dû à sa situation géographique. Le risque des mouvements de terrains existe dans l'agglomération vésulienne. Les principaux types sont l'affaissement et les effondrements liés aux nombreuses cavités souterraines de l'agglomération vésulienne, les glissements de terrain (notamment sur les pentes de La Motte) et les tassements différentiels. Il est à noter qu'une partie importante du territoire de Vesoul présente des risques de retrait-gonflement des argiles.
La commune a connu une douzaine d'inondations et de coulées de boue entre 1982 et 2015, déclarées comme étant des « catastrophes naturelles ». Certaines années, le Durgeon peut être soumis à des crues, qui causent par la suite des inondations ; le plus ancien témoignage de crue du Durgeon à Vesoul date de 1558. D'importantes crues du Durgeon sont survenues à Vesoul en 1930 et 1953. Parmi les plus récentes, on peut mentionner celles d'octobre 1999 et de novembre 2000.
Vesoul, comme pour d'autres villes de l'Est de la France, peut être touchée par des risques météorologiques importants qui peuvent avoir lieu sur plusieurs jours comme des vents violents (120 km/h), des précipitations continues (60 mm), des chutes de neige (150 mm) ou encore des orages et des pluies verglaçantes.
En ce qui concerne la sismicité, la ville de Vesoul se trouve en zone de sismicité modérée, ce qui signifie que le risque de séisme n'est pas négligeable.

## Toponymie

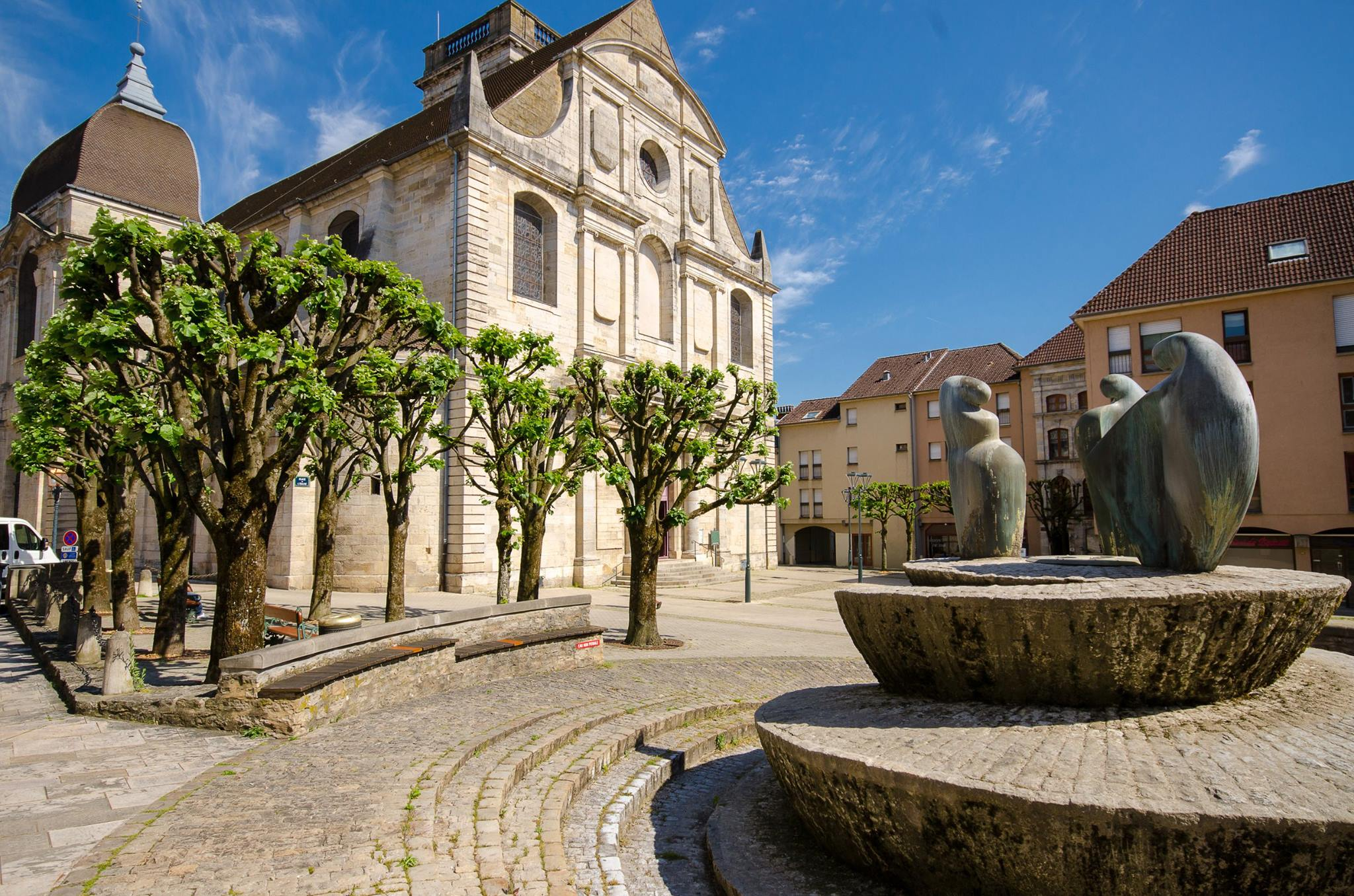
L'église Saint-Georges et sa place, bâties au pied de La Motte.

Une première mention écrite de la ville la désigne par le terme de Castrum Vesulium en 899. Au cours des siècles, le nom de la cité est mentionné sous diverses formes latinisées dont Castri Vesolensis avant 978, Vesullum au XIe siècle, Vesulo en 1145 et Visilium entre 1134 et 1161. La forme romane Vesoul est attestée dès 1242,. En franc-comtois, le nom de la ville est Vezou.
Ce toponyme est peut-être basé sur une racine hypothétique indo-européenne (préceltique) *ves « montagne », « élévation », suivi du suffixe -ulum et que l'on retrouve dans le nom du Mont Viso désigné Vesulus. Cette élévation désignée correspond à La Motte, colline où s'est établie et développée la ville.
Un nombre important de toponymes et d'odonymes existe sur le territoire communal dont l'un des plus historiques est Marteroy, puisque la plus ancienne mention de ce toponyme à Vesoul date de 1092. On retrouve également ce toponyme et ses variantes (Martroy, Martrois, Martroi) dans d'autres régions en France. Le terme Marteroy proviendrait de la forme latine Martyrum qui signifie Martyrs. Toutefois, plusieurs historiens ont rapporté que l'étymologie proviendrait de la contraction de Martis ara, ce qui signifie « autel de Mars ». D'autres toponymes locaux (Les Rêpes, Les Haberges) qui étaient autrefois des hameaux situés autour de la cité, constituent aujourd'hui le nom de quartiers de Vesoul. Parmi les 65 lieux-dits communaux, on retrouve également le nom d'autres toponymes locaux,,.

## Histoire

### Préhistoire

#### Premières traces d'habitat
Certaines traces et empreintes confirment que Vesoul et son agglomération ont été occupés durant la Préhistoire. Des objets laissés par les populations certifient que des hommes ont fabriqué et utilisé des outils dans la région vésulienne, pendant les différents âges préhistoriques.
Des objets préhistoriques, principalement des outils, ont été retrouvés sur les différents flancs de la La Motte. Aussi, autour de Vesoul, des objets ont été découverts au camp de César et au plateau de Cita, deux sites situés au sud de la ville qui ont fourni de nombreux restes d'armes de pierres préhistoriques. Le dolmen de la Pierre-qui-Vire, un mégalithe situé à 2 kilomètres à l'est de Vesoul, est daté entre 3 500 et 3 300 av. J.-C..
Les nombreuses cavités naturelles de l'agglomération de Vesoul ont aussi permis de découvrir des outils et des ossements d'animaux exploités par l'homme. Dans la grotte de la Baume, localisée au sud de la ville, un outillage lithique moustérien a été trouvé démontrant ainsi une occupation continue de tous les niveaux du Würm ancien. Dans la galerie sud de la cavité naturelle, une occupation de l'âge du bronze final III a également été démontrée. Enfin, un ensemble d'os de mammouths a été découvert en 1989 à la font de Champdamoy, à l'est de Vesoul.

### Antiquité

#### La Motte, un site stratégique
Le site de Vesoul est peu documenté pour la période antique. Certains historiens et archéologues attestent cependant d'une histoire durant cette période. En effet, ils ont découvert sur la Motte, des dizaines d'objets datant de cette période, incluant des armes, des monnaies et des médailles à l'effigie des premiers empereurs romains.
À l'époque, le territoire de l'actuelle ville de Vesoul se trouve en Séquanie, vaste territoire contrôle par le peuple gaulois des Séquanes, qui s'étendait sur un secteur compris entre le Rhône, la Saône, le Jura et les Vosges.
A partir de la conquête romaine de la Séquanie, la région se développe et six voies romaines secondaires, qui ont été révélées par l'archéologie contemporaine, traverse le site de l'actuelle commune de Vesoul. Durant l'époque gallo-romaine, le territoire de Vesoul est rattaché au pagus Colerensis, qui avait pour chef-lieu Corre et qui s'étendait « de la Vôge jusqu'aux portes de Besançon »,.
À la fin de la domination romaine, au Ve siècle, le chef-lieu du pagus est transféré dans la cité gallo-romaine de Port-Abucin (actuelle ville de Port-sur-Saône), et se renomma ainsi pagus Portuensis, puis prit le nom, plus tard, de comté de Port, circonscription carolingienne dont le territoire correspondait approximativement à l'actuel département de la Haute-Saône. Les invasions barbares causèrent de nombreux troubles dans la région et les Burgondes prennent alors le contrôle de la Séquanie dès le Ve siècle.

### Moyen Âge

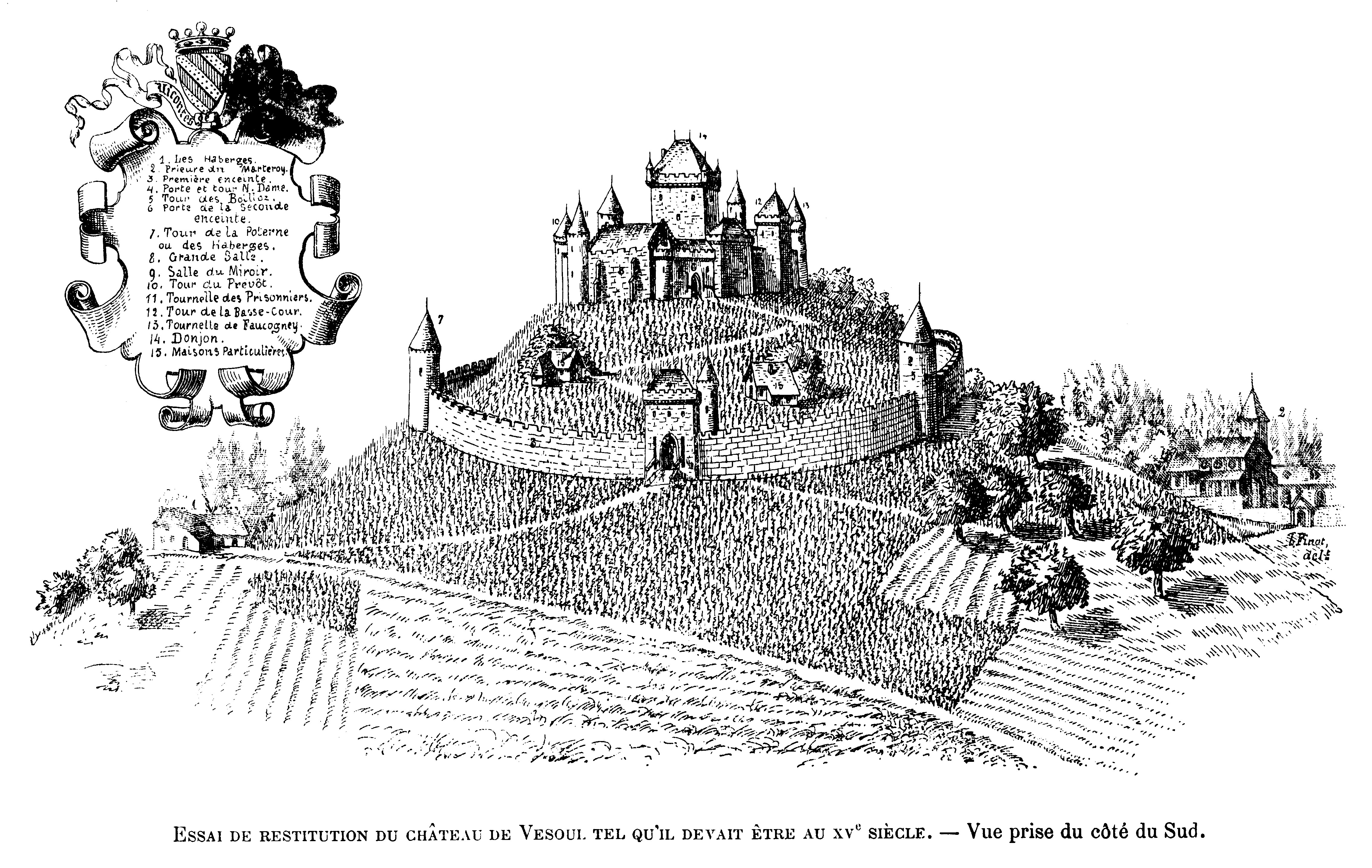
Reproduction du Castrum Vesulium au Moyen Âge, le château qui donna naissance à Vesoul. Dessin réalisé par l'historien Jules Finot.

#### Fondation duCastrum Vesulium, les origines de Vesoul
Au Haut Moyen Âge, le territoire de l'actuelle ville de Vesoul est situé dans le comté de Port, qui dépend du royaume de Bourgogne (534-843). Puis, à la suite des redécoupages territoriaux de l'Empire carolingien, le territoire est successivement rattaché à différents royaumes : la Francie médiane (843-855), la Lotharingie (855-870), la Francie orientale (870-888), puis le royaume de Haute-Bourgogne (888-937).
La plus ancienne mention connue d'un document faisant référence à Vesoul date de 899. À cette époque, la ville n'existe encore pas, il s'agit seulement d'une forteresse portant le nom de Castrum Vesulium (« château de Vesoul » en latin médiéval), construit sur La Motte par les comtes de Portois. En effet, les comtes ont délaissé au cours du Haut Moyen-Âge la capitale du comté, Port-Abucin (Port-sur-Saône), qui avait été détruite par les Vandales en 411, puis par les vikings et les Hongrois au Moyen Âge, afin de trouver refuge sur un site plus difficilement accessible que la plaine de la Saône : une butte-témoin de forme conique dont le sommet culmine à 150 mètres au-dessus des plaines, située à environ 10 kilomètres au sud-est de la cité de Port-Abucin. Cette colline, appelée par la suite « La Motte » donne naissance à Vesoul qui est donc devenu la résidence des comtes, puis par la suite l'une des principales cités du comté de Port, qui prend également le nom de comté de Vesoul. En 982, ce comté devient avec la fusion de trois autres comtés, le comté de Bourgogne. En 988, le château subit le premier siège répertorié de son histoire, mené par le duc Henri Ier de Bourgogne et le comte Lambert de Chalon.

#### Siège de vicomtépuiscapitale de bailliage
Reconnue comme une place importante et stratégique, Vesoul est érigé en siège de vicomté au début du XIe siècle par le comte palatin Otte-Guillaume ; cette circonscription féodale administrative, qui remplace le comté de Port, a un domaine qui comprend 28 villages autour de Vesoul. Le premier vicomte de Vesoul est mentionné dans une charte datée de 1019 : il s'agit de Gislebert Ier, seigneur de Faucogney. À la mort de Rodolphe III, en 1032, Henri II du Saint-Empire hérite de ses biens bourguignons et c'est ainsi que, Vesoul, comme tout le comté de Bourgogne, est rattaché au Saint-Empire romain germanique. En 1092, le vicomte de Vesoul Gislebert II de Faucogney fonde le prieuré du Marteroy, monastère qui deviendra, quelques siècles plus tard, l'un des plus considérables du comté de Bourgogne notamment grâce aux multiples donations de bourgeois. En 1183, la comtesse Béatrix reconnut, par acte, tenir le château de Vesoul comme fief de l'Église de Besançon.

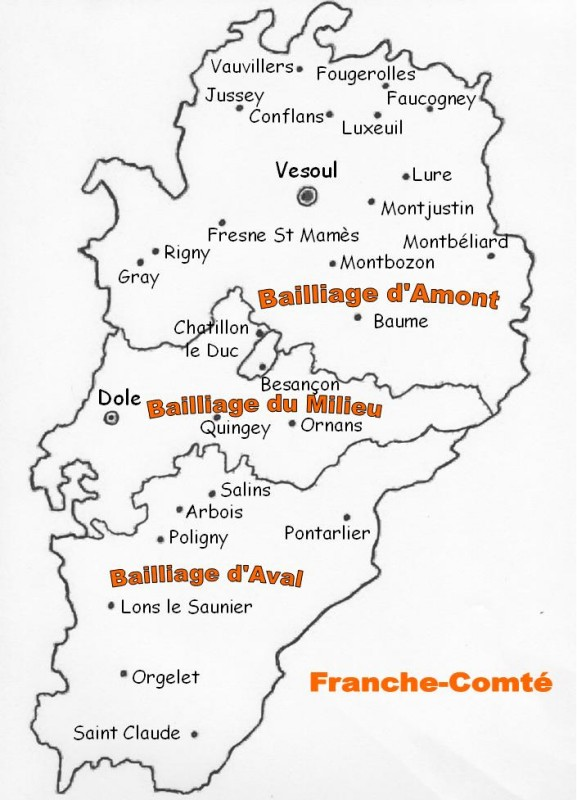
En 1333, Vesoul devient capitale du Bailliage d'Amont.

Au XIIIe siècle, la cité de Vesoul, qui comptait 887 habitants en 1240, dépendait, avec d'autres villages environnants, de la paroisse de l'église Saint-Martin de Pont, édifice qui était située dans l'actuelle partie nord d'Échenoz-la-Méline. Fondé au VIe siècle, ce lieu était l'un des sanctuaires les plus importants de la région. Par la suite, la ville de Vesoul fut autorisée à posséder sa propre paroisse, c'est alors qu'elle en érigea une en 1247, qui engloba les hameaux situés autour de la Motte. La cité se développe et c'est en 1255 que Vesoul est pour la première fois qualifié de « bourg ». À la fin du XIIIe siècle, la famille noble qui fut subvenue au prévôt prit le nom de famille de Vesoul.
Au XIVe siècle, la cité vésulienne apparaît comme une place commerciale de premier ordre, fréquentée par de nombreux commerçants juifs et notamment Héliot de Vesoul, banque influente qui a des clients dans le royaume de France et dans de nombreux autres territoires en Europe,. En 1333, le bailliage d'Amont, le plus vaste des bailliages de Franche-Comté, est institué par Philippe VI ; Vesoul en devient la capitale, confirmant ainsi son statut de ville à vocation administrative,. La vicomté de Vesoul disparaîtra au XIVe siècle, étant donné que la maison de Faucogney n'eut pas de descendant mâle ; le dernier vicomte de Vesoul était Henry de Faucogney, en 1347.

#### Hostilités de la guerre de Cent Ans
En 1348, la peste noire se répand sur l'ensemble du comté et l'épidémie tue de nombreuses personnes à Vesoul. Les Juifs de la ville sont accusés d'avoir empoisonné les puits ; quatre-vingts d'entre eux sont par la suite torturés et tués. Quelque temps après, la ville subit un siège en 1360, mené par des Écorcheurs puis le celui de 1370 par une troupe d'Allemands : en l'espace d'une dizaine d'années, la cité subit de lourds dégâts et perd une part importante de sa population. Les remparts de la ville sont fortement détériorés mais le Castrum Vesulium est toujours en état.
À la suite de ces événements, les ducs de Bourgogne aident à la reconstruction de la cité et à l'élaboration de fortifications militaires,. Le prince Philippe le Bon créé à Vesoul en 1430, un corps d'échevinage composé de quatre échevins et en 1442, Jean Sardon, lieutenant général du bailliage d'Amont, fonde quant à lui sur ses terrains le premier hôpital de Vesoul,. Cependant, le Castrum Vesulium est assiégé le 17 mars 1477, puis une nouvelle fois en avril 1479 ; le château est notamment incendié par les troupes de Louis XI.

### Époque moderne
À la Renaissance, la Franche-Comté est toujours sous possessions de l'Empire germanique des Habsbourg d'Espagne. En 1525, l'archiduchesse d'Autriche ordonne à son procureur de mettre Vesoul sous les armes pour repousser l'apparition du protestantisme à Vesoul. Par lettres patentes du 16 avril 1540, l'empereur Charles Quint érigea la ville de Vesoul en mairie et la fit bénéficier de tous les rangs de la justice.
En 1552, l'humaniste comtois Gilbert Cousin, dresse un éloge de Vesoul dans sa Description de la Franche-Comté : « Vesoul possède des murailles très puissantes et des maisons magnifiques. Son sol est vitifère, propre à la vigne, et fécond en hommes remarquables, par l'austérité de leurs mœurs et par leur amour pour les lettres et par leurs talents ». Alors qu'elle compte une population d'environ 1 700 habitants, la cité se voit échapper à un siège en 1557 mené par des troupes germaniques, grâce à l'inondation du gouffre naturel du Frais-Puits, ce qui a repoussé les troupes. Vesoul est par la suite  ravagée par la peste de 1586 à 1589.

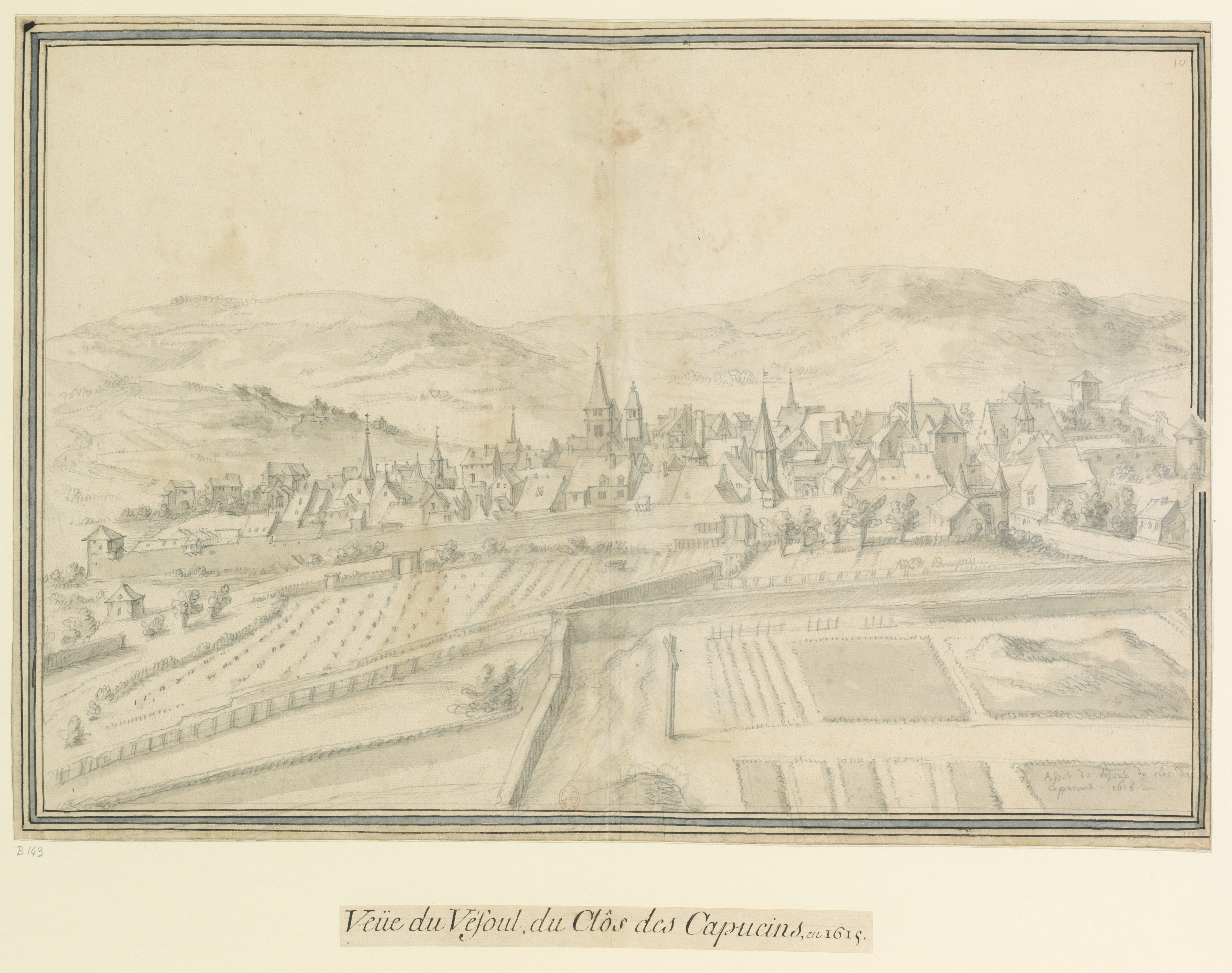
Vesoul en 1615 - Dessin d'Étienne Martellange.

#### Ladestruction de la forteresseet laconquête française
Bien qu'entièrement francophone, la Franche-Comté appartient à l'Espagne. Henri IV de France y déclare la guerre, en date du 17 janvier 1595, afin de rattacher cette partie francophone au royaume de France. En février, il attaque plusieurs cités franc-comtoises. Certaines parviennent à résister mais Vesoul est assiégé et considérablement dévasté par une armée de 5 000 à 6 000 hommes : le château Castrum Vesulium, qui surplombait la cité depuis plusieurs siècles, est totalement détruit,.
À la suite d'un pacte de neutralité conclu entre la province de Franche-Comté et le royaume de France en 1611, un temps de paix s'installe dans la ville. Toutefois, les épidémies et les sièges ayant dévasté Vesoul à la fin du XVIe siècle se sont révélés tragiques pour la ville au point que dans un mémoire de 1613, la cité est qualifiée de « petite bourgade dénuée de forteresse » et recense, en 1614, 1 948 habitants. Parallèlement, plusieurs communautés religieuses s'installent à Vesoul à cette époque : les Capucins (1608), les Jésuites (1610), les Annonciades (1613) et les Ursulines (1615). De 1634 à 1644, se déroule la guerre de Dix Ans, épisode comtois de la guerre de Trente Ans, qui oppose la France aux Habsbourg d'Espagne. Cet événement provoqua dans la cité, la peste, la famine mais surtout une grande misère. En 1657, un recensement fait état de 1 062 habitants dans la ville de Vesoul. Très affaiblie, la ville est conquise le 11 mars 1674, par le duc de Navailles, général de Louis XIV. 

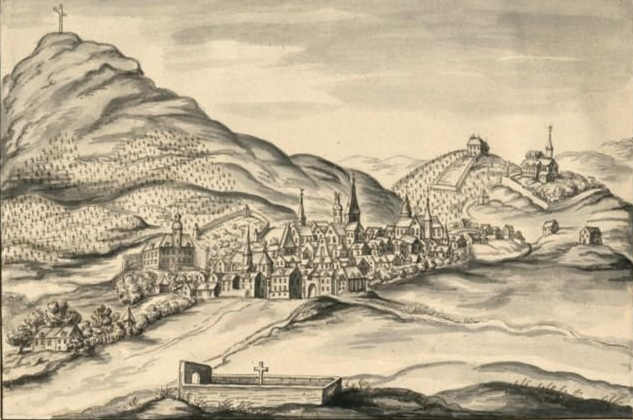
Vesoul au XVIIe siècle.

Le traité de Nimègue, signé le 10 août 1678, rattache la ville de Vesoul de même que toute la Franche-Comté, au royaume de France. L'incorporation de la Franche-Comté à la France sous le pouvoir de Louis XIV a permis de mettre fin à de nombreuses guerres et pillages ; Vesoul connut au total douze sièges dans son histoire, les deux derniers furent les deux phases de la conquête de la Franche-Comté par Louis XIV (1668 et 1674).
Après l'annexion, la cité garda tout de même son administration municipale et son statut de capitale du bailliage d'Amont. À la fin du XVIIe siècle, alors que la population de la ville s'élève à peu près à 2 100 habitants en 1688, Louis XIV dota la ville d'une maîtrise particulière des eaux et des forêts (1692), d'un présidial (1696) et d'un tribunal de police (1699).

#### Une période de paix et de développement
Le siècle des Lumières offre une ère de prospérité à la ville ainsi qu'à tout le département, tant sur le plan démographique qu'économique. Avec une population doublée en l'espace d'une soixantaine d'années (de 2 340 habitants en 1716, à 4 870 habitants en 1784), Vesoul connait l'une des plus importantes croissances de son histoire. Au cours du XVIIIe siècle, la ville suscitera l'attention de quelques médecins et auteurs grâce à la découverte des eaux minérales des Rêpes, situées proche de l'actuel quartier des Rêpes. L'édification, pendant ce siècle, d'hôtels particuliers et de bâtiments publics dans la cité atteste d'une certaine prospérité. La construction du palais de justice (1765-1771) et la venue de magistrats et avocats réputés permit à Vesoul de se forger une importante renommée en matière judiciaire. Au XVIIIe siècle, Vesoul est avant tout un centre agricole qui associe le commerce des grains, des bois et des animaux, notamment par le biais de marchés et foires.

### Époque contemporaine

#### Vesoul, ville administrative et commerciale
Sous la Révolution, les bailliages de Franche-Comté sont supprimés (1790), la ville perd donc son titre de capitale du bailliage d'Amont qu'elle avait acquis au cours du XVe siècle. En 1791, la ville devient brièvement siège du diocèse de Vesoul, circonscription ecclésiastique qui sera finalement supprimée dix années plus tard. Vesoul se caractérise à cette époque comme un bourg de taille modeste avec une population de 5 303 habitants recensés en 1793.
Au début du XIXe siècle, la principale activité de la commune est la viticulture ; Vesoul est pourvu d'une centaine d'hectares de vignes et est l'un des plus importants centres viticoles de la région. Le 12 mars 1800, la ville de Vesoul devient préfecture de la Haute-Saône, notamment grâce à sa position géographique centrale dans le département.
À la chute de l'Empire français, Vesoul fut brièvement capitale de l'État de Franche-Comté, un état tampon qui exista du 27 janvier au 6 juin 1814, soit pendant seulement 130 jours. Situé entre la France et l'Allemagne, il était composé de l'ancienne province de Franche-Comté, du département des Vosges et des principautés de Montbéliard et de Porrentruy,. Vesoul se verra ensuite bénéficier du statut de « Bonne ville » en 1817. Durant la colonisation de l'Algérie par la France, en 1853, quelques pieds-noirs de Vesoul et de sa région fondent le village de Vesoul-Bénian, située au nord de l'Algérie. En 1854, le département est fortement touché par le choléra. Relativement épargnée par l'épidémie, la ville de Vesoul érige en 1857 en signe de protection divine, la chapelle Notre-Dame-de-la-Motte, monument devenu emblématique au niveau local. L'arrivée du chemin de fer à Vesoul en 1858, sur la ligne Paris-Bâle, place la ville au sein d'une importante ligne ferroviaire.

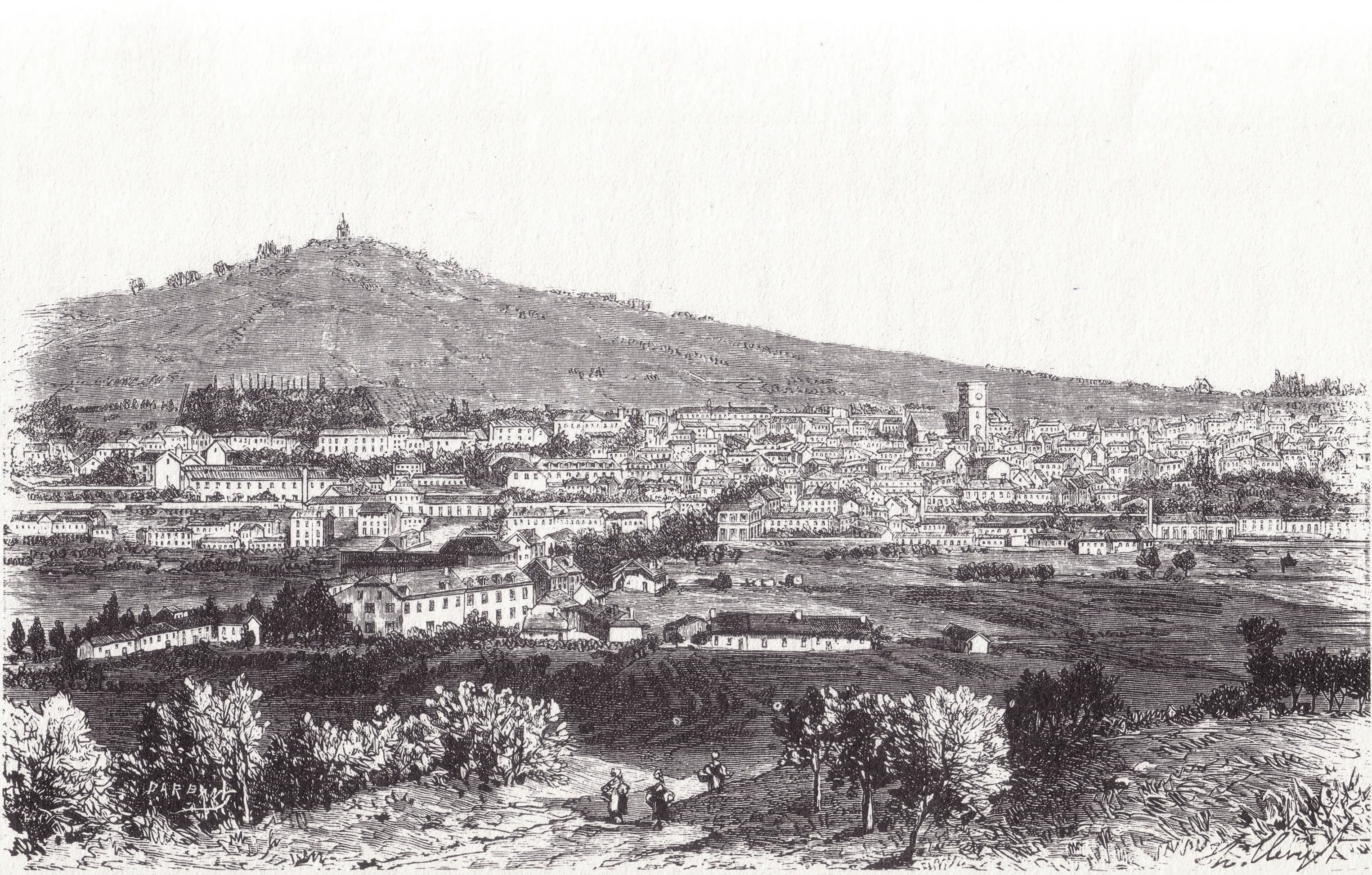
Vesoul en 1881 - Gravure de Charles Barbant à partir d'un dessin de Hubert Clerget.

Pendant la Troisième République (1870-1940), Vesoul voit sa population s’accroître considérablement (augmentation d'environ 50 %, en passant de 7 716 habitants en 1872 à 11 926 en 1936). Siège du consistoire israélite de l'Est de 1872 à 1896, Vesoul voit sa population augmenter de 1 500 habitants en seulement quatre ans en accueillant notamment de nombreux Juifs alsaciens fuyant l'annexion de l'Alsace-Lorraine. Vers 1880-1890, les vignes de la ville sont anéanties par le phylloxéra ; les vignerons se dirigèrent alors vers les nouvelles industries et les cultures maraîchères. Le 27 septembre 1887, le 11e régiment de chasseurs à cheval est cantonné dans la caserne du Luxembourg et y restera près d'une cinquantaine d'années et marqua la ville tant économiquement que démographiquement. Au cours de la Première Guerre mondiale, la ville de Vesoul contribua aux opérations militaires mais aucun bombardement n'a eté recensé.
Lors de la Seconde Guerre mondiale, la Wehrmacht prend Vesoul le 16 juin 1940. La ville, ainsi qu'une considérable partie de la Franche-Comté, se retrouve en zone interdite, cependant la ligne de démarcation n'est localisée qu'à 75 kilomètres au sud de Vesoul. Pendant les premières années de la guerre, la résistance à Vesoul s'organise individuellement ; en 1943, elle commença à se former autour d'Yves Barbier, qui sera rapidement considéré comme le chef de la résistance en Haute-Saône. Vesoul est notamment connue durant la guerre pour être le siège du Frontstalag 141, le camp de prisonniers de l'Armée allemande pour les indigènes coloniaux de l'armée française, installé dans la caserne du 11e chasseur à cheval. Pouvant totaliser jusqu'à 5 000 prisonniers à la fois, c'est le seul camp de l'Est de la France à être actif de 1940 à 1944. La ville de Vesoul est libérée le 12 septembre 1944 par la 3e division d'infanterie US.
Pour avoir sauvé des vies juives durant cette période, quatorze personnes sont reconnues Justes parmi les Nations en Haute-Saône par l'institut Yad Vashem, dont Louise Doll et Paul-Julien Doll de Vesoul.

#### Expansion économique et démographique

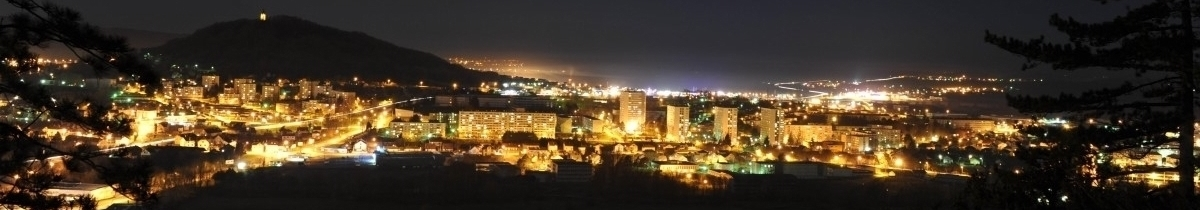

Après la guerre, la ville de Vesoul, comme la France entière, connait une prompte croissance ; l'essor démographique de la commune est particulièrement important. En effet, la ville passe de 11 825 habitants en 1946, à 18 173 habitants en 1975, soit une augmentation de plus de 50 %, en l'espace d'une trentaine d'années. En 1955, la société Udime (Union Des Industries Métallurgique de l'Est), filiale de Peugeot, investit dans les bâtisses de l'ancienne usine Dollé, une des plus grandes manufactures françaises de machines agricoles, active de 1908 à 1953. À la suite de ces investissements, de nombreuses autres sociétés s'installèrent et construisirent leurs ateliers sur le site de l'ancienne usine Dollé comme Indenor en 1959, puis Peugeot SA en 1965. Depuis les années 1960, plus de 250 000 m2 d'ateliers ont été construits sur le site de l'usine PSA. Le rachat de Citroën par Peugeot quelques années plus tard accentua le développement de l'usine.
Afin de répondre aux besoins en logements du fort développement démographique, la ville fait construire deux grands quartiers au nord de La Motte, constitués de centaines de logements et destinés à accueillir plusieurs milliers de personnes : Les Rêpes (1957 - 1961) et Le Montmarin (1967 - 1973). En 1975, la ville établit, en coopération avec l'État, un contrat de « ville moyenne » qui consiste à dynamiser l'agglomération qui se développe de plus en plus en y aménageant des zones d'attractions et de loisirs. C'est ainsi que dès 1976, le lac de Vesoul - Vaivre est creusé sur plus de 90 hectares dans l'agglomération ouest dans le but d'être le centre d'une vaste zone de loisirs. Durant les trois dernières décennies du XXe siècle, des zones d'activités sont implantées à la périphérie de Vesoul tels que l'Espace de la Motte, la zone Technologia et Les Haberges.
Au début du XXIe siècle, la ville de Vesoul joue un rôle majeur dans la logistique automobile en Europe, en comptant sur son territoire le centre mondial de pièces détachées du constructeur PSA Peugeot Citroën qui totalisait plus de 5 000 salariés en 2003,, participant grandement à l'économie locale et à l'attractivité de la ville,.

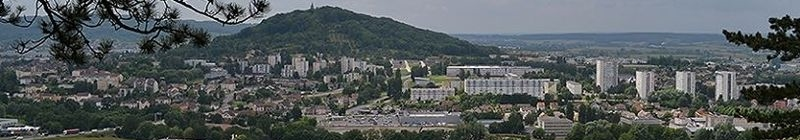

## Administration et politique

### Découpage et circonscriptions

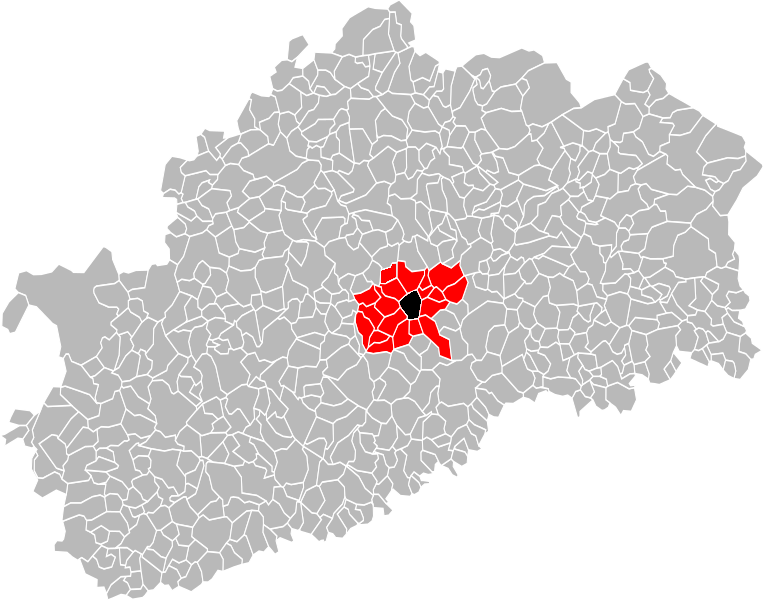
Territoire de la communauté d'agglomération de Vesoul, en Haute-Saône.

Sur le plan administratif, la ville est le chef-lieu du département de la Haute-Saône et de l'arrondissement de Vesoul. Vesoul était auparavant le chef-lieu du district de Vesoul, de 1790 à 1795 et du canton de Vesoul de 1793 à 1973, année où celui-ci est scindé entre les cantons de canton de Vesoul-Est et de canton de Vesoul-Ouest. Dans le cadre du redécoupage cantonal de 2014 en France, cette circonscription administrative territoriale a disparu, et le canton n'est plus qu'une circonscription électorale.
Sur le plan électoral, la commune est depuis 2014 le bureau centralisateur de deux cantons pour les élections départementales : le canton de Vesoul-1, constitué de 11 communes et d'une fraction de Vesoul et le canton de Vesoul-2, constitué de 12 communes et de l'autre partie de la ville. Pour l'élection des députés, elle fait partie de la première circonscription de la Haute-Saône.
Au niveau territorial, Vesoul est le siège de la communauté d'agglomération de Vesoul, un établissement public de coopération intercommunale (EPCI) à fiscalité propre créé en 2001 sous le statut de communauté de communes et transformé en communauté d'agglomération en 2012, et auquel la commune a transféré un certain nombre de ses compétences, dans les conditions déterminées par le code général des collectivités territoriales. Cette intercommunalité succède au District urbain de Vesoul créé en 1969. La communauté d'agglomération de Vesoul est par ailleurs membre du Pôle métropolitain Centre Franche-Comté et du Pays de Vesoul et du Val de Saône.

### Tendances politiques et résultats
La ville favorise, lors des différents scrutins, la droite depuis plusieurs années. Vesoul relève de la première circonscription de la Haute-Saône, qui a majoritairement été représentée au XXe siècle, par des députés de droite à l'Assemblée nationale.
Au référendum sur le traité constitutionnel pour l'Europe du 29 mai 2005, le pourcentage de vésuliens qui ont voté contre la Constitution européenne est de 56,50 %, alors qu'il est de 63,22 % pour la Haute-Saône et 54,67 % pour la France. Quant aux taux d'abstention, celui de Vesoul (29,40 %) est sensiblement le même que celui de la France entière (30,63 %).
Au premier tour de l'élection présidentielle de 2017, les quatre premiers candidats sont Emmanuel Macron (23,26 % des suffrages exprimés), François Fillon (21,28 %), Marine Le Pen (20,91 % et Jean-Luc Mélenchon (19,04 %).
Au second tour, le candidat élu Emmanuel Macron recueille 3 704 voix (65,81 %) et Marine Le Pen 1 924 voix (34,19 %) lors d'un scrutin dont 30,28 % des électeurs se sont abstenus.
Au premier tour de l'élection présidentielle de 2022, les quatre premiers candidats sont : Emmanuel Macron (25,93 % des suffrages exprimés), Marine Le Pen (23,82 %), Jean-Luc Mélenchon (23,50 %) et Éric Zemmour (7,45 %). 
Au second tour, le candidat élu Emmanuel Macron recueille 3 117 voix (56,70 %) et Marine Le Pen 2 380 voix (43,30 %), lors d'un scrutin où 31,54 % des électeurs se sont abstenus.
Lors du premier tour des élections municipales de 2014 dans la Haute-Saône, la liste UMP menée par le maire sortant Alain Chrétien obtient la majorité absolue des suffrages exprimés, avec 3 080 voix (55,97 %, 26 conseillers municipaux élus dont 18 communautaires), devançant très largement celles menées respectivement par :

- Frédéric Bernabe (PCF, 1 010 voix, 18,35 %, 3 conseillers municipaux élus dont 2 communautaires) ;

- Ramazan François Kaymak (PS, 706 voix, 12,83 %, 2 conseillers municipaux élus dont 1 communautaire) ;

- Jean-Yannick Tupin (DVD, 625 voix, 11,35 %, 2 conseillers municipaux dont 1 communautaire) ;

- Pierre Arquinet (SE, 81 voix, 1,47 %, pas d'élu).

Lors de ce scrutin, 40,52 % des électeurs se sont abstenus.
Lors du premier tour des élections municipales de 2020 dans la Haute-Saône, la liste Agir menée par le maire sortant Alain Chrétien obtient la majorité absolue des suffrages exprimés, avec 2 094 voix (55,78 %, 27 conseillers municipaux élus dont 18 communautaires), devançant très largement celles menées respectivement par :

- Marie-Dominique Aubry (LR, 840 voix, 22,37 %, 4 conseillers municipaux élus dont 2 communautaires) ;

- Frédéric Bernabe (PCF, 540 voix, 14,38 %, 2 conseillers municipaux élus dont 1 communautaire) ;

- Jean-Yannick Tupin (DVD, 194 voix, 5,16 %, pas d'élus) ;

- Cédric Fisher (LO, 86 voix, 2,29 %, pas d'élus).

Lors de ce scrutin marqué par la pandémie de Covid-19 en France, 56,27 % des électeurs se sont abstenus.

### Municipalité

#### Administration municipale

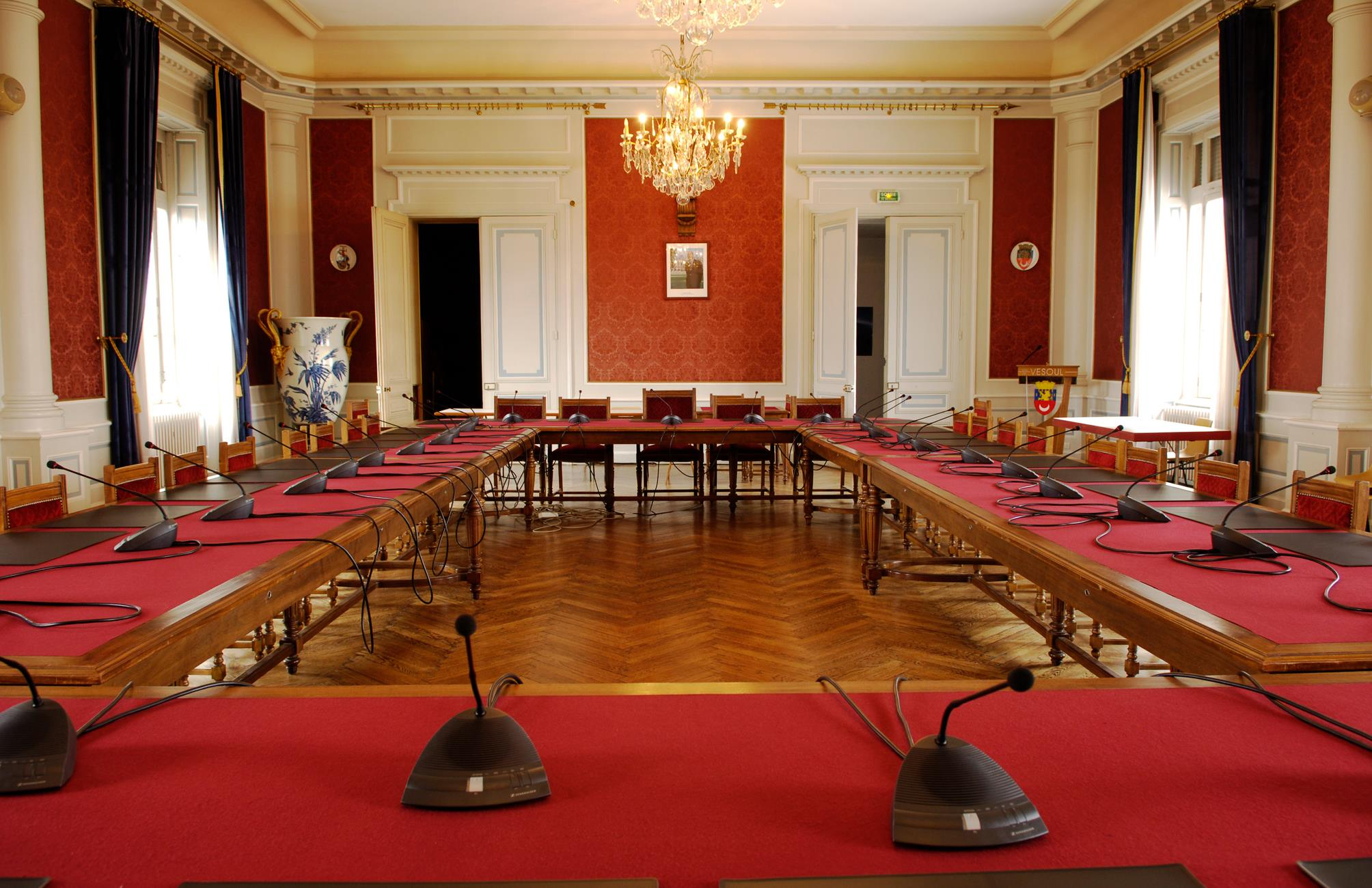
La salle du conseil municipal de la mairie de Vesoul.

La municipalité de Vesoul a été créée en 1540 ; avant cette date la ville était dirigée par des vicomtes du Xe siècle au XIVe siècle, puis par un corps d'échevinage fondé en 1430.
Conformément aux dispositions relatives aux communes peuplées de 10 000 à 19 999 habitants, le conseil municipal de Vesoul est formé de trente-trois élus, dont le maire et ses adjoints.
La mairie de Vesoul est située au numéro 58 de la rue Paul-Morel, dans le centre-ville. La municipalité siège dans ce bâtiment depuis le 29 mai 1938. Autrefois, l'administration municipale siégeait dans l'hôtel Raillard de Granvelle d'environ 1750 à 1768 puis dans l'hôtel de Salives de 1768 à 1938.

#### Liste des maires
L'actuel maire de Vesoul est Alain Chrétien (HOR), élu depuis 2012. Depuis 1540, plus de 150 maires se sont succédé à la mairie de Vesoul parmi lesquels Pierre Chantelat, Harold Fachard, Paul Morel, Alphonse Noirot, Claude-Bonaventure Vigneron, René Hologne et Antoine de Mailly.
| Période   | Période  | Identité         | Étiquette               | Qualité |
| --------- | -------- | ---------------- | ----------------------- | --- |
| 1946      | 1947     | Georges Garret   |                         | Pharmacien |
| 1947      | 1953     | Georges Ponsot   | Radical                 | Inspecteur de l'Enregistrement Président de la Société d'agriculture, belles-lettres, sciences et arts de Haute-Saône (1936 → 1950) Chevalier de la Légion d'honneur |
| 1953      | 1977     | Pierre Rénet     | CNIP                    | Ingénieur des Ponts Conseiller général de Vesoul (1958) Conseiller général de Vesoul-Est (1973 → 1976) Président du district urbain de Vesoul (1969 → 1977) |
| 1977      | 1989     | Pierre Chantelat | RI puis UDF-PR          | Pharmacien, gendre de Georges Garret Président du district urbain de Vesoul (1977 → 1989) Député de la Haute-Saône (1978 → 1981 et 1986 → 1988) Président du Conseil régional de Franche-Comté (1988 → 1998) Conseiller général de Vesoul-Ouest (1973 → 1979 et 1985 → 1992) |
| 1989      | 1995     | Loïc Niepceron   | PS                      | Inspecteur du Trésor public Conseiller général de Vesoul-Est (1988 → 1994) Conseiller régional |
| 1995      | 2012     | Alain Joyandet   | UMP                     | Entrepreneur Secrétaire d'État chargé de la Coopération et de la Francophonie (2008 → 2010) Président du district urbain de Vesoul (1992 → 1998) Sénateur de la Haute-Saône (1995 → 2002 et 2014 → ) Conseiller général de Vesoul-Ouest (1992 → 2002)                        |
| mars 2012 | En cours | Alain Chrétien   | UMP → LR, Agir puis HOR | Cadre du secteur public Président de la CA de Vesoul (2004 → ) Député de la Haute-Saône (1re circ) (2012 → 2017) Conseiller général de Vesoul-Ouest (2002 → 2004 et 2005 → 2012) Réélu pour le mandat 2020-2026                                                              |

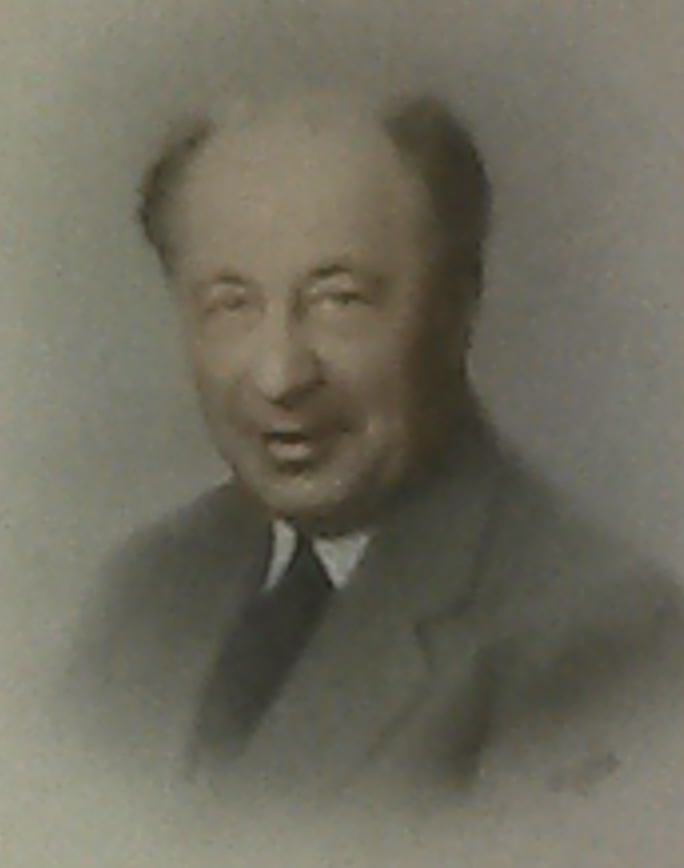
Georges Garret 1946 → 1947
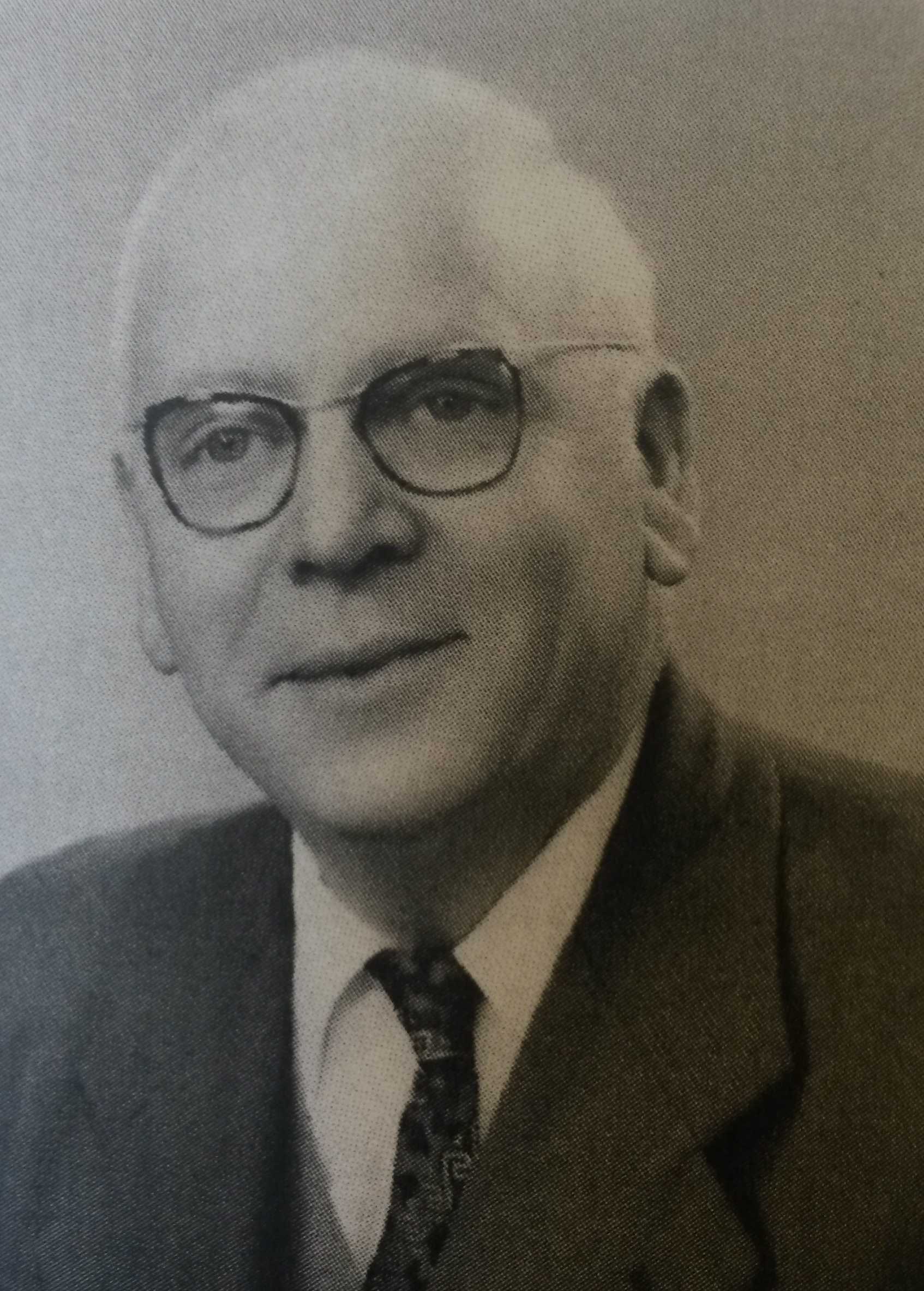
Pierre Rénet 1953 → 1977
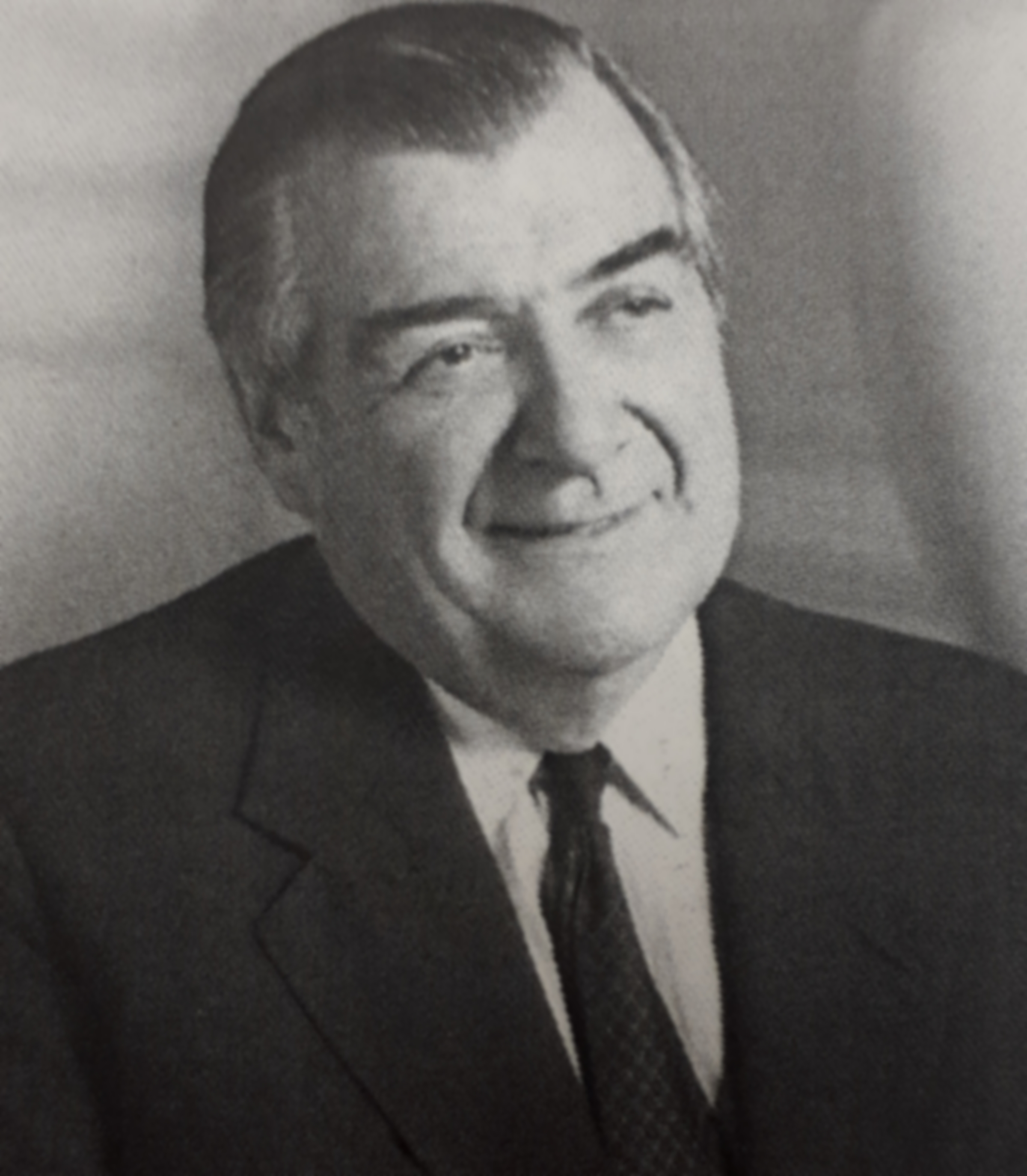
Pierre Chantelat 1977 → 1989
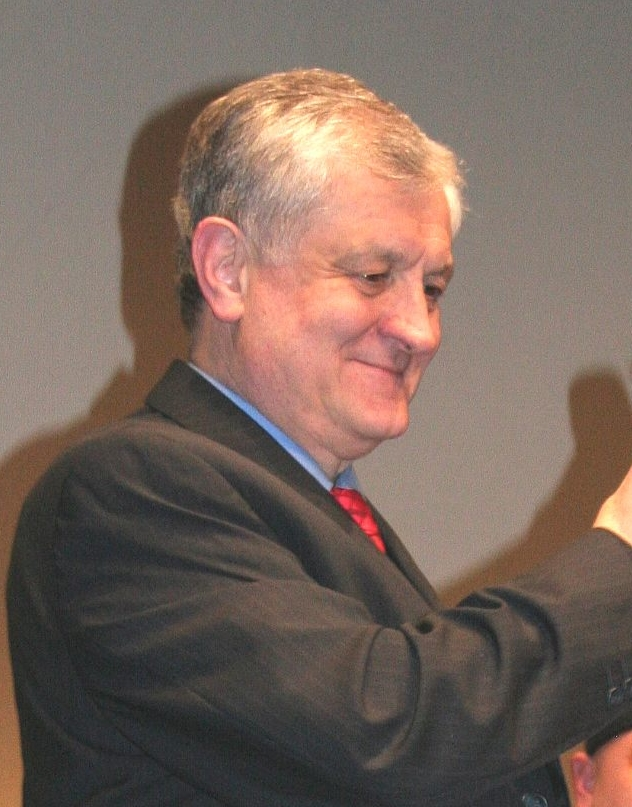
Loïc Niepceron 1989 → 1995
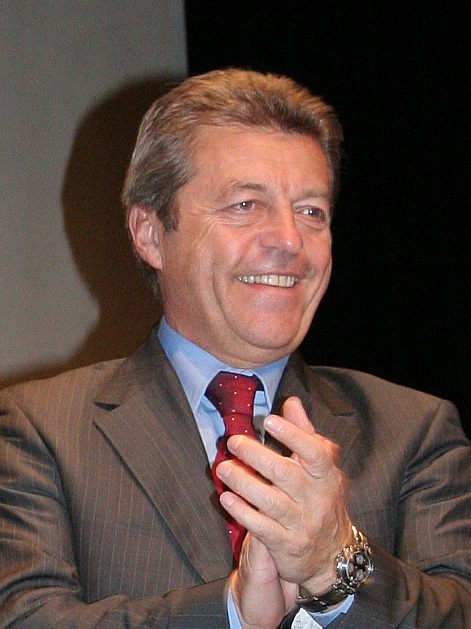
Alain Joyandet 1995 → 2012
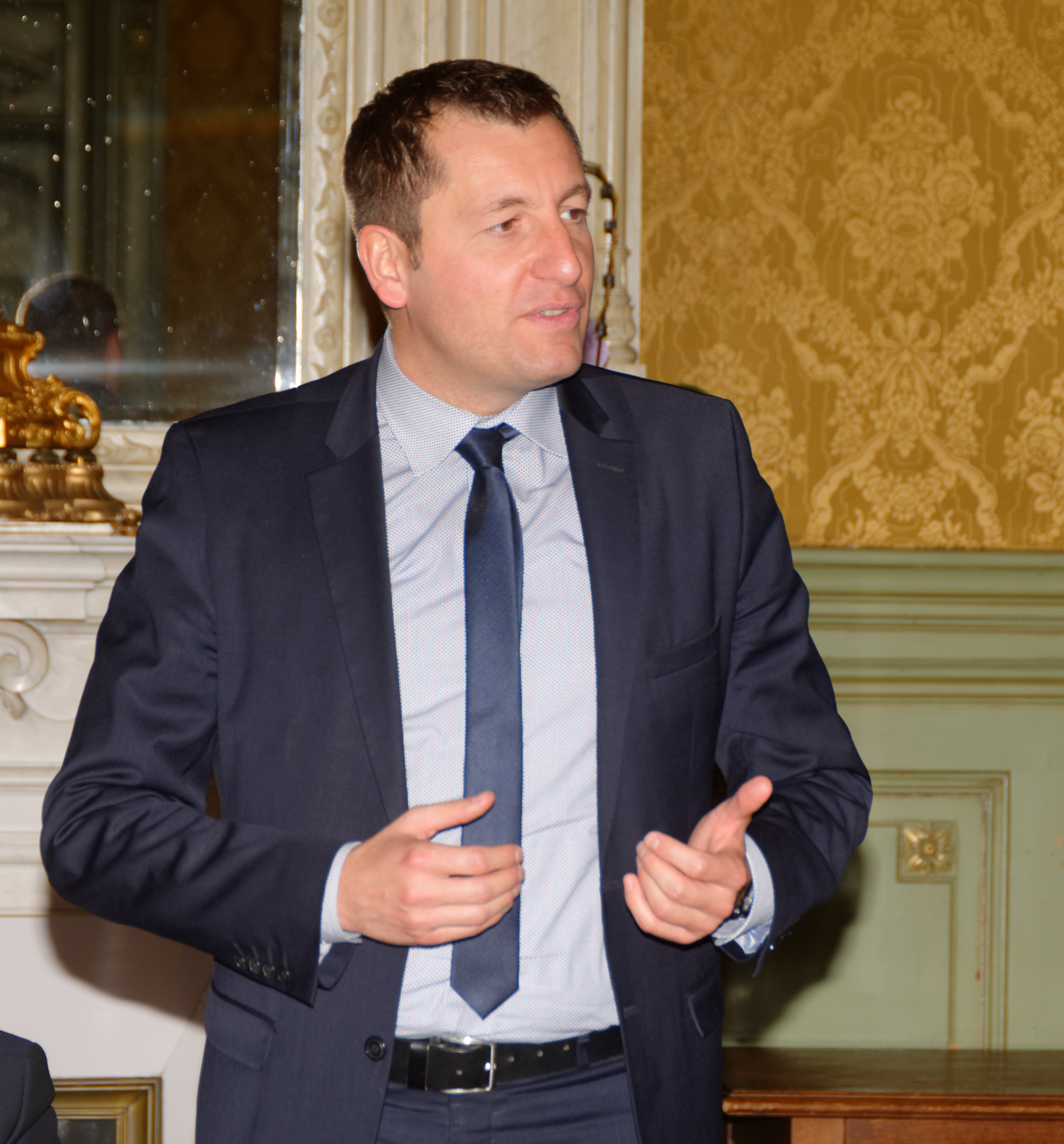
Alain Chrétien 2012 →

### Finances communales
Le budget communal principal s'équilibrait en 2021 à 24 929 000 € dont 19 390 000 € en section de fonctionnement et 5 539 000 € en investissement.

### Jumelage et coopération
La commune de Vesoul est jumelée avec une seule autre collectivité étrangère : la ville de Gerlingen, en Allemagne, dont le partenariat a été signé le 24 mai 1964 par Wilhelm Eberhard et Pierre Rénet, respectivement maire de Gerlingen et maire de Vesoul. Depuis le début du jumelage, de nombreux échanges ont eu lieu entre ces deux villes, notamment sur la thématique de la culture et du patrimoine. Par ailleurs, Vesoul entretient des relations dans le cadre d'actes de solidarité avec la ville de Man, en Côte d'Ivoire,.
La municipalité de Vesoul favorise les échanges internationaux en aidant financièrement des établissements scolaires vésuliens et les associations locales qui développent des partenariats avec des organismes étrangers.

### Distinctions et labels
La ville de Vesoul a été récompensée par différents labels régionaux et nationaux :
Cadre de vie et société

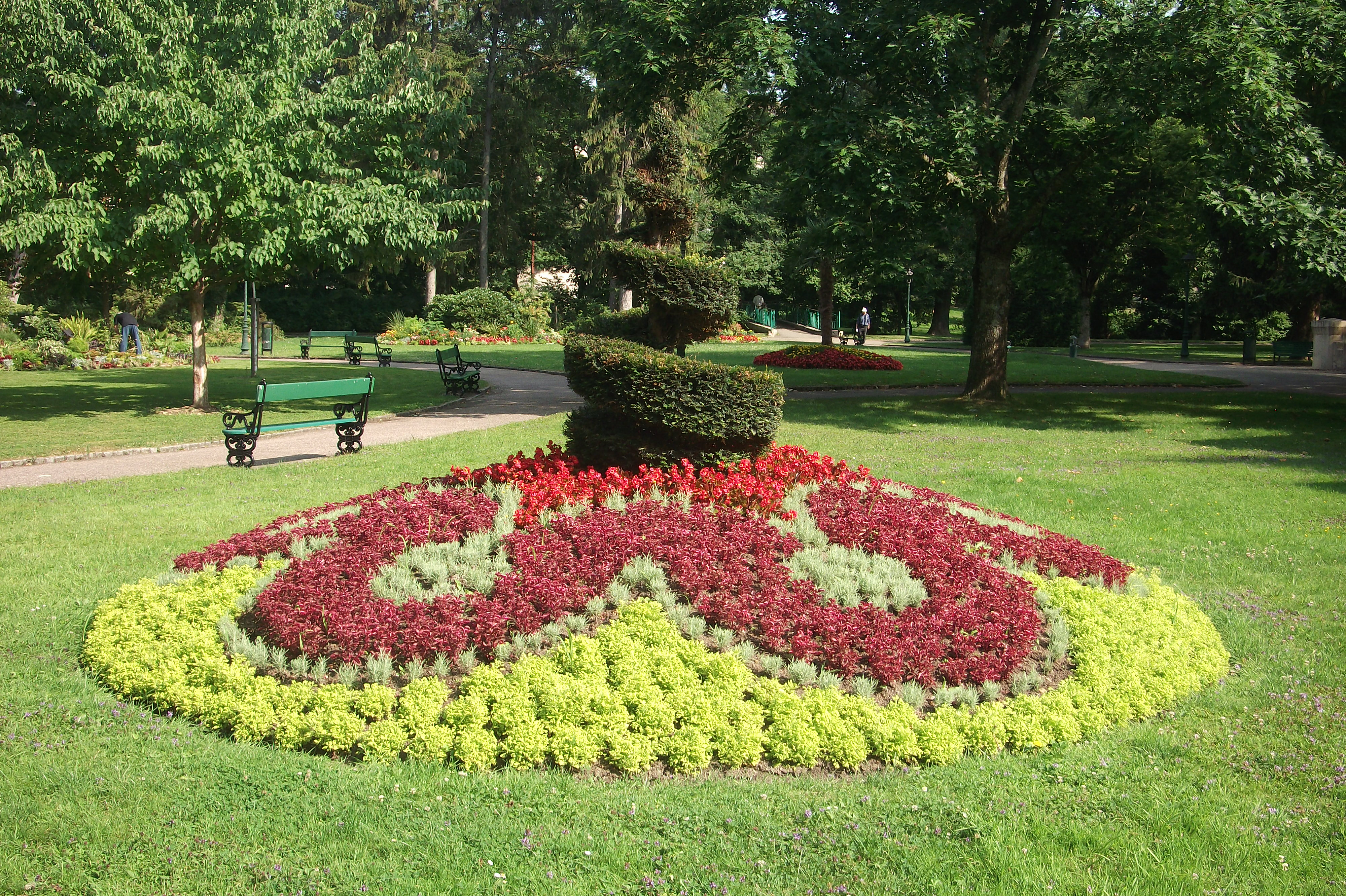
Vesoul, ville fleurie.

- Élue « Ville la plus sportive de France » en 2001 pour ses actions et sa politique envers le sport[Note 14],[92].
- Labellisée « Ville fleurie » 3 fleurs pour la valorisation de son patrimoine naturel[93].
- Labellisée « Ville conviviale et solidaire » en 2015 pour récompenser le travail de la municipalité, en faveur du lien social du voisinage[94].
- Première commune de Franche-Comté à être labellisée « Qualité Tourisme »[95].
- Labellisée « Ville Internet » @ en 2013 pour sa politique faisant la promotion d'Internet[96].
- Labellisée « Ville amie des enfants » par l'Unicef en 2006 pour ses actions au profit des enfants[97].
- Prix du « Ruban Bleu de la sécurité » en 2011 pour l'intercommunalité pour sa politique concernant aménagements cyclables[98].
- Deuxième ville de France à avoir engagé une démarche Palme[99].
- Labellisée « Ville et territoire vélotouristique » en 2015[100].
- Labellisée « Ville prudente » en 2018 pour récompenser ses efforts en matière de sécurité routière[M 10].

Patrimoine et écologie

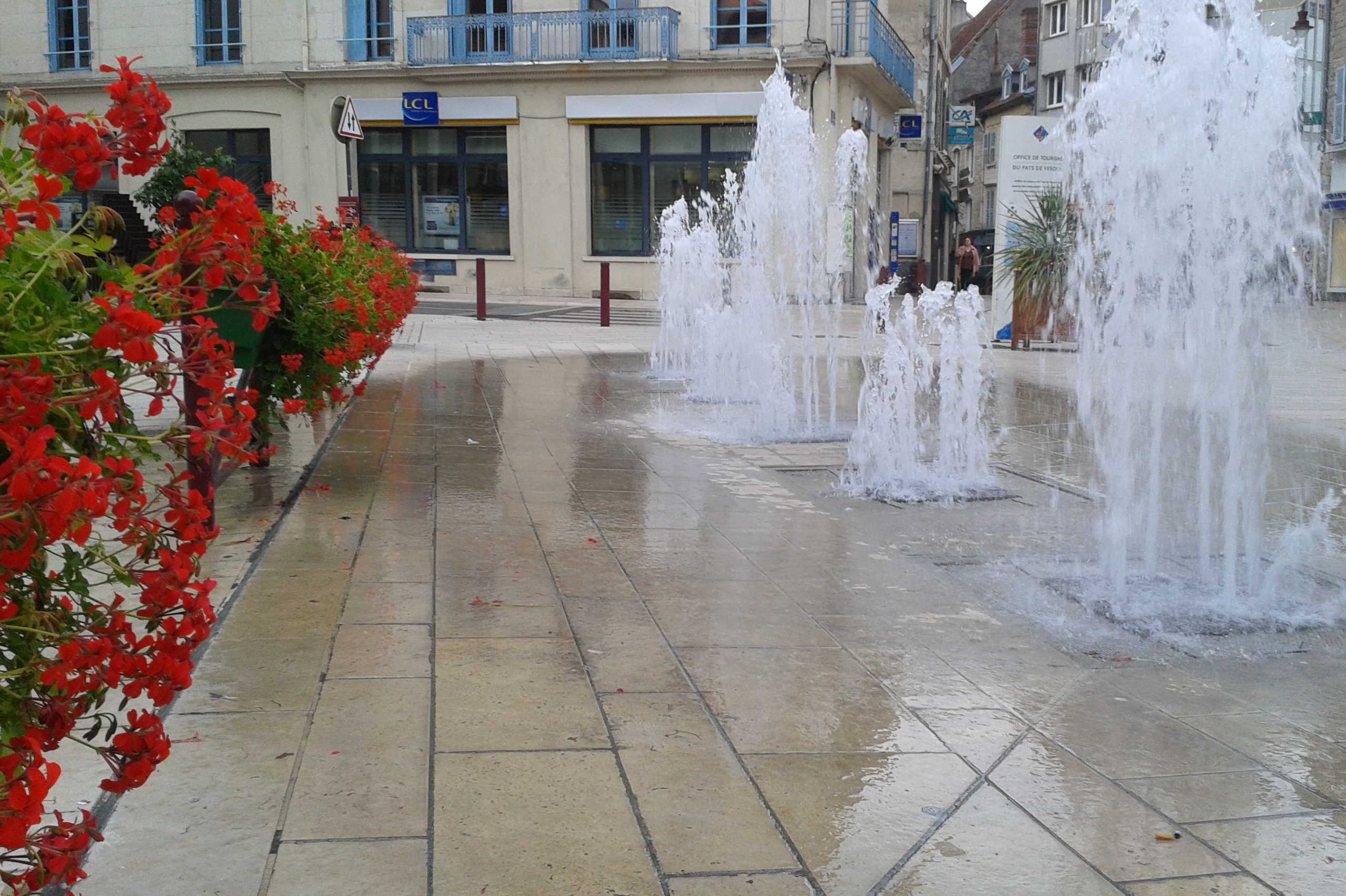
Des jets d'eau au centre-ville.

- Remise du Prix Territoria de Bronze 2010 dans la catégorie « Aménagement de l'espace public »[101].
- Classée « Cité Patrimoine de Franche-Comté », pour la richesse architecturale de son quartier historique.
- Labellisée « Collecte QualiTri » en 2012, pour la qualité du service public lié à l'environnement[A 6].
- Élue « Marianne d'or » du développement durable en 2010, pour le passage sous la voie ferrée[102].
- Remise du 1er prix du Concours départemental du tri 2011 qui récompense les progrès en matière de collecte sélective[A 7].
- Classée « Ville Terroir et Patrimoine », opération internationale qui certifie de sa gastronomie et de la richesse de son territoire[103].
- Victoire d'or des victoires du Paysage 2012 pour la rénovation du lac de Vesoul - Vaivre[104].

Innovations
- Création de la première Cyber-base de France en 1999 (espace public numérique)[M 11].
- Fondation en 1935-1936 du premier club de spéléologie de France le Spéléo Club Vesoul[105].
- Édification du premier centre hospitalier de France à chauffer totalement au bois[106].

## Équipements et services publics

### Eau et déchets
La gestion de l'eau est garantie par la communauté d'agglomération de Vesoul depuis le 1er janvier 2020, qui produit, distribue et facture l'eau potable. pour Vesoul et les autres communes membres. L'eau est recueillie à la font de Champdamoy, une des plus grandes ressources en eau captée de Franche-Comté, qui peut fournir jusqu'à 9 000 mètres3 par jour. Elle est ensuite traitée dans l'usine des eaux localisée à Quincey, où sont pratiqués annuellement 57 contrôles analysant plus de 3 000 paramètres et où sortent quotidiennement plus de 5 000 mètres3 dirigés vers des réservoirs. Après avoir été consommée, l'eau est dirigée au centre de traitement des eaux usées, située sur la commune limitrophe de Pusey,.
La gestion des déchets est également assurée par la communauté d'agglomération de Vesoul, qui gère deux déchetteries sur le territoire communautaire, qui sont accessibles aux habitants. En 2009, l'intercommunalité a mis en place une filière DASRI (déchets d'activités de soins à risques infectieux).

### Enseignement

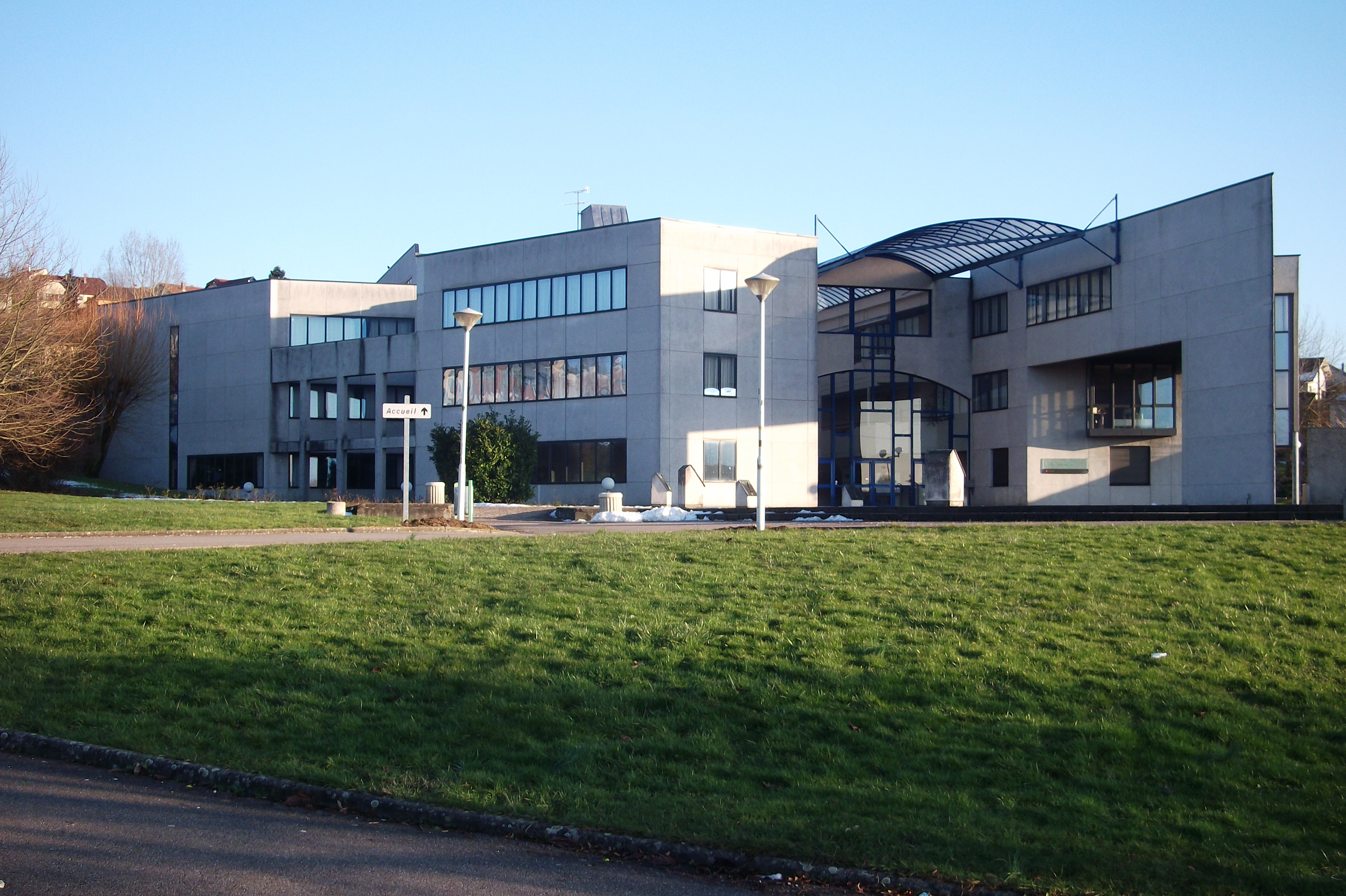
Lycée Les Haberges.

Siège de l'inspection académique de la Haute-Saône, qui dépend de l'académie de Besançon (zone A), la ville de Vesoul dispose d'un système éducatif complet. Les établissements d'enseignements primaire, secondaire et supérieur de la ville totalisent annuellement en moyenne plus de 10 000 élèves et étudiants.
Concernant l'enseignement primaire, on recense sept écoles maternelles publiques, six écoles élémentaires publiques, ainsi qu'une école élémentaire privée. Certaines de ces écoles sont regroupées en groupes scolaires.
Au niveau du second degré, la ville compte trois collèges publics, un collège privé catholique et cinq lycées publics : deux lycées polyvalents, un lycée général et deux lycées professionnels. Aussi, Vesoul possède un centre de formation d'apprentis, un centre de formation d'apprentis agricole, un centre de formation professionnelle et de promotion agricoles et enfin un centre de formation d'apprentis de l'industrie.
Sur le plan de l'enseignement supérieur, les établissements qui proposent des diplômes d'études supérieures sont fréquentés en moyenne annuellement par plus de 1 200 étudiants. L'agglomération de Vesoul possède un campus baptisé « Pôle universitaire de Vesoul » inauguré en 2015 rassemblant sur un même site deux composantes de l'université de Franche-Comté : l'institut universitaire de technologie de Vesoul ouvert en 1988 ainsi qu'un institut national supérieur du professorat et de l'éducation, héritier de l'école normale d'instituteurs de Vesoul créée en 1833,. La commune compte également une antenne de l'école de gestion et de commerce de Franche-Comté, qui propose des diplômes d'études supérieures orientés vers les métiers du commerce, de la comptabilité, du marketing et du management. De plus, la ville abrite un institut de formation en soins infirmiers et un institut de formation des aides-soignants.
| Enseignement primaire | Enseignement secondaire | Enseignement supérieur |
| --- | --- | --- |
| Écoles maternelles publiques - École Saint-Exupéry - École Montmarin II - École de la Banque - École Jean-Morel - École Petit - École du Grand Grésil - École du Stade - École du Pont Écoles élémentaires publiques - École Rêpes Sud - École Pablo-Picasso - École du Boulevard - École Henri-Matisse - École du Stade - École du Luxembourg École élémentaire privée - École de Marteroy | Collèges publics - Collège Jean-Macé - Collège Jacques-Brel Collège privé - Collège de Marteroy Lycées polyvalents publics - Lycée Édouard-Belin - LEGTA Étienne-Munier Lycée général public - Lycée Les Haberges Lycées professionnels publics - Lycée Pontarcher - Lycée Luxembourg Centre de formation d'apprentis - CFA de Haute Saône - CFA agricole de Haute-Saône - CFA de promotion agricoles - CFA de l'industrie de Haute-Saône | Écoles publiques - Institut universitaire de technologie de Vesoul (IUT) - Institut national supérieur du professorat et de l'éducation (INSPE) - Institut de formation en soins infirmiers (IFSI) - Institut de formation des aides-soignants (IFAD) École privée - IMEA École de Commerce |

### Social

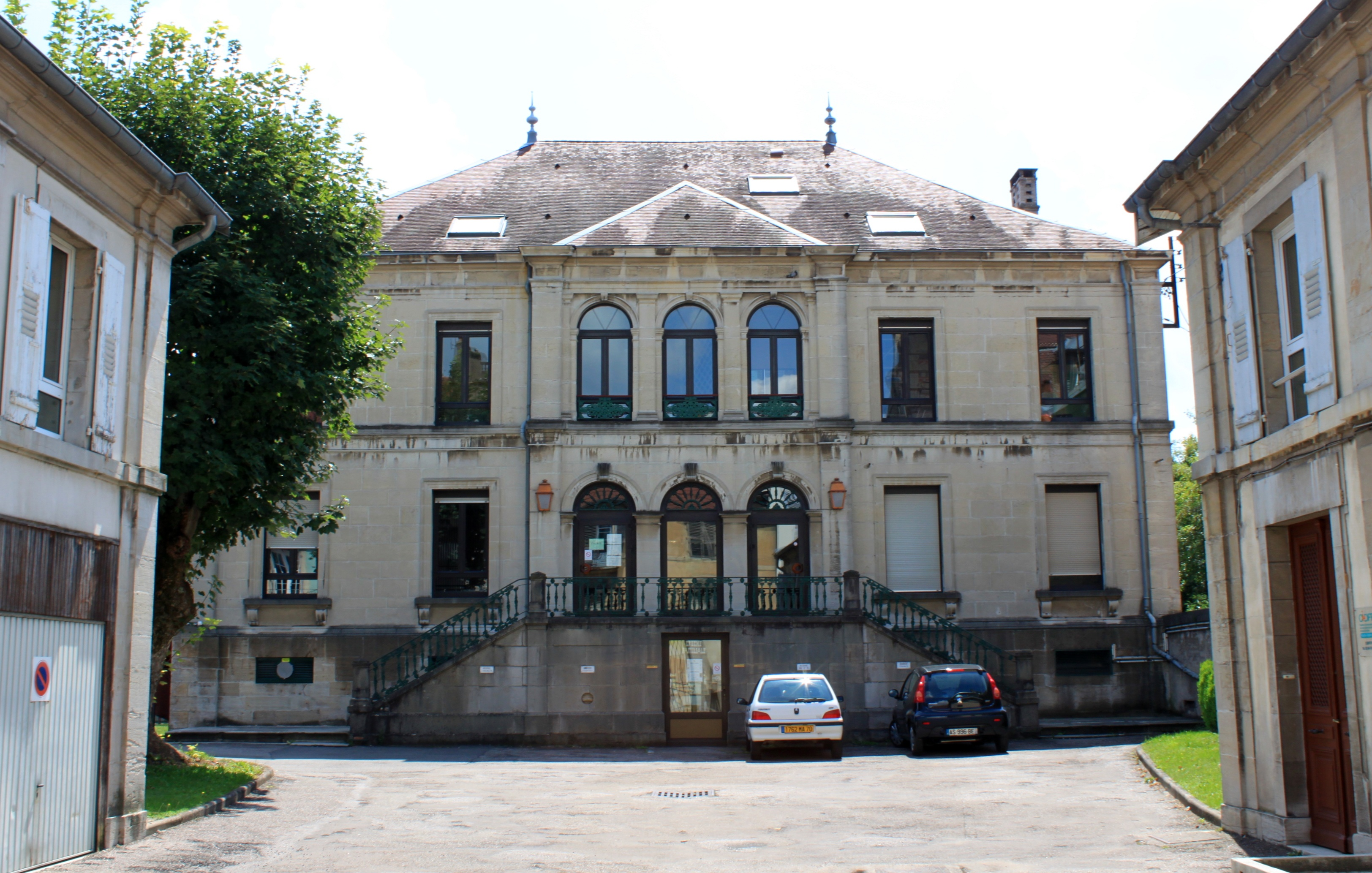
Centre communal d'action sociale.

En matière d'action sociale, l'un des organismes gestionnaires est le centre communal d'action sociale,. On compte aussi de nombreuses associations reconnue d'utilité publique œuvrant dans l'action sociale ayant leurs sièges à Vesoul dont l'une des plus importantes est l'« Association Haut-Saônoise pour la Sauvegarde de l'Enfant à l'Adulte », fondée en 1945.
En ce qui concerne la protection de l'enfance, l'un des établissements de Vesoul les plus anciens est l'institution Bourdault, maison d'enfants à caractère social inaugurée en 1853, qui reçoit des enfants en difficulté familiale. S'y ajoutent également un foyer de l'enfance et un centre maternel et familial. En termes de réinsertion sociale, plusieurs structures dans la commune aident les personnes connaissant de graves difficultés comme un foyer de jeunes travailleurs et plusieurs centres d'hébergement et de réinsertion sociale. En ce qui concerne le handicap, on recense un établissement et service d'aide par le travail, un foyer de vie, une entreprise adaptée ainsi que divers services d'accompagnement à la vie sociale.
La ville est aussi équipée de centres d'accueil secondaires comme une maison relais ainsi que des services de prévention, d'aide aux personnes âgées, de soins infirmiers à domicile ou encore d'éducation spéciale. L'agglomération comprend trois aires pour l'accueil des gens du voyage : une aire de grand passage (150 places) et deux aires pour semi-sédentaires (25 et 13 places).

### Santé

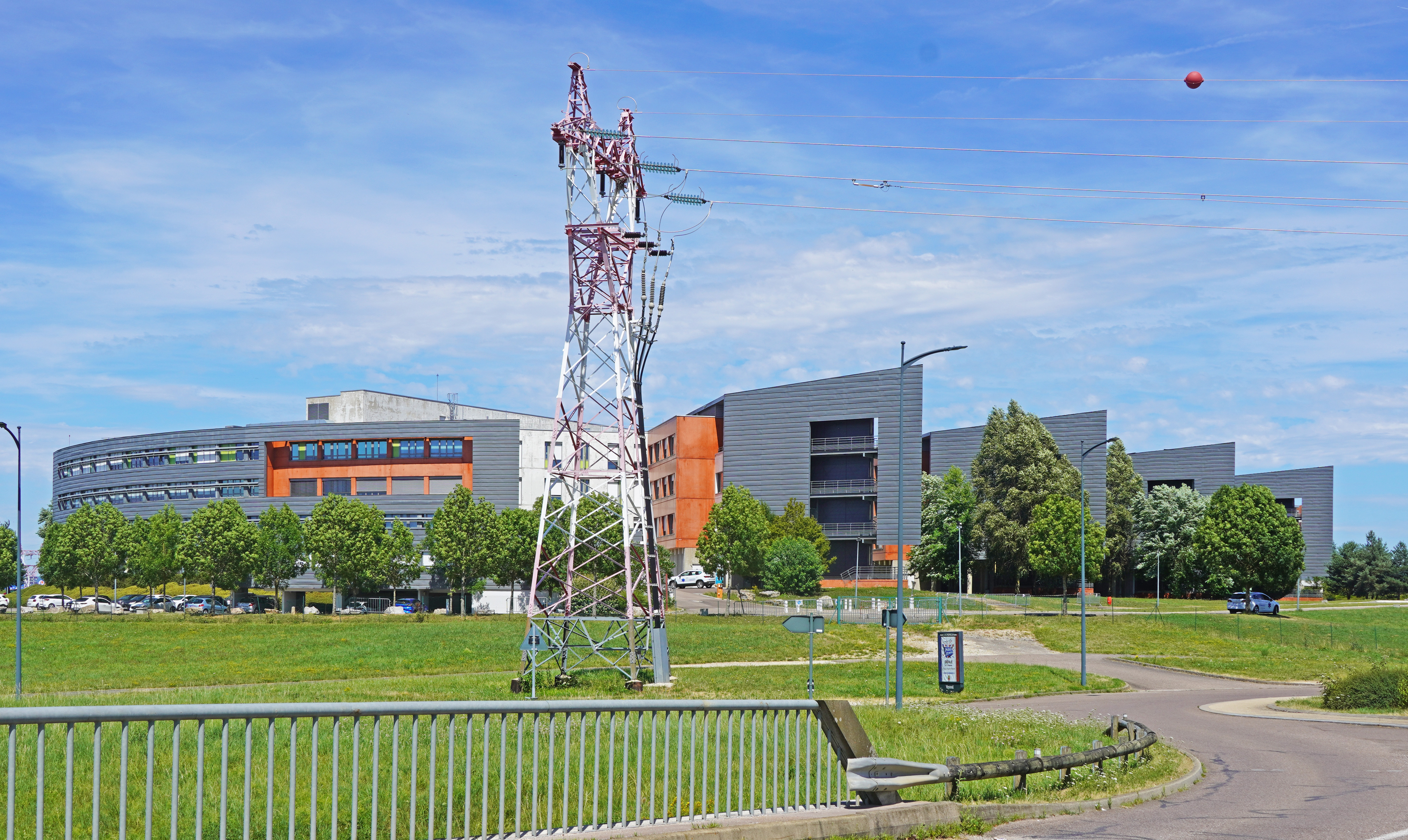
Le centre hospitalier de Vesoul

La ville est équipée de nombreux établissements de santé dont la plupart sont situés au « Pôle santé des Haberges », zone entièrement consacrée à l'installation d'organismes médicaux. Ce quartier moderne est notamment composé du principal site du Groupe Hospitalier de la Haute-Saône (GHHS), inauguré en 2009 sur une surface de plus de 52 000 m2 et abritant plus de 400 lits. Le pôle santé compte aussi un établissemet chirurgical ouvert en 1981, la clinique Saint-Martin mais aussi un centre d'imagerie médicale, une pharmacie et des cabinets médicaux libéraux.
Le tout premier hôpital de Vesoul fut l'hôpital Saint-Valentin qui exista de 1442 à 1573. Puis, il fut remplacé par l'hôpital du Saint-Esprit de 1573 à 1619, l'hôpital du Faubourg de 1619 à 1938, l'hôpital Paul-Morel de 1938 à 2009, pour se trouver dans la zone des Haberges depuis 2009.
D'autres centres de santé, plus secondaires, sont implantés sur le territoire vésulien tels qu'un centre médico-psychologique, des établissements d'hébergement pour personnes âgées dépendantes, un centre d'action médico-sociale précoce, un institut médico-éducatif… L'agglomération dispose également d'un centre de rééducation fonctionnelle.
L'offre de soins est complétée par la présence de plusieurs dizaines de professionnels de la santé dans la ville. La commune compte divers cabinets de médecine générale et spécialisée dans différents domaines, tels que la dermatologie, la radiologie, la podologie ou encore l'ophtalmologie ainsi que plusieurs pharmacies et laboratoires de biologie médicale.

### Postes et télécommunications

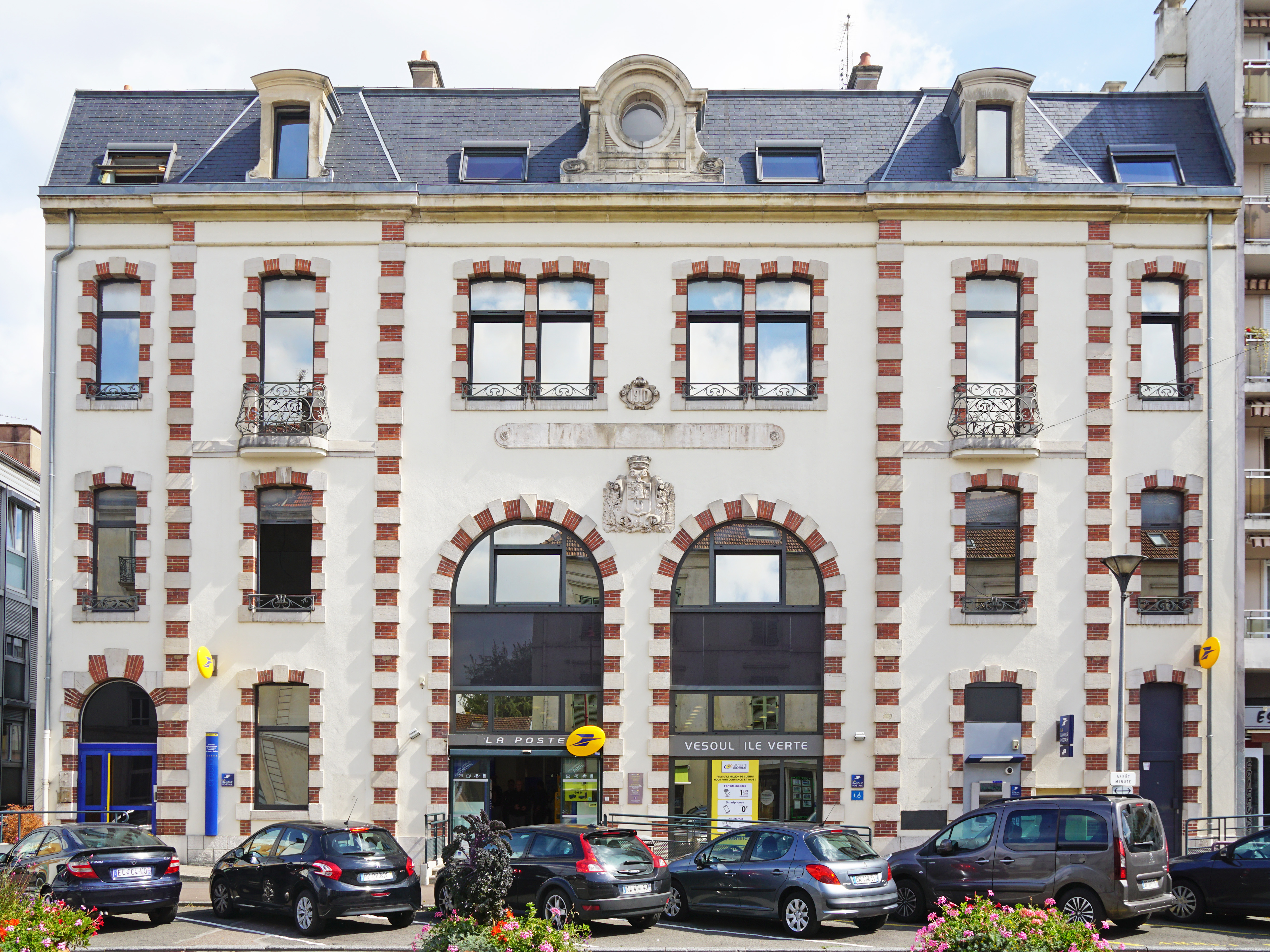
Le bureau de poste principal de Vesoul

La ville compte quatre points postaux, dont un site principal situé au centre-ville et une plateforme de distribution du courrier.
En ce qui concerne l'accès à la télévision, Vesoul peut recevoir les réseaux R1 à R6 de la télévision numérique terrestre (TNT) depuis avril 2012. Cette réception se fait principalement grâce à deux émetteurs existant sur l'agglomération ; le principal est l'émetteur de la Motte (dont le pylône atteint 15 mètres), situé à côté de la chapelle Notre-Dame-de-la-Motte à 385 mètres d'altitude. Cet émetteur permet de capter à 100 % le signal et couvre entièrement l'agglomération vésulienne. L'autre émetteur de l'agglomération est l'émetteur de la Croix de Cassini situé à La Demie.
Concernant internet et la téléphonie, la commune, qui a été labellisée Ville Internet @ en 2013, est éligible à l'ADSL 2+ depuis juin 2006 ainsi qu'au VDSL2 grâce à deux répartiteurs téléphoniques (Vesoul Breuil et Vesoul Technologia) situés sur le territoire communal. Ces répartiteurs sont dégroupés par plusieurs opérateurs alternatifs. En 2016, approximativement 18 000 personnes de l'agglomération de Vesoul étaient abonnés à Internet. Le déploiement de la fibre optique, qui permet donc un accès à internet à très haut débit (de 100 Mbit/s à plus de 500 Mbit/s), a débuté sur l'agglomération en 2015. Fin 2017, 33 % des habitations vésuliennes sont raccordables à la fibre, 66% début 2020 et 90% début 2022. De plus, la ville dispose de plusieurs points Wi-Fi publics et gratuits,.
Globalement, les réceptions de signaux à Vesoul sont de bonne qualité bien que la commune soit partiellement située dans un creux géographique.

### Justice et défense

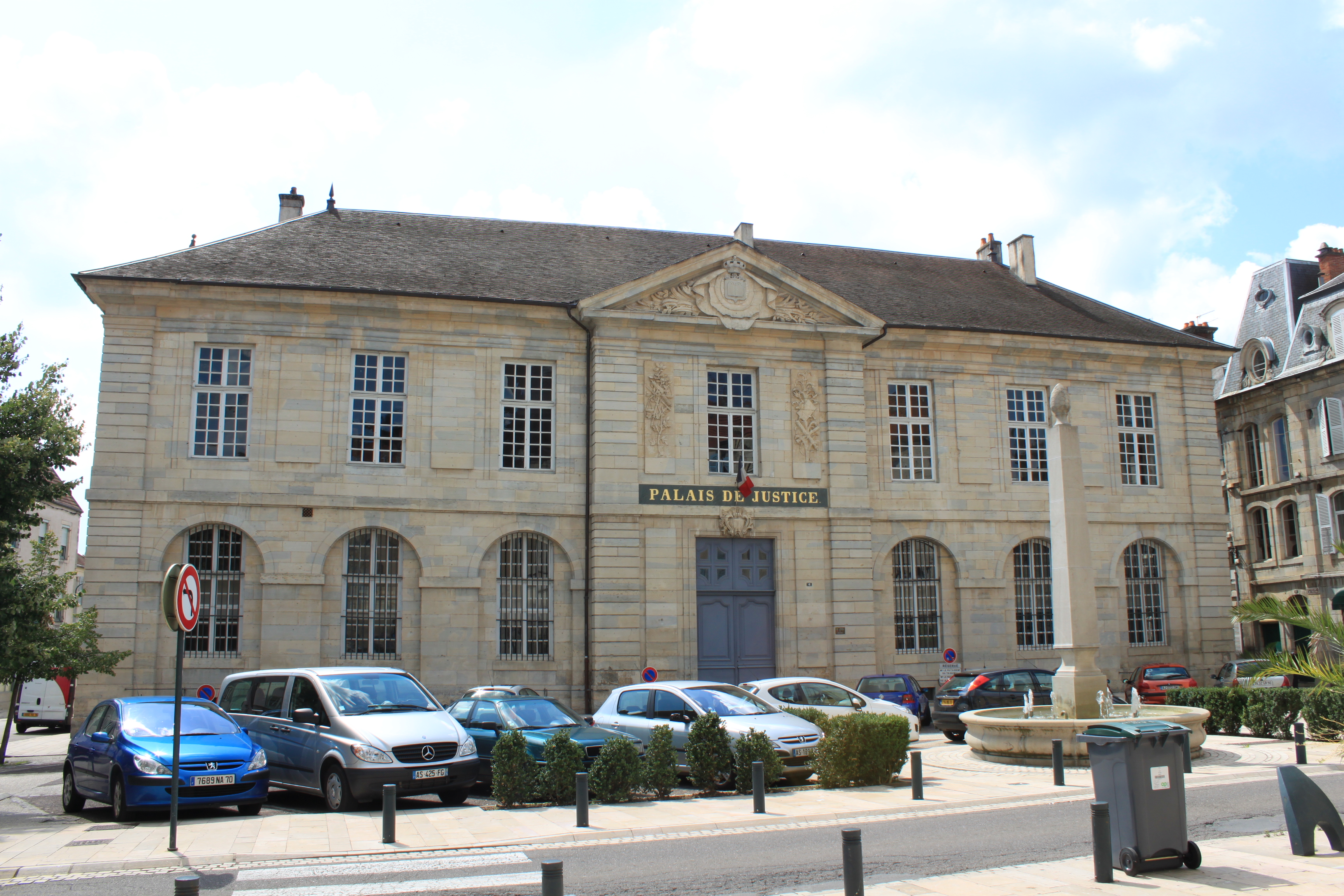
Palais de justice de Vesoul.

Grâce notamment à sa fonction de préfecture départementale, la ville est le principal centre de décision du département. La commune dispose de plusieurs instances, dont la majorité est réunie au palais de justice de Vesoul:
- Dans l'ordre judiciaire, la ville possède un tribunal judiciaire, un tribunal de commerce, un tribunal de police, un tribunal paritaire des baux ruraux, un tribunal pour enfants, un conseil de prud'hommes et une cour d'assises. Par ailleurs, Vesoul se trouve dans le ressort de la cour d'appel de Besançon[124].
- Dans l'ordre administratif, la commune dépend du tribunal administratif de Besançon ainsi que de la cour administrative d'appel de Nancy[124].

Vesoul est également le siège de plusieurs organismes départementaux tels que le conseil départemental, les archives départementales et la chambre d'agriculture de Haute-Saône. La commune est aussi le siège de plusieurs services déconcentrés de l'État dont diverses directions départementales comme celle de la sécurité publique, des territoires ou encore des finances publiques et compte une antenne de la chambre de commerce et d'industrie Saône-Doubs.

### Sécurité et secours

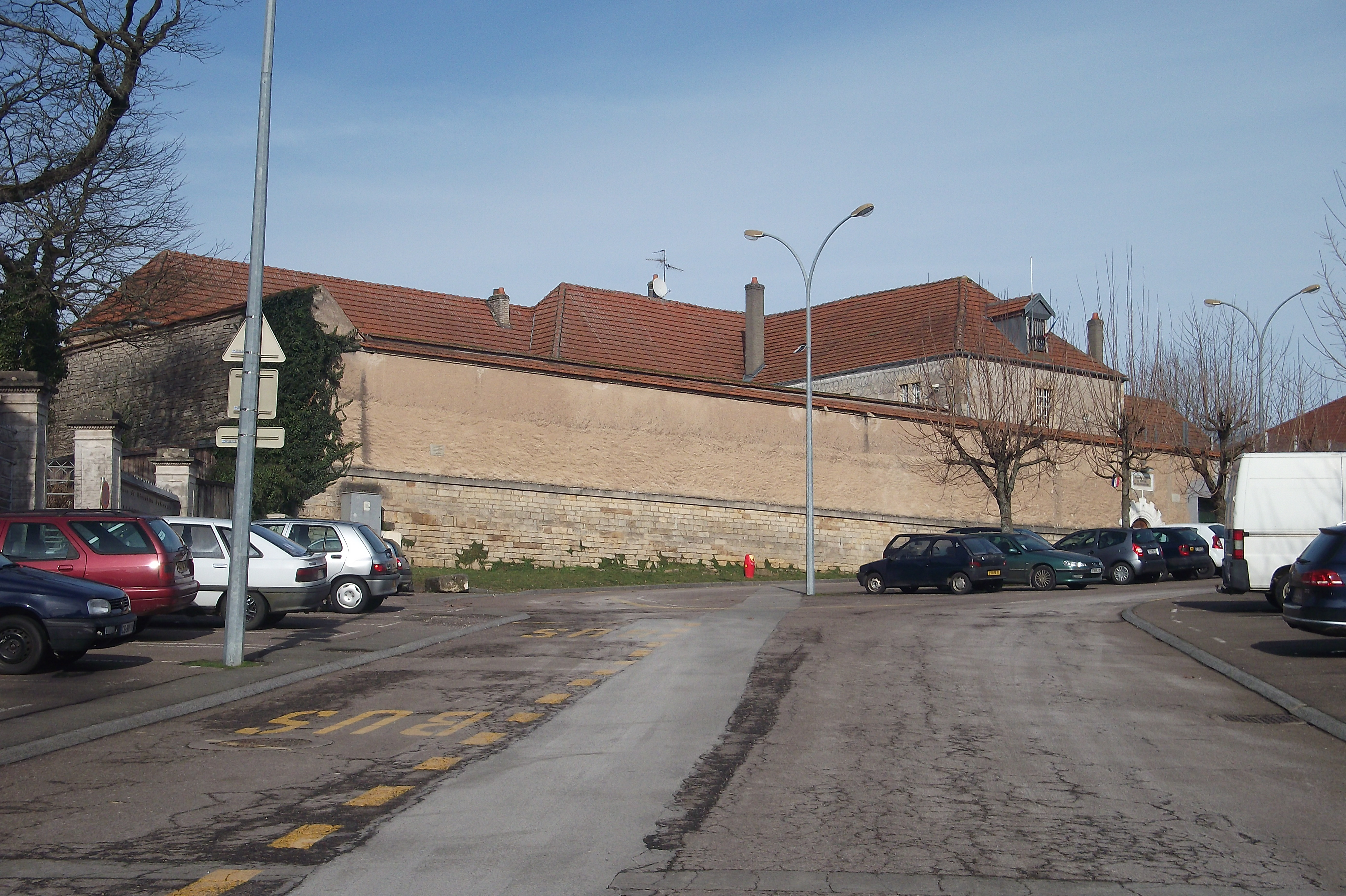
La maison d'arrêt de Vesoul

La commune est dotée de divers établissements de sécurité incluant un commissariat de police nationale, une brigade de gendarmerie nationale et une maison d'arrêt. En 2008, la police municipale est dotée d'un effectif de 10 agents et la police nationale de 81 personnes. La même année, le nombre de faits élucidés par policier s'élevait à 14,4 %, pour une moyenne nationale de 10,6 %.
Sur le plan de la criminalité, la circonscription de sécurité publique de Vesoul affiche le 19e plus haut taux de criminalité parmi les circonscriptions métropolitaines de provinces de 25 000 à 50 000 habitants, en 2008. En effet, ce taux s'élève à 80,87 pour 1 000 habitants, taux très largement supérieur à la moyenne départementale (35,00), régionale (39,97) et nationale (57,51), ce qui fait du taux de criminalité de la circonscription de sécurité publique de Vesoul le plus important du département, de la région et même l'un des plus élevés de l'Est de la France. Dans la circonscription de sécurité publique de Vesoul, qui correspond approximativement à l'agglomération, il y a eu 2 246 crimes et délits qui ont été commis lors de l'année 2008, dont 183 infractions relatives à l'usage de stupéfiant et 165 relatives à des coups et blessures volontaires criminels ou correctionnels.
Afin de contrôler les zones de la ville et dissuader les contrevenants, la commune s'est équipée de plusieurs dispositifs de vidéosurveillance. La première caméra fut installée à la fin des années 2000. Petit à petit, la ville dota ses différents quartiers de plusieurs dispositifs, tout d'abord dans le centre ancien et le quartier de la gare, puis dans les autres secteurs, pour en compter au total une vingtaine en 2020. Par ailleurs, deux quartiers de la ville sont classés quartier prioritaire de la politique de la ville : Les Rêpes et Le Montmarin.
A Vesoul se trouvent un centre d'interventions principal du service départemental d'incendie et de secours, plus grande caserne du département de la Haute-Saône, un centre opérationnel départemental d’incendie et de secours, un centre de traitement des alertes, un centre technique et un plateau technique servant à la formation et implanté au centre technique dans la zone des Rêpes.

## Population et société

### Démographie

#### Évolution démographique
L'évolution du nombre d'habitants est connue à travers les recensements de la population effectués dans la commune depuis 1793. Relativement stable jusqu'en 1856, la population de Vesoul augmenta progressivement jusqu'à atteindre son pic en 1982 avec 18 412 habitants. Depuis, la commune connaît un déclin démographique progressif, bien qu’une légère reprise soit observée ces dernières années, avec 15 306 habitants en 2022, maintenant son statut de ville la plus peuplée de Haute-Saône.
| 1793  | 1800  | 1806  | 1821  | 1831  | 1836  | 1841  | 1846  | 1851  |
| ----- | ----- | ----- | ----- | ----- | ----- | ----- | ----- | ----- |
| 5 303 | 5 417 | 5 708 | 5 391 | 5 408 | 5 887 | 6 788 | 5 941 | 6 621 |

| 1856  | 1861  | 1866  | 1872  | 1876  | 1881  | 1886  | 1891  | 1896   |
| ----- | ----- | ----- | ----- | ----- | ----- | ----- | ----- | ------ |
| 7 281 | 7 579 | 7 614 | 7 716 | 9 206 | 9 553 | 9 733 | 9 770 | 10 083 |

| 1901  | 1906   | 1911   | 1921   | 1926   | 1931   | 1936   | 1946   | 1954   |
| ----- | ------ | ------ | ------ | ------ | ------ | ------ | ------ | ------ |
| 9 704 | 10 163 | 10 539 | 10 471 | 10 859 | 11 562 | 11 926 | 11 825 | 12 038 |

| 1962   | 1968   | 1975   | 1982   | 1990   | 1999   | 2006   | 2011   | 2016   |
| ------ | ------ | ------ | ------ | ------ | ------ | ------ | ------ | ------ |
| 13 678 | 16 352 | 18 173 | 18 412 | 17 614 | 17 168 | 16 370 | 15 623 | 14 998 |

| 2021   | 2022   | - | - | - | - | - | - | - |
| ------ | ------ | - | - | - | - | - | - | - |
| 15 130 | 15 306 | - | - | - | - | - | - | - |

L'unité urbaine et l'aire d'attraction de Vesoul sont quant à elles des zones relativement importantes au sein de la région Bourgogne-Franche-Comté avec, respectivement, une population de 28 662 habitants et de 67 202 habitants, en 2022. La communauté d'agglomération est la première intercommunalité du département avec une population de 32 207 habitants, en 2021,.

#### Pyramide des âges
La population de la commune est relativement jeune. En 2020, le taux de personnes d'un âge inférieur à 30 ans s'élève à 34,6 %, soit un taux supérieur à la moyenne départementale (31,5 %). Le taux de personnes d'un âge supérieur à 60 ans (29,6 %) est inférieur au taux départemental (30,3 %).
En 2020, la commune comptait 6 935 hommes pour 7 931 femmes, soit un taux de 53,35 % de femmes, supérieur au taux départemental (50,78 %).
Les pyramides des âges de la commune et du département s'établissent comme suit :
| Hommes | Classe d’âge | Femmes |
| ------ | ------------ | ------ |
| 0,9    | 90 ou +      | 2,8    |
| 7,4    | 75-89 ans    | 11,2   |
| 16     | 60-74 ans    | 20,2   |
| 19,5   | 45-59 ans    | 19,1   |
| 18,1   | 30-44 ans    | 15,3   |
| 22,8   | 15-29 ans    | 18,4   |
| 15,4   | 0-14 ans     | 12,9   |

| Hommes | Classe d’âge | Femmes |
| ------ | ------------ | ------ |
| 0,7    | 90 ou +      | 1,9    |
| 8      | 75-89 ans    | 10,6   |
| 19,9   | 60-74 ans    | 20,4   |
| 21,4   | 45-59 ans    | 20,8   |
| 17,2   | 30-44 ans    | 16,7   |
| 15,3   | 15-29 ans    | 13,5   |
| 17,5   | 0-14 ans     | 16,1   |

#### Immigration
La ville connut, à l'instar de la Franche-Comté et du pays, quelques mouvements migratoires d'étrangers, principalement pour raisons économiques et politiques, qui correspondent à la première et à la deuxième vague d'immigration : les Juifs d'Europe de l'Est dès les années 1880 puis les Italiens et les Espagnols au cours de la première moitié du XXe siècle. Lors de la troisième vague d'immigration en France, pendant les Trente Glorieuses, l'immigration dans la ville provenait essentiellement du Portugal et du Maghreb,.
La population immigrée à Vesoul, c'est-à-dire les personnes vivant à Vesoul et qui ne sont pas nées en France, représentait selon les chiffres de l'Insee de 2020, 1 767 personnes, dont 1 288 étrangers et 479 français par acquisition, ce qui correspond à 11,9 % de la population de la commune, soit plus que la part d'immigrés en Haute-Saône (4,5 %), en Bourgogne-Franche-Comté (7,2 %) et en France (9,9 %), mais toutefois bien moins que certaines agglomérations franc-comtoises comme celles de Belfort (13,4 %) ou de Montbéliard (13,6 %). Parmi les 1 600 immigrés à Vesoul, on trouve 320 personnes venant d'Algérie, 430 du Maroc, 190 de Turquie, 180 du Portugal, 60 d'Italie et 352 d'autres pays. Dans l'arrondissement de Vesoul, le total d'immigrés s'élève en 2016 à 5 367 personnes incluant notamment 926 immigrés venant du Portugal, 815 du Maroc et 503 de Turquie.
Par ailleurs, il est à noter que, dans le département, qui comptait 10 650 immigrés en 2007, le principal motif d'immigration légale est le regroupement familial,.
En plus de l'arrivée régulière de gens du voyage dans les aires d’accueil de l’agglomération, on peut également mentionner l'arrivée en 2015 de réfugiés de la guerre civile syrienne, venant principalement du Moyen-Orient et d’Asie de l’Ouest, accueillis dans la résidence « L'Orée du bois », à Echenoz-la-Méline, au sud de Vesoul, où plus d’une centaine ont transité.

### Manifestations culturelles et festivités
Le principal événement organisé à Vesoul est le Festival international des cinémas d'Asie. Créé en 1995, c'est l'un des plus importants festivals de cinéma asiatique en Europe. Il accueille tous les ans en février/mars entre 25 000 et 30 000 visiteurs et présente environ 90 films concernant tout le continent asiatique, du Proche à l'Extrême-Orient. Plusieurs prix y sont décernés incluant le Cyclo d'or et le Grand prix du jury,.

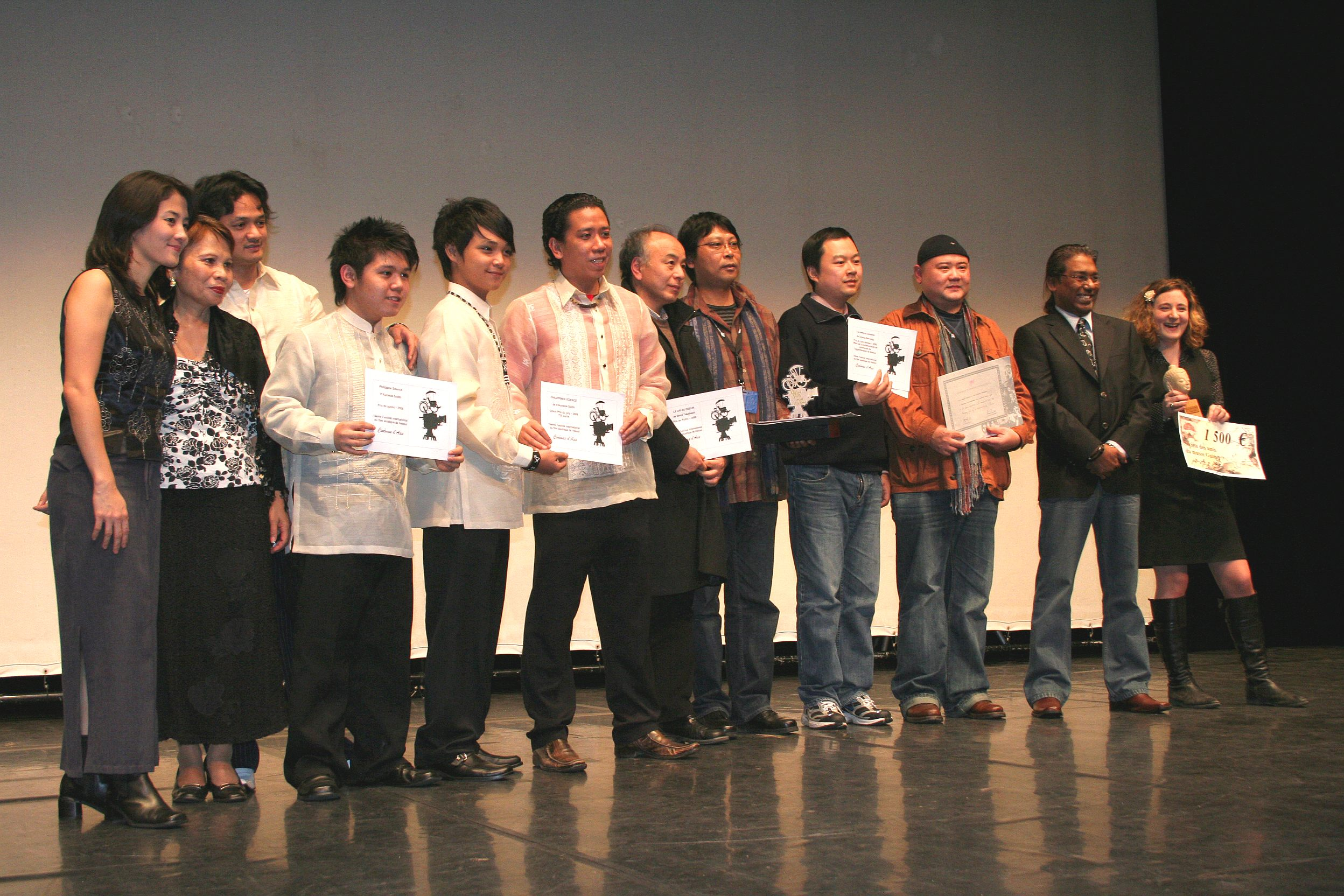
Lauréats du festival international des cinémas d'Asie.

Le Festival Jacques-Brel est un concours de musique, se déroulant annuellement en octobre au théâtre Edwige-Feuillère. Fondé en 2000, ce festival a pour but de faire acquérir une notoriété à des jeunes chanteurs, qui sont jugés par des professionnels.
Figurant parmi les plus anciennes foires agricoles de France, la foire de la Sainte-Catherine est une tradition locale ancienne puisque la première édition à Vesoul remonterait a 1295. Cette foire se déroule tous les ans le 25 novembre dans le centre-ville et rassemble 800 stands et plus de 50 000 visiteurs venus de toute la France.
A Vesoul, est également organisé la Cox Party, un des plus grands rassemblements de Volkswagen Coccinelle et dérivés de France. Fondé en 1993 et se déroulant tous les deux ans au lac de Vesoul - Vaivre en m été, l'événement expose plus de 600 voitures venant de toute l'Europe et réunit plus de 5 000 visiteurs,.
Le salon de la Gastronomie (avril), le Salon de l'automobile et de la mobilité (mai), le Salon de l’Érotisme (février), le festival de l'élevage (septembre), The 70s Tattooshow (septembre), le salon COMIC CON (octobre), RétroGeek festival (novembre) ont lieu au Parc des expositions de Vesoul. Par ailleurs, tous les ans au mois de décembre, environ 15 kilomètres de guirlandes et d'illuminations de Noël sont installées dans différents quartiers de la ville et plus particulièrement dans le quartier ancien.

### Sport

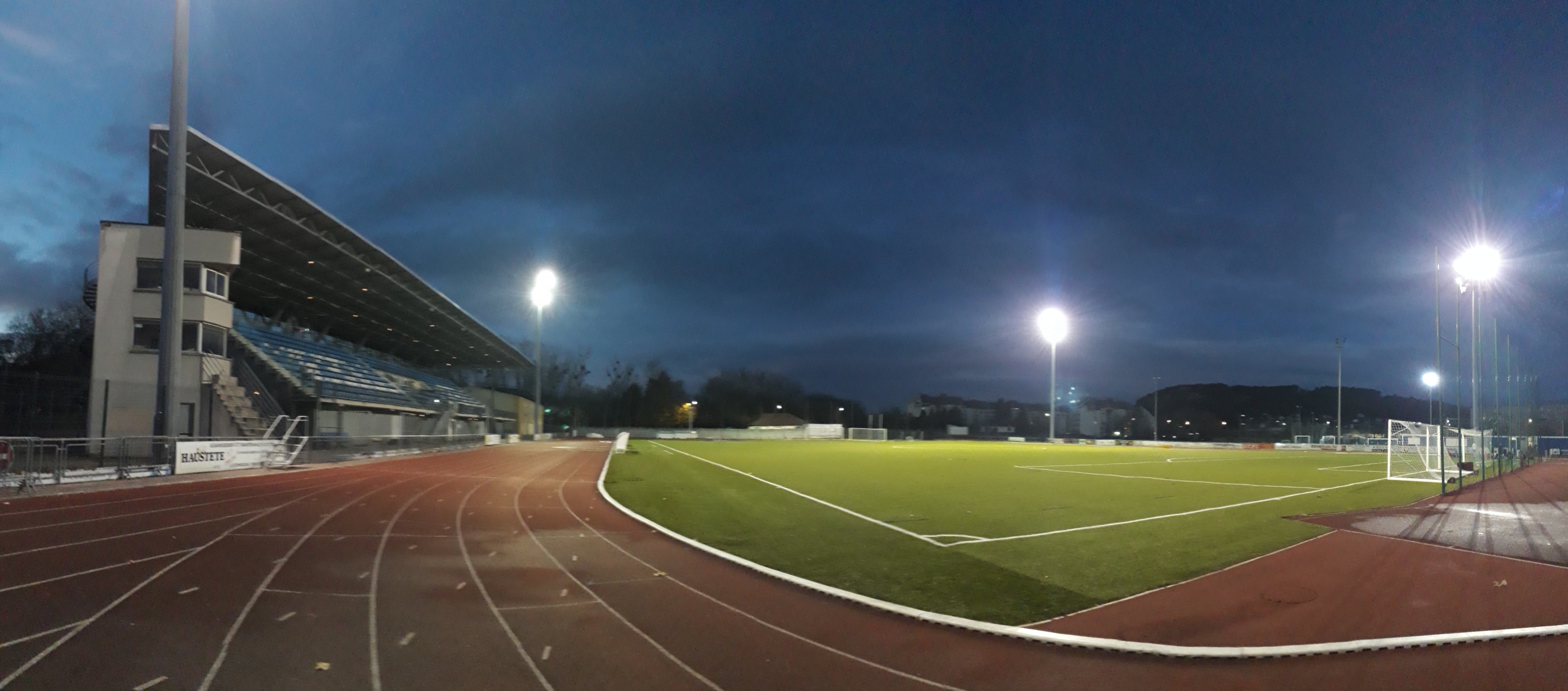
Le stade René-Hologne.

Élue « Ville la plus sportive de France » en 2001, la commune de Vesoul guide, en partenariat avec l'office intercommunal des sports, environ 80 disciplines pour en tout servir plus de 8 000 licenciés. Le triathlon de Vesoul et la semaine de la pétanque constituent les deux principales compétitions sportives organisées chaque année à Vesoul. Par deux fois ville-étape du Tour de France, Vesoul a également accueilli des épreuves des championnats du monde de side-car cross en 2014 et en 2025 et organise occasionnellement des championnats régionaux et nationaux dans différentes disciplines.
La commune totalise approximativement 80 clubs sportifs dont les plus réputés sont le Football Club de Vesoul (football), le Cercle sportif Vesoul Haute-Saône (handball), l'Étoile de la Motte (tennis de table) et l'Avant-garde de la Motte (omnisports). Plusieurs sportifs de haut niveau ont évolué dans des clubs sportifs vésuliens tels que le pilote de rallye Stéphane Peterhansel, les athlètes François Châtelet et Julien Casoli, le boxeur Francis Tripp, le footballeur Claude Robin, les triathlètes Danylo Sapunov et Vincent Luis…
La ville compte plus de 70 équipements sportifs dont les principaux sont le stade René-Hologne pour le football et l'athlétisme, le lac de Vesoul - Vaivre pour les sports nautiques, l'aérodrome de Vesoul - Frotey pour les sports aériens et la maison des associations, complexe sportif couvert de 6 000 m2 comportant plusieurs salles spécifiques. En outre, on recense à Vesoul divers gymnases, terrains multisports, boulodromes, circuits de courses, piscines, stands de tir, dojos, centres de remise en forme, courts de tennis.

### Cultes

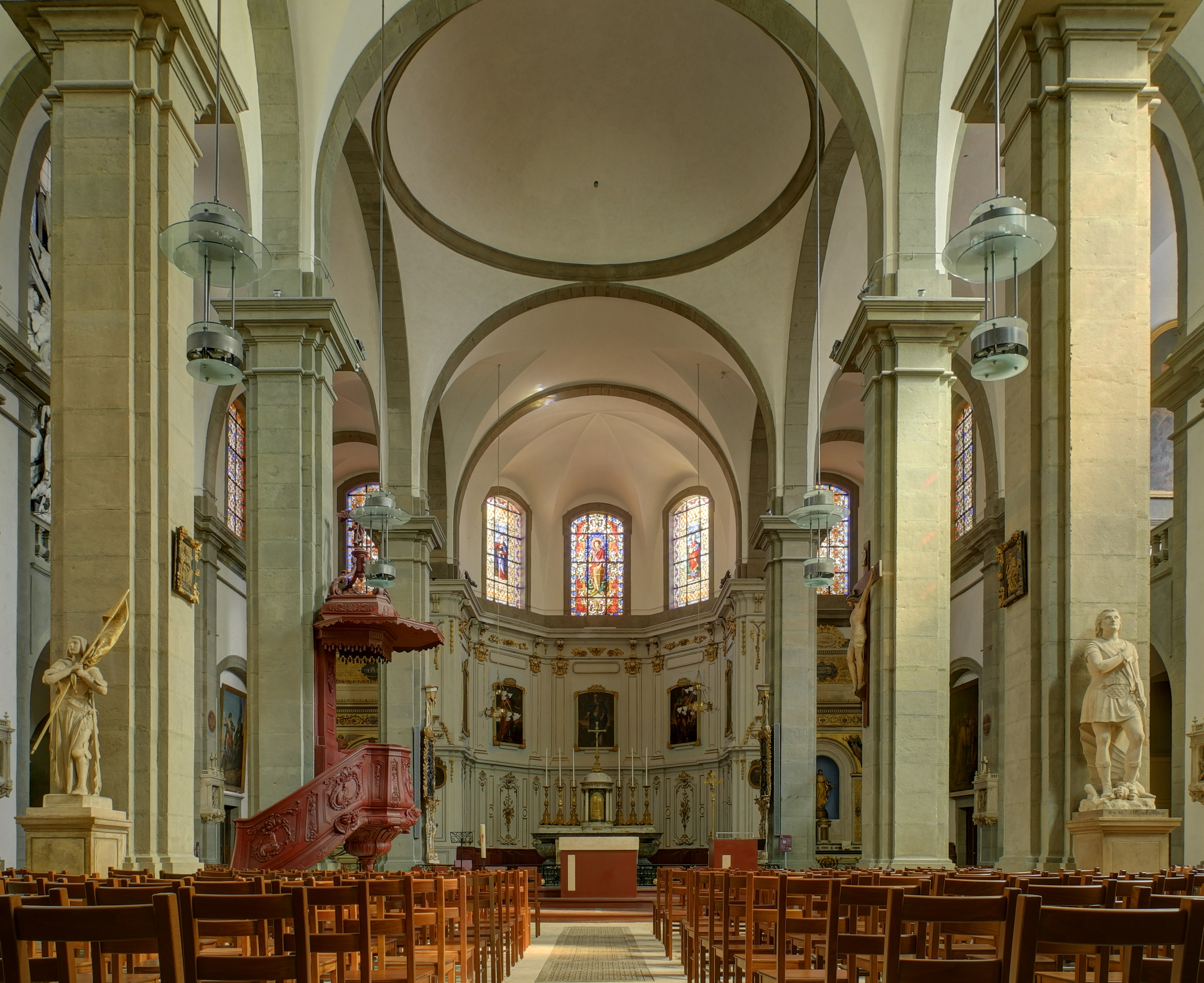
Nef de l'église Saint-Georges.

La ville fut le siège épiscopal du diocèse de Vesoul, de 1791 à 1801. Aujourd'hui rattachée à l'archidiocèse de Besançon, la commune est le siège de l'unité pastorale de Notre-Dame-de-la-Motte, qui appartient au doyenné des plateaux de Vesoul. On dénombre trois lieux de culte catholiques, où se déroulent régulièrement des cérémonies religieuses : l'église Saint-Georges, l'église du Sacré-Cœur et l'église Saint-Joseph. Le saint patron traditionnel de la commune est Saint-Georges.
Les protestants de l'Église protestante unie sont affectés au temple protestant de Vesoul. La commune possède aussi des paroisses de l'union des Églises missionnaires et de l'Église évangélique baptiste. D'autres mouvances chrétiennes existent comme les témoins de Jéhovah qui disposent d'une salle du Royaume.
La commune compte un lieu de culte musulman : la mosquée Arrahma, qui propose cinq classes d'apprentissage de langue arabe et d'enseignement de l'islam. Les musulmans de Vesoul disposent de plusieurs autres salles de prières ainsi que des associations musulmanes, développées majoritairement dans les années 1990, dont la principale est l'« Association franco-musulmane de Vesoul ».
La ville abrite notamment une ancienne synagogue, édifiée en 1875 et désaffectée en 1945, ainsi qu'un cimetière juif aménagé dès 1832. La ville ne détient plus de lieu de culte juif, néanmoins une association israélite existe.
La franc-maçonnerie à Vesoul est représentée par plusieurs loges, dont la plus ancienne est la loge des Cœurs Unis, créée en 1812. Cependant, les premières mentions de loge maçonnique à Vesoul remontent au XVIIIe siècle.

### Médias
La commune de Vesoul, labellisée Ville Internet en 2013, compte plusieurs établissements liés aux sciences de l'information et de la communication ainsi qu'aux nouvelles technologies. Vesoul abrite la médiathèque départementale de prêt de la Haute-Saône, dans le quartier du Montmarin, qui dispose de plus de 35 000 documents en prêt. La ville de Vesoul a par ailleurs inauguré la première Cyber-base de France, le 24 juin 1999.
La presse écrite est représentée par le grand quotidien régional L'Est républicain et par le journal hebdomadaire d'information locale la Presse de Vesoul, créé en mars 1981. La municipalité, en partenariat avec la communauté d'agglomération, édite un magazine quadrimestriel d'information locale qui se nomme « Vesoul&Co »
La commune est couverte par les programmes de France 3 Franche-Comté, antenne régionale de la chaîne de télévision généraliste, dont Vesoul détient des bureaux excentrés.
En ce qui concerne la radiodiffusion, la ville de Vesoul compte deux radios associatives (dites de catégorie A) :
- Fréquence Amitié Vesoul (91.3 FM), radio associative créée le 16 janvier 1991, est la plus ancienne[154].
- Radio Vintage (103.4 FM), créée en 2008, radio associative diffusant une programmation pop-rock, radio axée sur le développement de la région et des acteurs professionnels comme associatifs[155].

S'y ajoutent deux radios locales commerciales, toutes deux fondées à Vesoul (dites de catégorie B) :
- Radio Star (100.7 FM), radio régionale créée en 1996. Elle est maintenant basée à Montbéliard. Sa couverture s'étend au nord de la Franche-Comté et de la Bourgogne, les Vosges, la Haute-Marne et l'Aube.
- Plein Cœur (107.5 FM), fondée en 2007, radio locale axée sur la chanson française[156].
- Chérie FM (94.7 FM), antenne locale de Chérie FM Franche-Comté.

En plus des stations de radio nationales, les vésuliens reçoivent les programmes de France Bleu Besançon, station locale publique de Franche-Comté, sur 99.4 FM.

## Économie

### Repères et traditions économiques

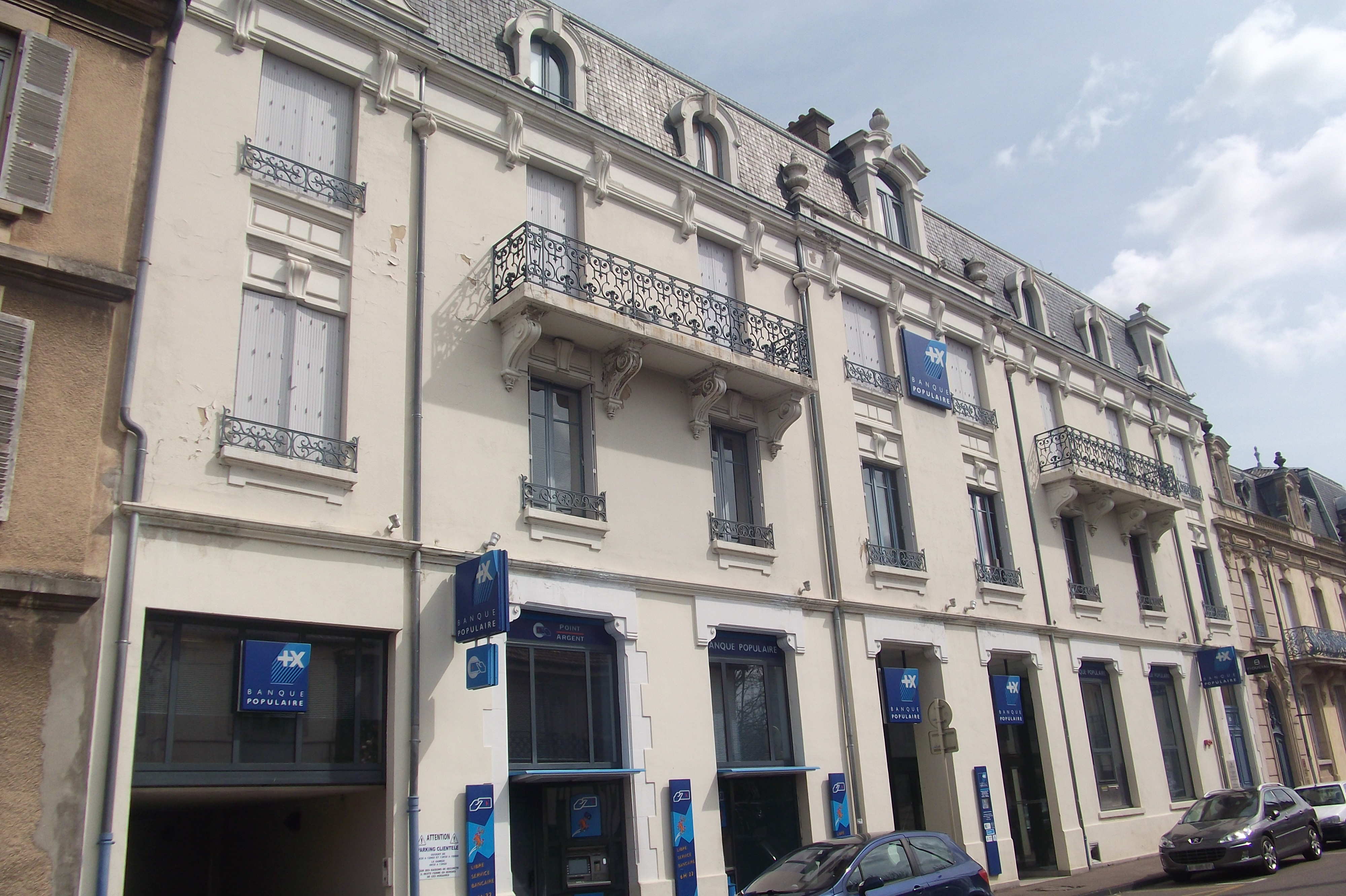
L'ancien hôtel des Postes de Vesoul. Aujourd'hui, l'édifice abrite une banque.

Durant son histoire, Vesoul a connu différentes activités économiques prédominantes selon les époques. Dès le XIe siècle, l'économie de la cité est principalement axée sur les marchés artisanaux et agricoles. À partir du XIIIe siècle, la cité devient une importante place bancaire et commerciale, grâce notamment aux affaires de la communauté juive de Vesoul,. L'agriculture, le commerce des bois et des animaux restent les seules activités économiques du bourg, durant de nombreux siècles. Parallèlement, du XIIe siècle au XIXe siècle, Vesoul fait de la viticulture l'une de ses principales activités économiques et la cité devient l'un des centres viticoles les plus renommés de la région.
La révolution industrielle sera relativement tardive à Vesoul. Elle fait véritablement son apparition dans les années 1950 avec l'aménagement de plusieurs zones industrielles et notamment à la suite de l'implantation et du développement de l'usine Stellantis (ex PSA Peugeot Citroën), qui est actuellement le plus important pourvoyeur d'emplois du département et le plus important site industriel de pièces détachées du constructeur Stellantis, l'un des principaux constructeurs automobiles français. Les activités de cet établissement positionnent Vesoul au rang de « capitale européenne de la logistique automobile ». Malgré une activité industrielle forte, la tertiarisation à Vesoul devient de plus en plus importante depuis quelque temps.
Siège de la chambre de commerce et d'industrie de Haute-Saône jusqu'en 2021, Vesoul est aujourd'hui rattaché à la chambre de commerce et d'industrie Saône-Doubs et dispose d'une antenne sur son territoire. Vesoul est aujourd'hui le siège de la chambre d'agriculture de Haute-Saône. De plus, la commune possède une antenne de la chambre de métiers et de l'artisanat. La compétence développement économique de la commune de Vesoul est gérée, depuis le 1er janvier 2003, par la communauté d'agglomération de Vesoul, qui se charge, entre autres, de l'accueil personnalisé des porteurs de projets. Au 31 décembre 2010, la ville comptait, 1 971 établissements actifs, dont 53 de plus de 50 salariés.

### Aspects socio-économiques
Selon les données de 2009 de l'Institut national de la statistique et des études économiques, la population vésulienne âgée de 15 à 64 ans s'élevait à 10 400 personnes, parmi lesquelles on comptait 68,4 % d'actifs dont 57,1 % ayant un emploi et 11,2 % de chômeurs. Sur les 6 007 employés habitant à Vesoul, 5 545 sont des salariés et 462 des non-salariés.
Depuis de nombreuses années, la ville compte de plus en plus d'emplois dans le tertiaire.
|      | Tertiaire | Industrie | Construction | Agriculture |
| ---- | --------- | --------- | ------------ | ----------- |
| 2009 | 80,1 %    | 15,9 %    | 3,3 %        | 0,7 %       |
| 1999 | 78 %      | 18,7 %    | 2,5 %        | 0,8 %       |

Principal bassin d'emploi du département, le bassin d'emploi de Vesoul comptait 17 658 emplois, contre 15 725 en 1999. Le nombre d'actifs ayant un emploi résidant dans la zone d'emploi étant de 6 013, l'indicateur de concentration d'emploi est de 293,6 %, ce qui signifie que la zone d'emploi offre quasiment trois emplois pour un habitant actif. La répartition des actifs par catégories socioprofessionnelles, en 2009, était disposée ainsi : 0,3 % d'agriculteurs exploitants, 3,4 % d'artisans, de commerçants et de chefs d'entreprise, 11,1 % de cadres et de professions intellectuelles, 27,6 % de professions intermédiaires, 29,0 % d'employés et 28,6 % d'ouvriers.
Au 31 décembre 2011, sur l'ensemble des chômeurs, 7,7 % ont été licenciés, 1,4 % ont démissionné, 34,8 % sont arrivés au terme d'un contrat à durée limitée, et 2,8 % ont fait l'objet d'une première inscription en tant que demandeurs d'emploi.
Le revenu fiscal moyen par ménage pour la ville de Vesoul est, en 2009, de 17 707 €, pour la communauté d'agglomération de Vesoul de 20 888 €, et pour la Haute-Saône de 19 850 €. Le pourcentage des foyers fiscaux imposables sur l'ensemble des foyers fiscaux de Vesoul est de 44 %. En 2010, la médiane du revenu fiscal des ménages par unité de consommation à Vesoul est de 15 172 €.

### Entreprises et secteurs d'activités

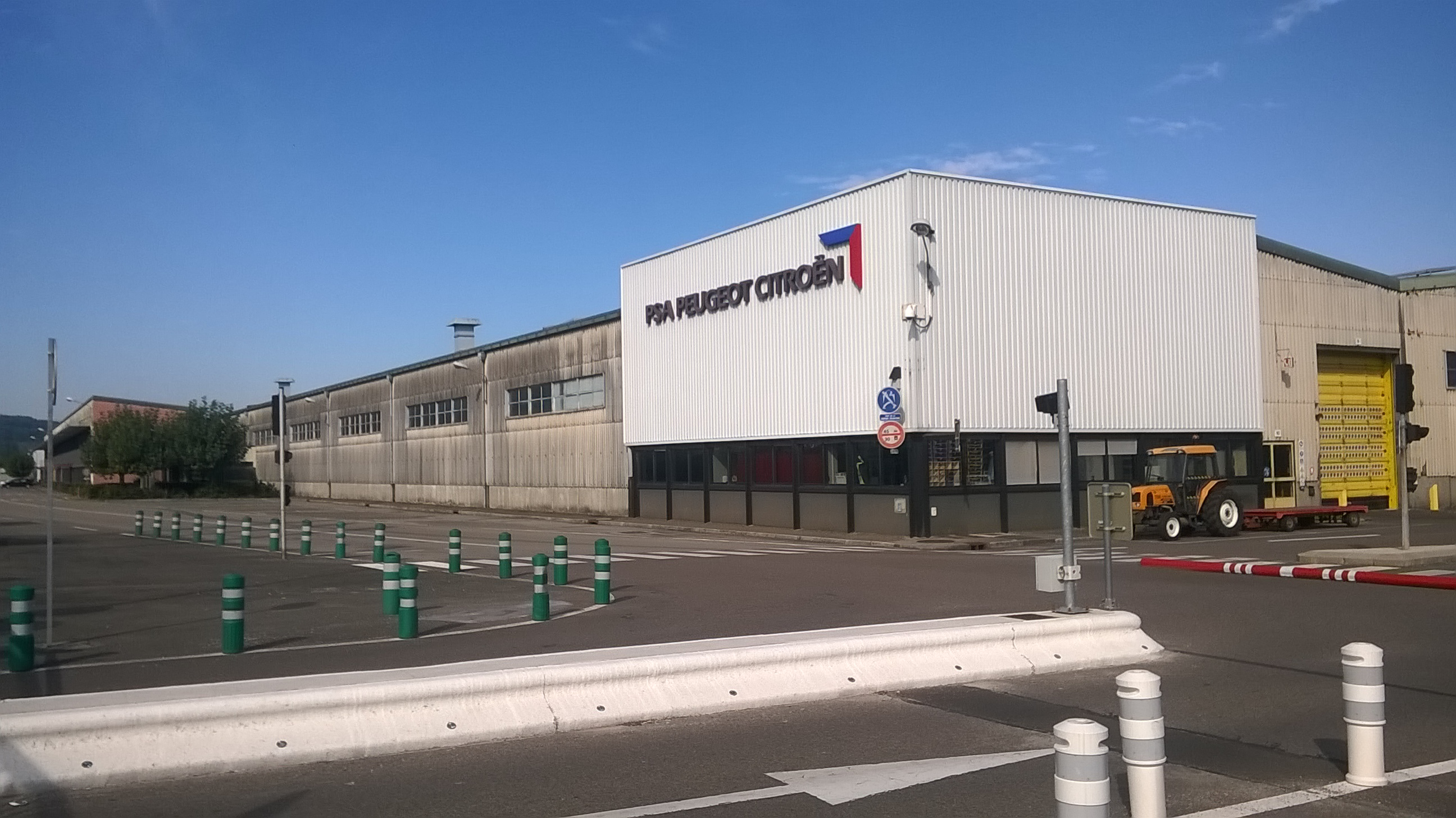
L'usine Stellantis de Vesoul, la plus importante entreprise de la ville et du département.

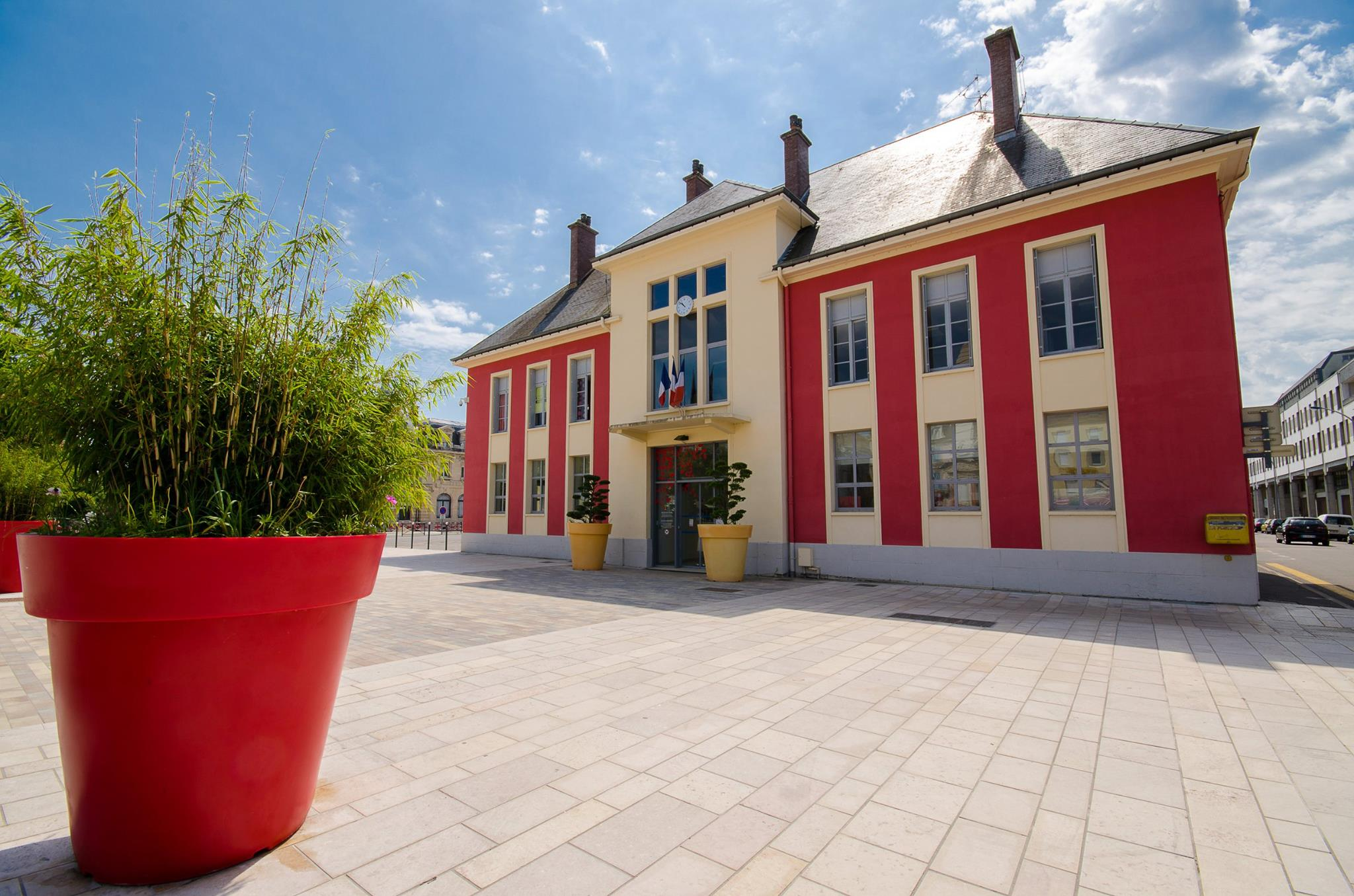
Les halles de Vesoul.

Vesoul se trouve dans un département et plus globalement dans une région où l'industrie tient une place importante dans l'économie. L'industrie et le bâtiment et travaux publics sont représentés à Vesoul par respectivement 89 et 104 établissements en 2010.
L'industrie automobile constitue l'un des principaux secteurs d'activités ; la commune de Vesoul est notamment connue pour abriter une usine de production et de logistique appartenant au groupe Stellantis (ex PSA Peugeot Citroën). Elle a un effectif constant de plus de 3 000 salariés et joue le rôle de centre mondial de pièces détachées du constructeur automobile. Ce site industriel s'étend sur une surface totale de 130 hectares pour un total de 610 000 mètres2 de bâtiments. On y recense 5 métiers de l'automobile : l’atelier de production des équipements intérieurs, la cataphorèse, le ferrage, la logistique des pièces de rechange et l’expédition des éléments détachés à l’international. D'autres industries sont également présentes sur le territoire communal. L'industrie textile est représentée par une usine de plus de 100 salariés, implantée à Vesoul depuis 1958, de la société des matelas « Merinos », entreprise de fabrication et de distribution de literie. D'une superficie de 18 000 mètres2, l'établissement comprend des ateliers de production et des bureaux d’études. Il existe également une quinzaine de petites et moyennes industries spécialisées dans différents domaines tels que la fabrication de produits métalliques ou encore des équipements automobiles.
Le tertiaire est le premier secteur économique de la commune, en termes d'établissement. En 2010, on recense 1 372 établissements de commerce, de transports et de services divers, soit 69,6 % du total d'établissements. 19 entreprises du tertiaire comptent plus de 50 salariés.
L'agglomération est équipée de nombreux organismes de grande distribution ; on dénombre notamment deux hypermarchés, qui totalisent environ 200 salariés chacun (E.Leclerc à Pusey et Carrefour dans la zone Kennedy) ainsi que plusieurs supermarchés. De plus, un marché bihebdomadaire rassemblant plus de 250 stands se déroule sur la place de la République, la place Pierre-Rénet et dans les halles.
Vesoul regroupe un grand nombre d'établissements publics ; le secteur de l'administration publique, de l'enseignement, de la santé, de l'action sociale est le deuxième secteur le plus représenté avec 394 établissements, soit 20 % du total. Les plus importants sont le groupe hospitalier de la Haute-Saône (1 600 salariés en 2006) et la commune de Vesoul (300 salariés en 2006). La caisse primaire d'assurance maladie, la direction départementale des territoires de la Haute-Saône et le lycée Édouard-Belin comptent 200 salariés.
L'agglomération concentre également un certain nombre de transporteurs et de sociétés axées dans l'automobile telles que des concessionnaires ainsi que divers ateliers de réparation automobile. Concernant le secteur d'activité du tourisme, la ville de Vesoul dispose de 151 chambres répartis dans 4 hôtels, au 1er janvier 2012. S'y ajoute un vaste camping 3 étoiles de plus de 170 emplacements.
Il est aussi à noter que la ville de Vesoul accompagne ses entreprises dans des démarches de réhabilitation des infrastructures privées.

### Rues commercantes et zones d'activités

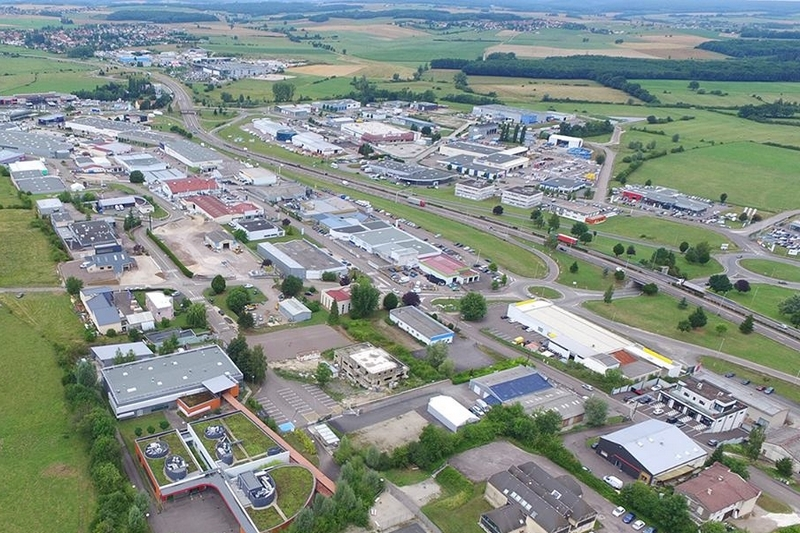
Deux parcs d'activités situés en périphérie de la ville : l'Espace de la Motte au premier plan et Vesoul Technologia au second plan.

La majorité des entreprises vésuliennes se situent dans le cœur historique de la ville et dans les zones d'activités de la périphérie.
Le centre-ville abrite à lui seul plus de 200 boutiques, dont de nombreux commerces indépendants, réparties principalement autour des grands axes commerçants que sont la rue d'Alsace-Lorraine, la rue Paul-Morel, la rue Georges-Genoux et la rue du Breuil, qui est la seule rue piétonne du centre-ville.
À sa périphérie, la ville est équipée de plusieurs zones d'activités à caractère commercial et industriel, qui sont gérées dans le cadre de la compétence développement économique de la communauté d'agglomération de Vesoul. En 2020, l'agglomération de Vesoul compte douze zones d'activité, qui totalisent plus de 447 entreprises, dont six qui sont situées entièrement sur le territoire vésulien : Technologia, Espace de la Motte, Les Rêpes, Poincaré, Les Haberges et Espace Kennedy.
| Nom de la zone     | Commune             | Année de création | Superficie (en hectares) | Activité prédominante | Nombre d'entreprises |
| ------------------ | ------------------- | ----------------- | ------------------------ | --------------------- | -------------------- |
| Technologia        | Vesoul              | 1998              | 45                       | Logistique            | 44                   |
| Les Haberges       | Vesoul              | 2001              | 44                       | Services              | 35                   |
| Espace de la Motte | Vesoul              | 1970              | 38                       | Commerce              | 103                  |
| Les Rêpes          | Vesoul              | 1956              | 38                       | Industrie             | 46                   |
| Poincaré           | Vesoul              | 1957              | 13                       | Industrie             | 12                   |
| Espace Kennedy     | Vesoul              | 2007              | 8                        | Commerce              | 14                   |
| Oasis              | Pusey               | 1980              | 47                       | Commerce              | 54                   |
| Oasis 3            | Pusey               | 2019              | 10                       | Commerce              | 14                   |
| Les Saussis        | Noidans-lès-Vesoul  | 1980              | 26                       | Artisanat             | 59                   |
| Le Durgeon         | Noidans-lès-Vesoul  | 1975              | 16                       | Transports            | 47                   |
| Champ au Roi       | Vaivre-et-Montoille | 1990              | 6                        | Artisanat             | 25                   |
| Les Angles         | Vaivre-et-Montoille | 1970              | 2                        | Artisanat             | 8                    |

## Culture locale et patrimoine

### Monuments

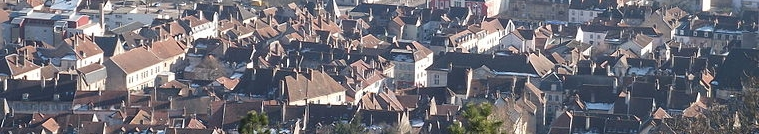
Un aperçu du quartier historique depuis le sommet de La Motte.

Vesoul recense de nombreux édifices civils et religieux monumentaux, concentrés majoritairement dans le centre ancien : le Vieux-Vesoul, ensemble architectural homogène et dense datant du XVe au XIXe siècle. Classé Cité Patrimoine de Franche-Comté et à l'Inventaire Supplémentaire des Monuments Historiques, ce quartier abrite plus de 34 hectares qui ont été inscrits en 1977. Ses rues et places historiques sont pourvues d'hôtels particuliers, de maisons vigneronnes, d'édifices religieux, de monuments commémoratifs, de fontaines, de statues et de diverses maisons dotées de trompe-l'œil et de fresques murales. Ces monuments constituent les principaux éléments du patrimoine architectural vésulien.
Depuis la fin du XXe siècle, le centre historique a connu plusieurs opérations de rénovations : les façades des édifices sont régulièrement restaurées et les trottoirs reformés. Le quartier ancien n'a pas été significativement marqué par le renouvellement urbain ; les édifices de ce secteur sont relativement anciens et bien préservés et peu de bâtiments modernes y ont récemment été élevés.
À Vesoul, la Base Mérimée recense seize monuments historiques et la Base Palissy dénombre soixante-trois œuvres.

#### Maisons et demeures particulières
Dès le Moyen Âge, des familles nobles édifient des demeures et des hôtels particuliers dans la cité. La ville en compte plusieurs, répartis dans tout le centre historique, remarquables notamment pour leur architecture en pierres calcaires, leurs hautes tours, leurs escaliers extérieurs et leurs vastes cours. La majorité ont été érigées entre les XVe et XVIIIe siècles et sont, pour la plupart, désormais protégées. Plus récemment, des villas d'architecte ont été édifiées dans la commune.

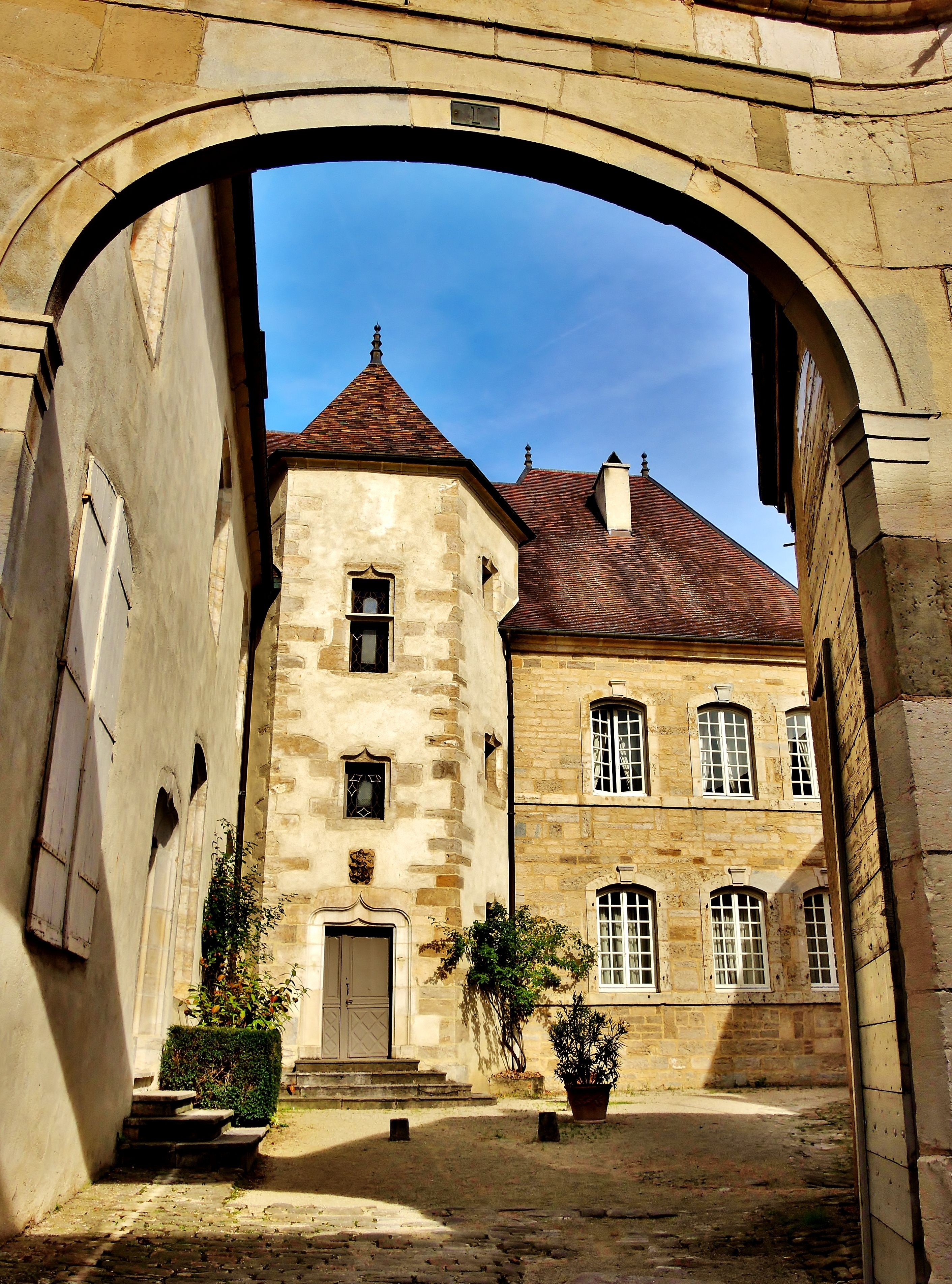
Hôtel de Magnoncourt.

Parmi les demeures bâties au XVe siècle, on peut citer l'hôtel Thomassin. Érigé par le seigneur Jacques Thomassin, probablement de 1480 à 1483, le bâtiment présente une façade d'architecture gothique flamboyant ainsi qu'une haute tour d'escalier. De forme rectangulaire, l'hôtel Thomassin fait l'objet d'une inscription au titre des monuments historiques depuis le 24 décembre 2008. Située place de l'Église, l'hôtel Baressols a été construit aux XVe et XVIe siècles ; ses façades de style gothique et ses toitures sont inscrites monument historique depuis le 7 novembre 1979. Édifiée à la fin du XVe siècle, la maison Parat est ornée de fenêtres à meneaux et d'une porte-cochère.

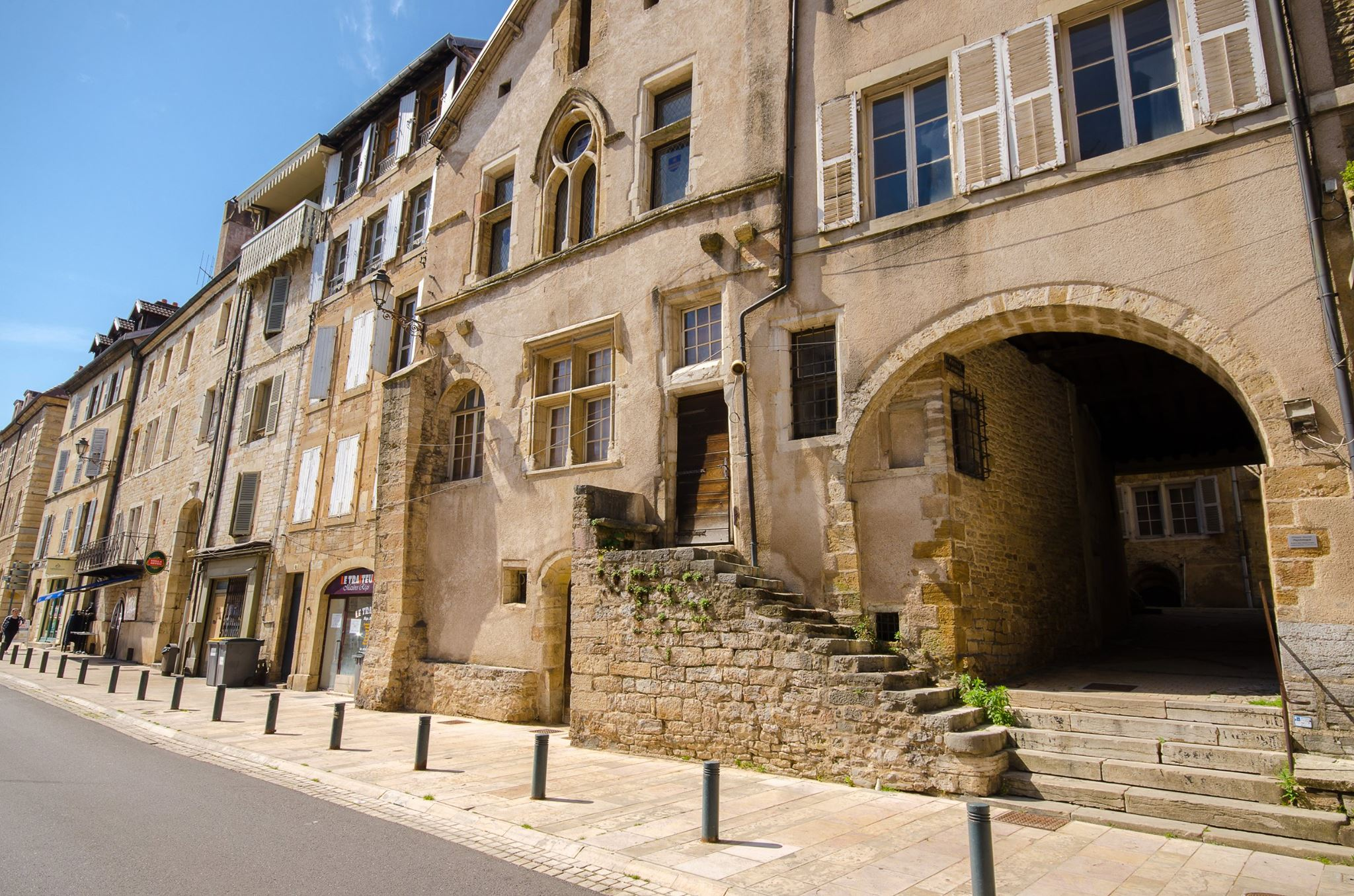
Hôtel Baressols.

Concernant celles édifiées au XVIe siècle, on trouve l'hôtel de Simon Renard, bâti en 1525. Avec d'importantes rénovations menées en 1784, l'hôtel est composé d'une tour polygonale accompagnée de différents ornements. Autre témoignage du XVIe siècle, l'hôtel de Magnoncourt, constitué en 1530. Avec une forme rectangulaire, une cour, un jardin et une tour d'escalier, l'hôtel s'organise comme la plupart des autres hôtels particuliers vésuliens. Érigé en 1549, l'hôtel de Mongenet est protégé pour son élévation et sa toiture depuis le 26 mars 1934. La maison Barberousse, datant de la fin du XVIe siècle, est remarquable notamment pour son arcade en anse de panier et son cadran solaire. L'hôtel de Salives, situé rue Paul-Petitclerc, a accueilli l'administration municipale de Vesoul de 1768 à 1938.
La ville profita ensuite de la paix du siècle des Lumières pour bâtir de nombreux hôtels particuliers, riches en décorations. Situé place du Grand Puits, l'hôtel Lyautey de Colombe, dont la façade principale est d'architecture classique, a été édifié en 1712. L'hôtel Pétremand, construit entre 1769 et 1773, se distingue par ses balcons et garde-corps en fer forgé des façades nord et est. La rue Salengro compte deux demeures du XVIIIe siècle, qui sont protégées au titre des monuments historiques : la maison Ébaudy de Rochetaillé (vers 1781), résidence de bienfaiteur de la ville et l'hôtel Lyautey de Genevreuille (vers 1760), qui abritent des décorations baroques du XVIIIe siècle ainsi qu'un escalier en pierre muni d'un garde-corps en fer forgé. On peut également citer l'hôtel Raillard de Granvelle, qui hébergea les services de la mairie de Vesoul pendant plus de 30 ans au cours du XVIIIe siècle.

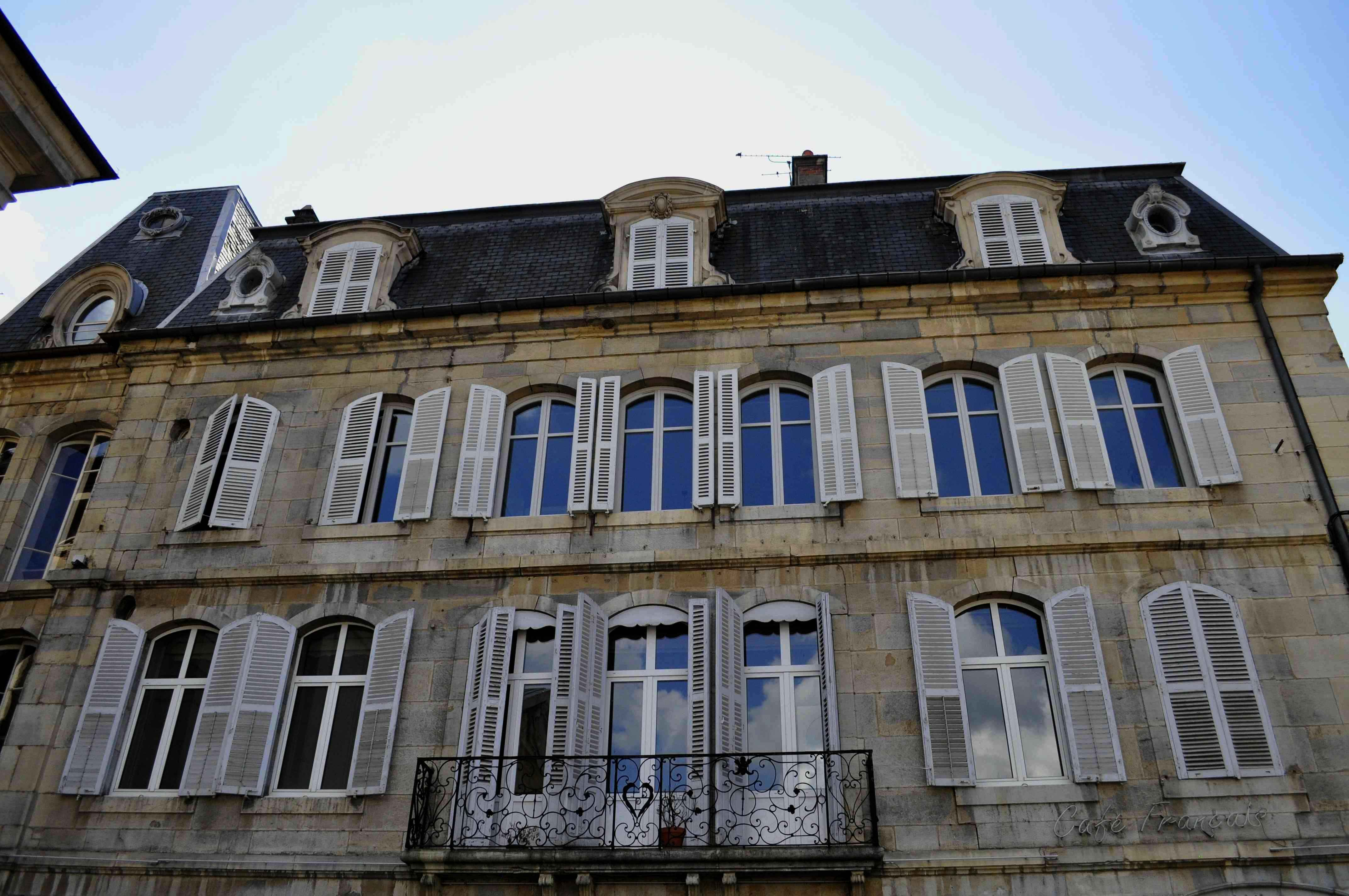
Hôtel Pétremand.

Du XIXe siècle à la Belle Époque, de vastes maisons se construisent au-delà du centre historique. Tout comme certains hôtels particuliers, ces maisons et villas sont notamment constituées de grands terrains contigus et de portails prédominants. Vesoul en compte plusieurs entre autres place Pierre-Rénet (maison Baudry-Roussel), rue Noirot (maison Paul) et avenue du général de Gaulle (villa Lyautey).
Au cours du XXe siècle, quelques maisons d'architectes sont érigées dans la ville. La commune compte trois demeures distinguées par le label « Patrimoine du XXe siècle » : la villa Kielwasser (1956) et la maison Malitchenko (1963), toutes deux réalisées par l'architecte André Maisonnier, compère de Le Corbusier ainsi que la maison Petitperrin (1964), érigée par Jean Petitperrin, architecte qui contribua à la réalisation de nombreux bâtiments à Vesoul.
Le centre ancien renferme également quelques exemples de maisons à colombages dont l'une des plus anciennes est la maison Cariage, construite au XVe siècle. Ancien important centre viticole, la cité a aussi conservé des maisons vigneronnes, dont les caves donnent directement sur les rues.

#### Édifices religieux

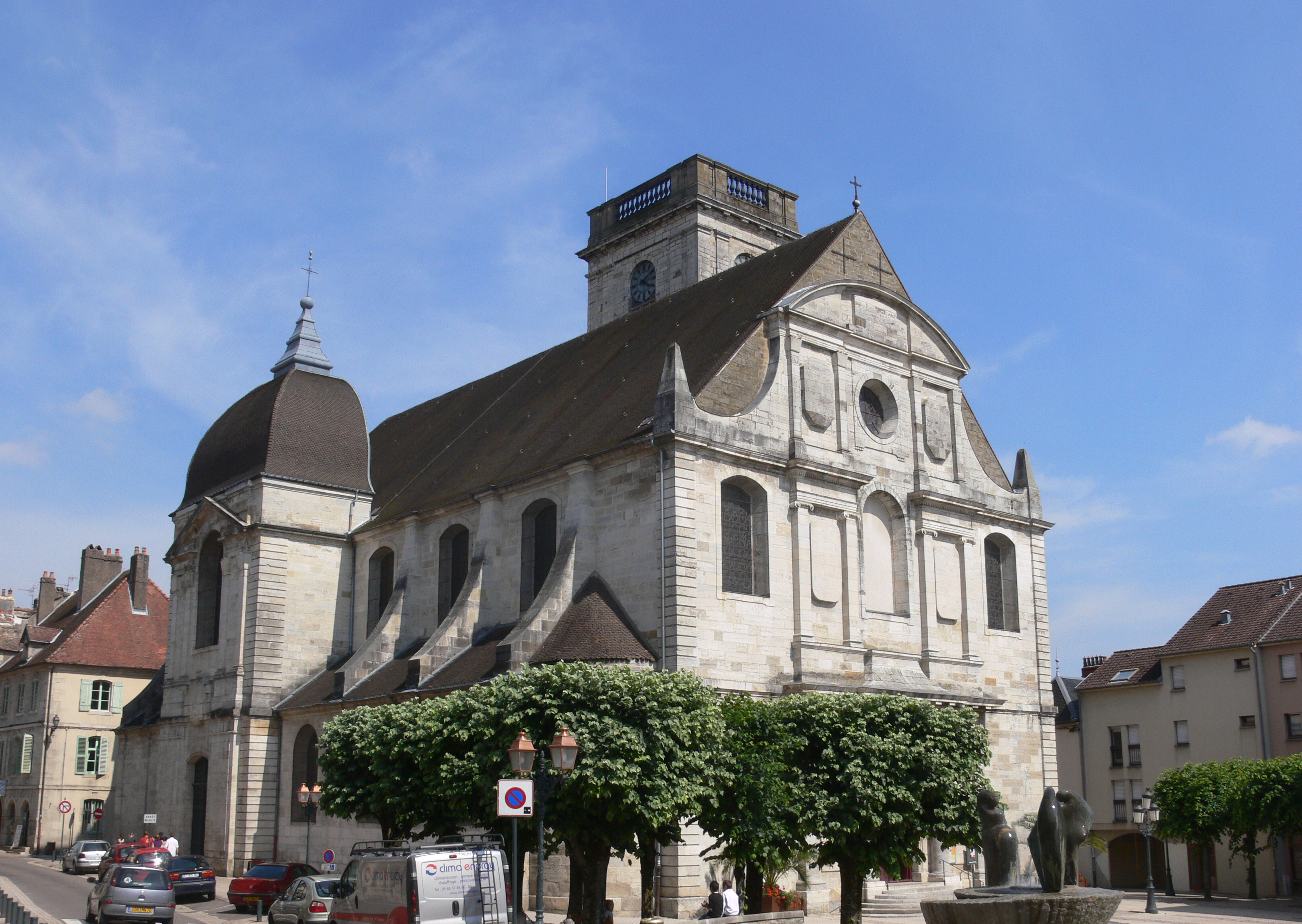
L'église Saint-Georges, bâtie de 1735 à 1746.

À partir du XIe siècle, l'apparition du christianisme à Vesoul est marqué par la fondation des deux premières institutions religieuses de l'histoire de la cité : une première église dédiée à saint Georges et le prieuré du Marteroy consacré à saint Nicolas,. Au fil des siècles, de nombreux édifices religieux tels que des églises et des chapelles ont été bâtis dans la ville, dont la plupart subsistent aujourd'hui. Plus tard, à la suite de l'apparition de nouveaux courants religieux à Vesoul, notamment au cours du XIXe siècle, de nouveaux édifices confessionnels se construisent comme un temple protestant, une synagogue et une mosquée.
Le centre de Vesoul abrite quelques maisons religieuses dont deux font l'objet d'une inscription aux monuments historiques : le couvent des Ursulines (XVIIe siècle),, construit entre 1680 et 1683 sur deux niveaux et le couvent des Dames de Saint-Maur (XIXe siècle), appelé également « École des Dames de Saint-Maur », édifié de 1853 à 1858. D'autres maisons religieuses ont également existé à Vesoul comme le couvent des Capucins et le couvent des Annonciades.
La plus importante et ancienne église catholique de Vesoul est l'église Saint-Georges, qualifiée de cathédrale du diocèse de Vesoul sous l'Église constitutionnelle. Construite de 1735 à 1746, l'église a été conçue par les architectes Jean-Pierre Galezot et Jean Querret du Bois. Comportant une façade d'architecture classique, l'édifice inclut une nef et deux bas-côtés, qui est entourée de six chapelles sur les côtés et de deux chapelles entourant le chœur,. Classé monument historique en 1993, l'édifice abrite environ une quarantaine d'œuvres protégées au titre des monuments historiques dont un orgue de tribune datant de 1776. L'église du Sacré-Cœur fut construite à partir de 1913 puis bénie le 21 juin 1914 ; toutefois son clocher ne fut terminé qu'en 1922 en raison de la Première Guerre mondiale. Située rue Jules-Ferry, dans le quartier du Boulevard, l'église a été conçue selon un style néo-byzantin par l'architecte Eugène Guillemot. Elle a été classée « Patrimoine du XXe siècle » le 10 octobre 2014. L'église Saint-Joseph, quant à elle, est une église catholique bâtie durant les années 1960 et localisée au numéro 2 rue de la Pépinière dans le quartier des Rêpes.

Patrimoine religieux de Vesoul
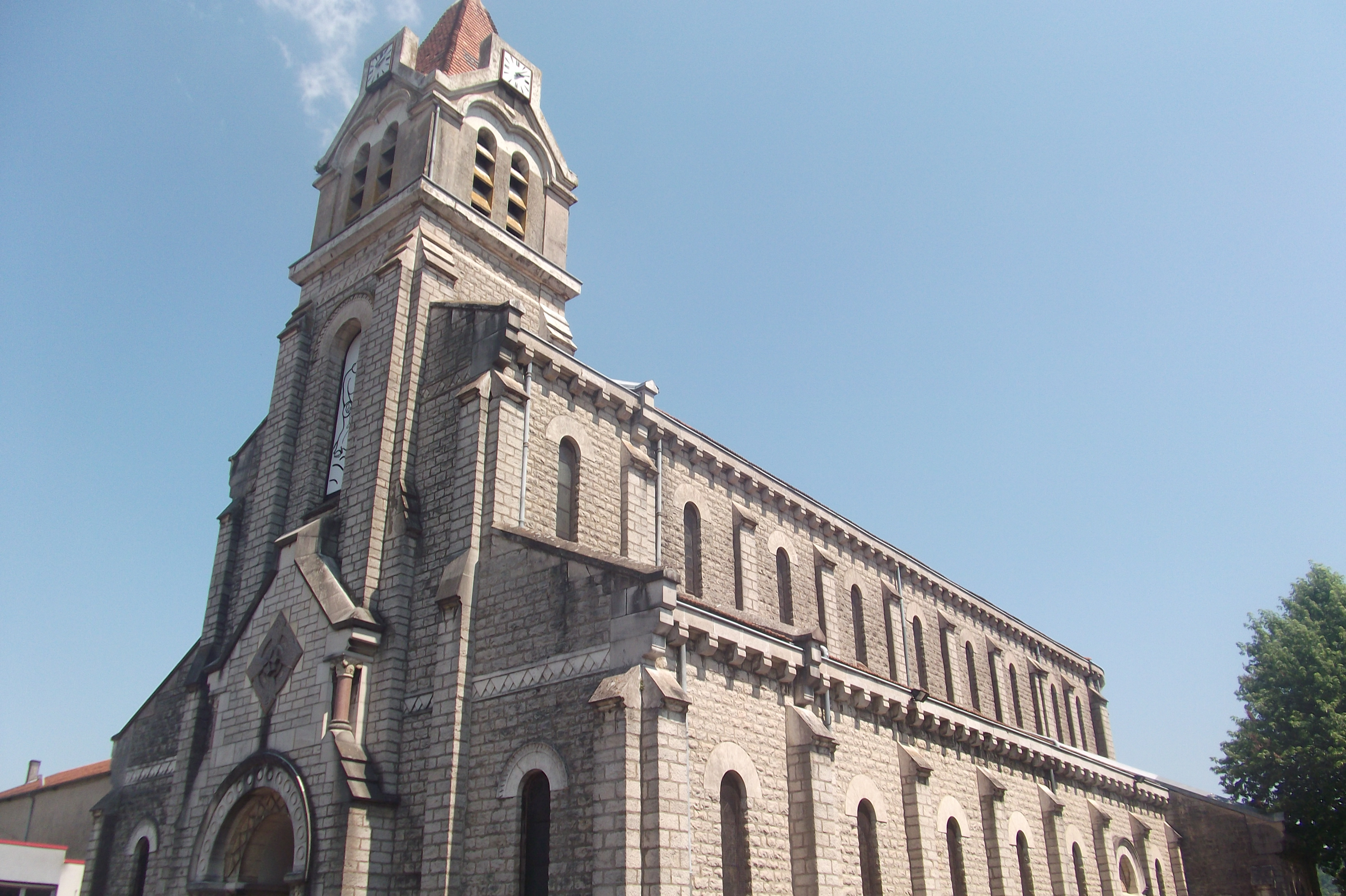
Église du Sacré-Cœur.
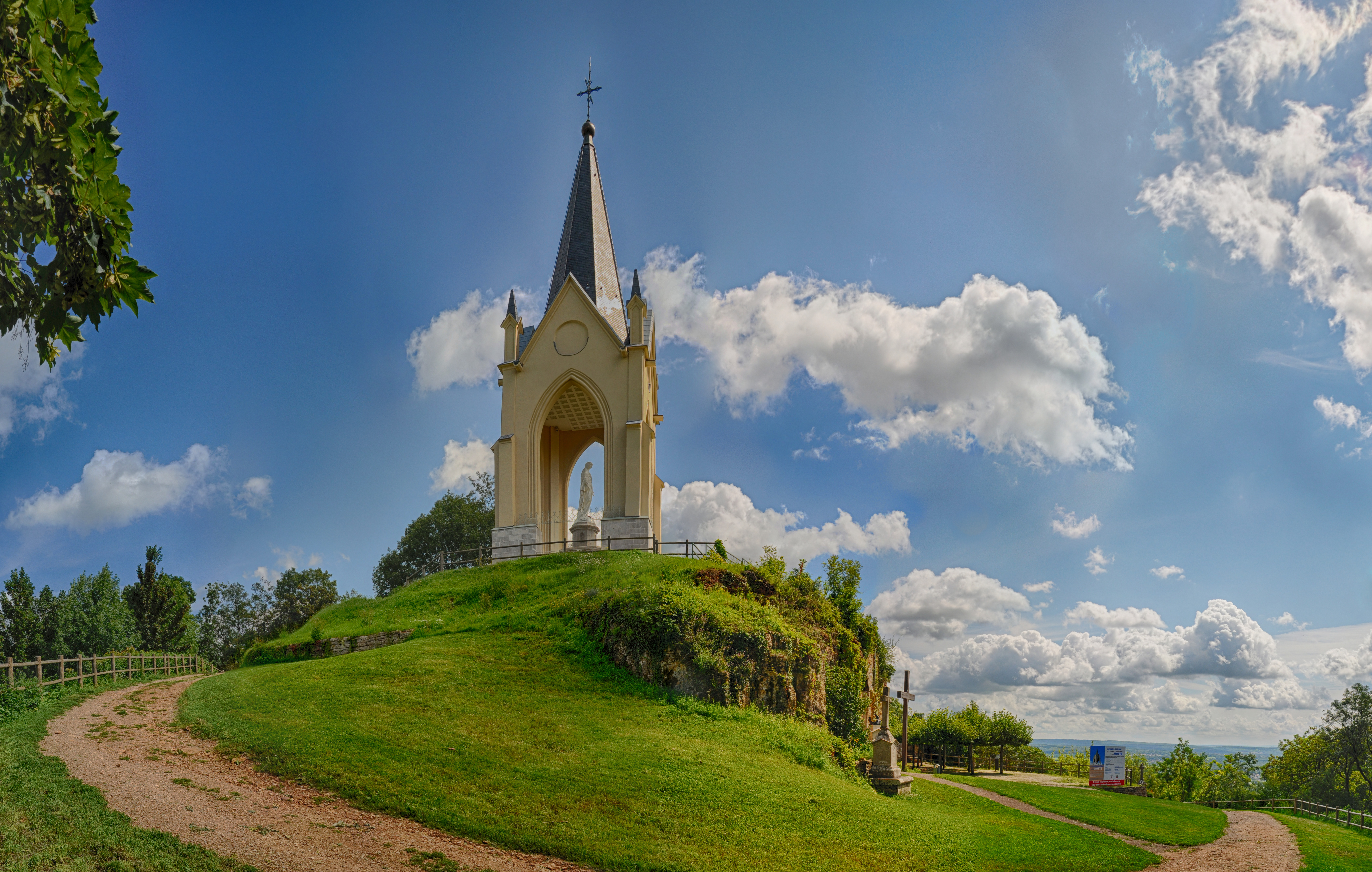
Chapelle Notre-Dame-de-la-Motte.
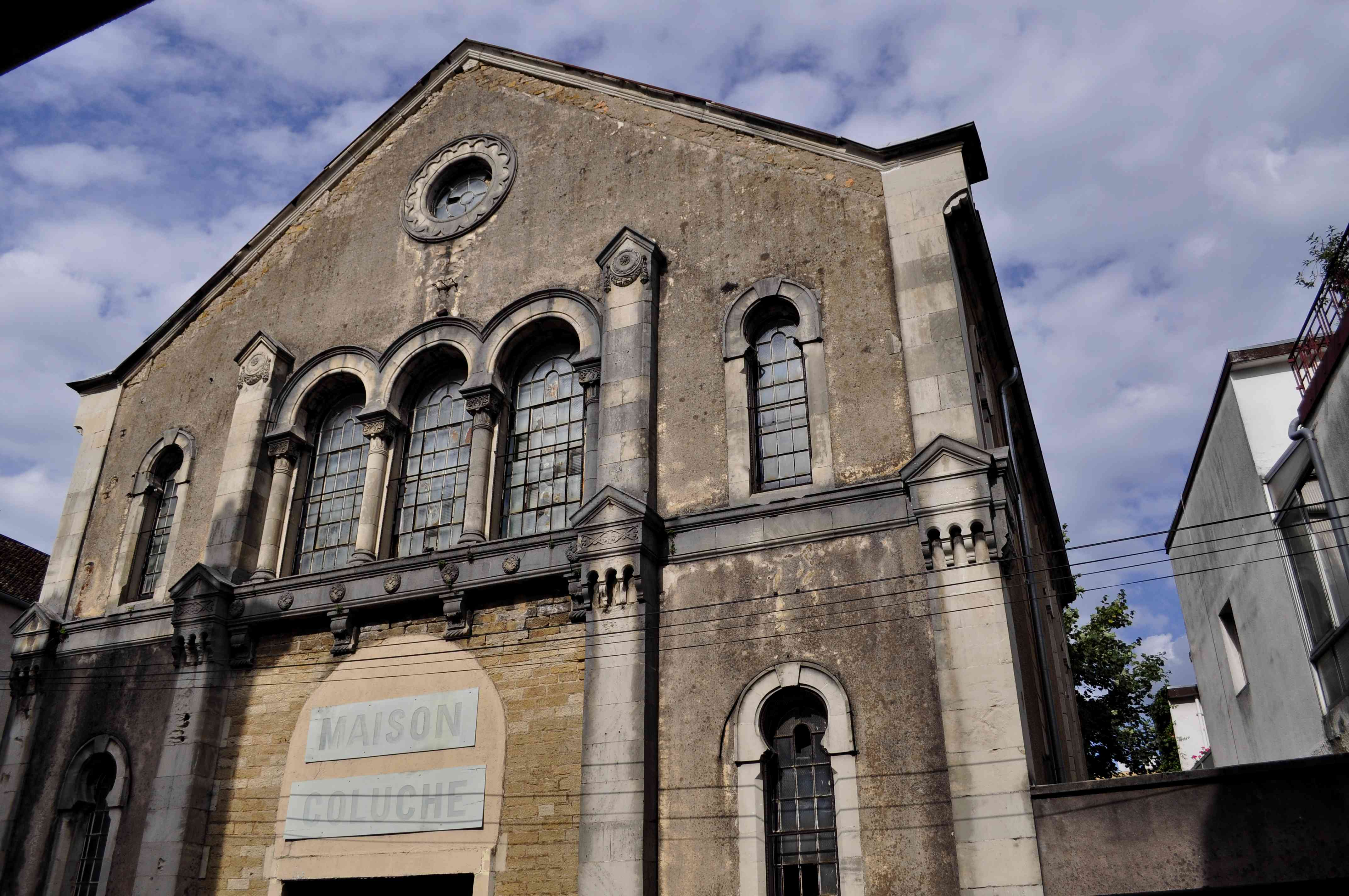
Synagogue de Vesoul.
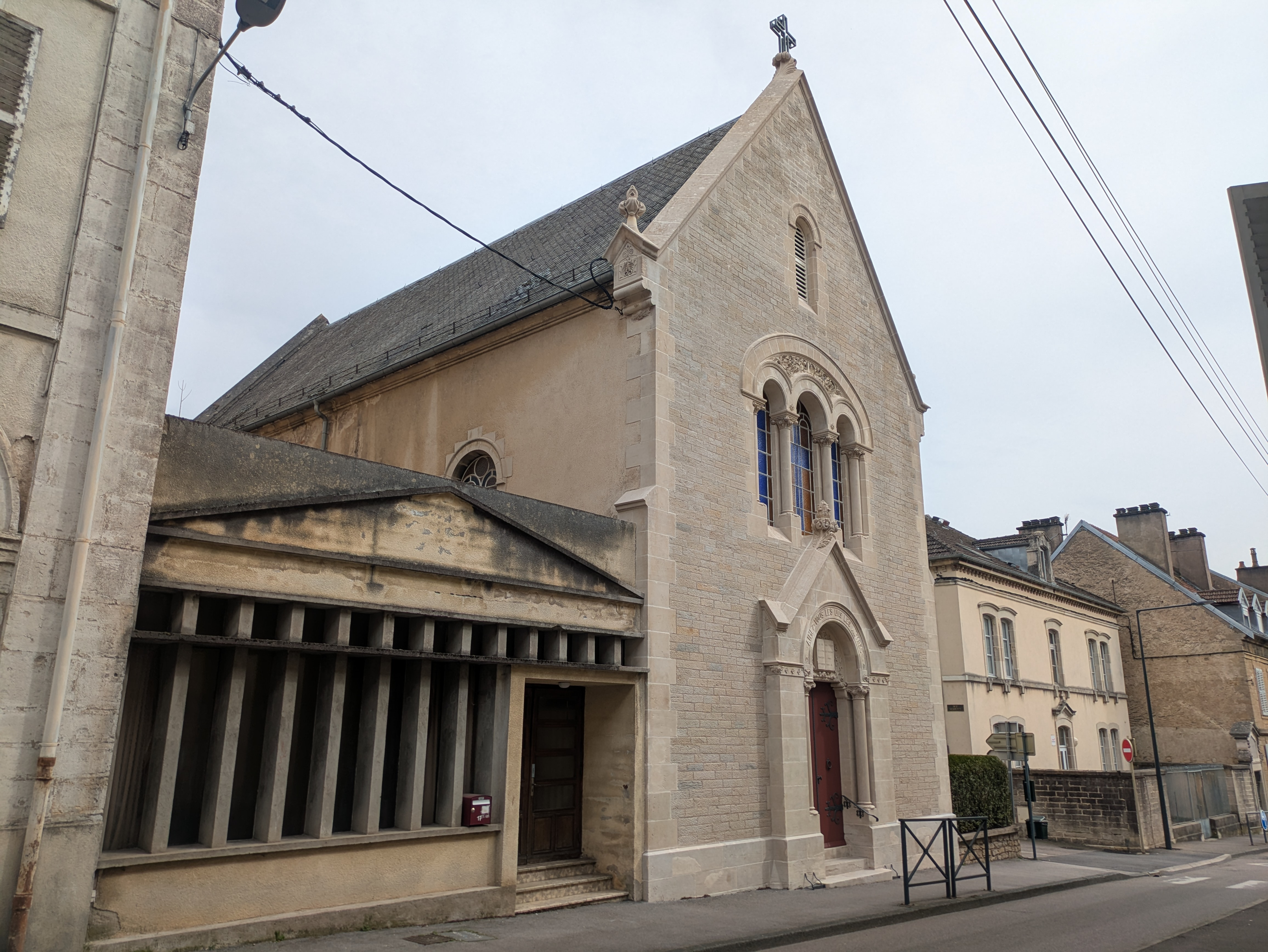
Temple protestant de Vesoul.

La ville possède également plusieurs chapelles dans son patrimoine religieux. Parmi la plus connue, la chapelle Notre-Dame-de-la-Motte, l'un des symboles de Vesoul, posée au sommet de La Motte. De style gothique, ce monument religieux a été inauguré en 1857 en présence des cardinaux Gousset et Mathieu,. En aval de la chapelle, sur le sentier d'ascension de La Motte, se trouve un chemin de 14 croix. Enfin, le centre-ville concentre de nombreuses anciennes petites églises, chapelles et autres établissements religieux qui étaient autrefois tenus par des congrégations religieuses.
Le patrimoine religieux de Vesoul inclut également des édifices d'autres confessions que le catholicisme. Inauguré le 16 juin 1866 par la communauté protestante locale et notamment grâce aux démarches du pasteur Racine, le temple protestant de Vesoul est muni d'un clocher datant 1965 et d'un orgue de 1974. Le temple est inscrit au titre des monuments historiques français depuis le 5 août 2020. C'est en 1875 que la communauté juive de Vesoul, qui s'est progressivement accrue à la suite du conflit franco-allemand de 1870, fait édifier une synagogue de style néo-mauresque. Bâti par l'architecte vésulien Charles Dodelier, l'édifice est inscrit monument historique depuis le 5 décembre 1984. La ville compte aussi un édifice religieux musulman érigé au cours de la deuxième moitié du XXe siècle : la mosquée Arrahma du quartier du Montmarin, qui est constituée d'un minaret et d'un dôme.

#### Bâtiments institutionnels

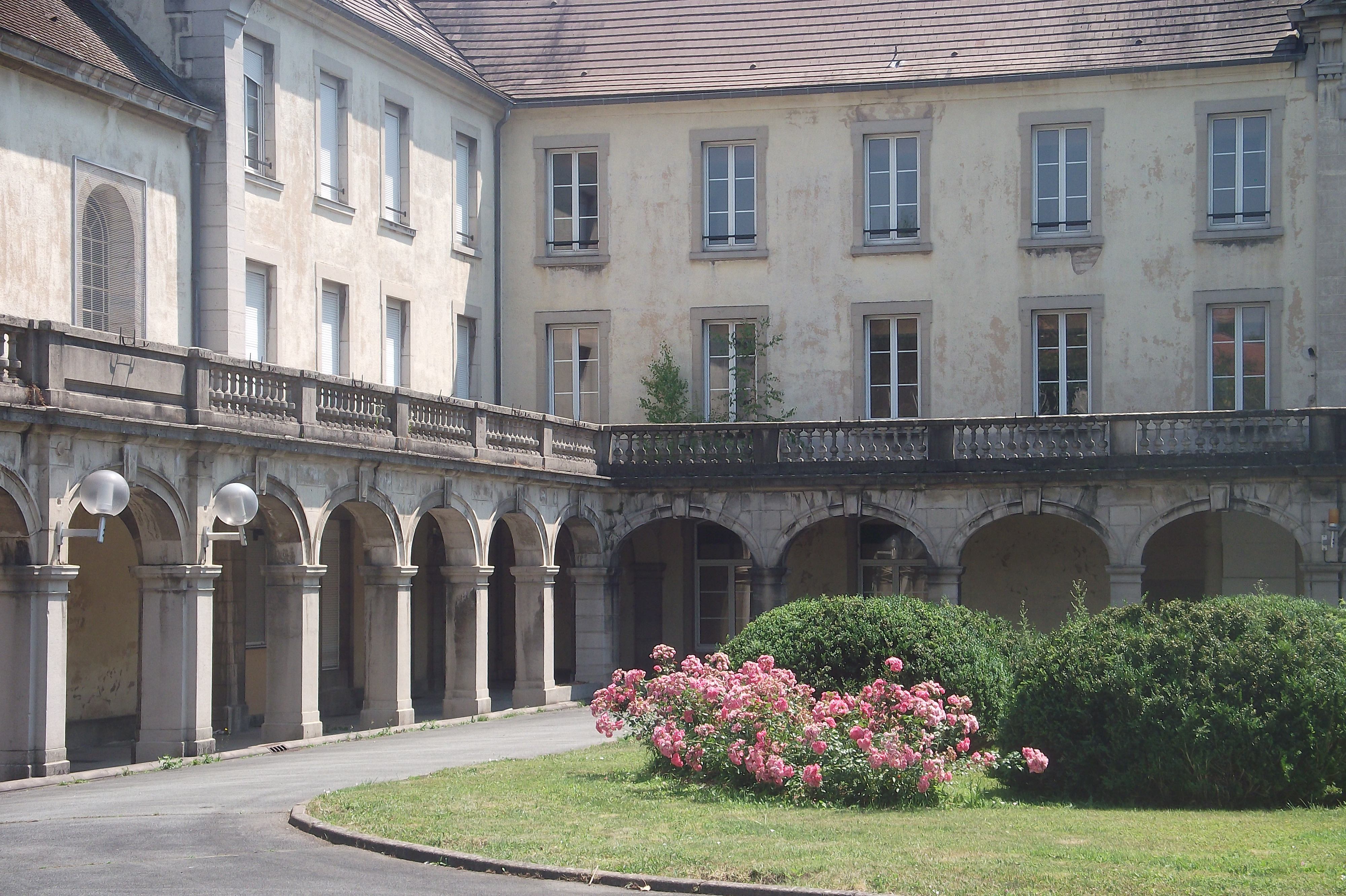
La cour de l'ancien hôpital Paul-Morel.

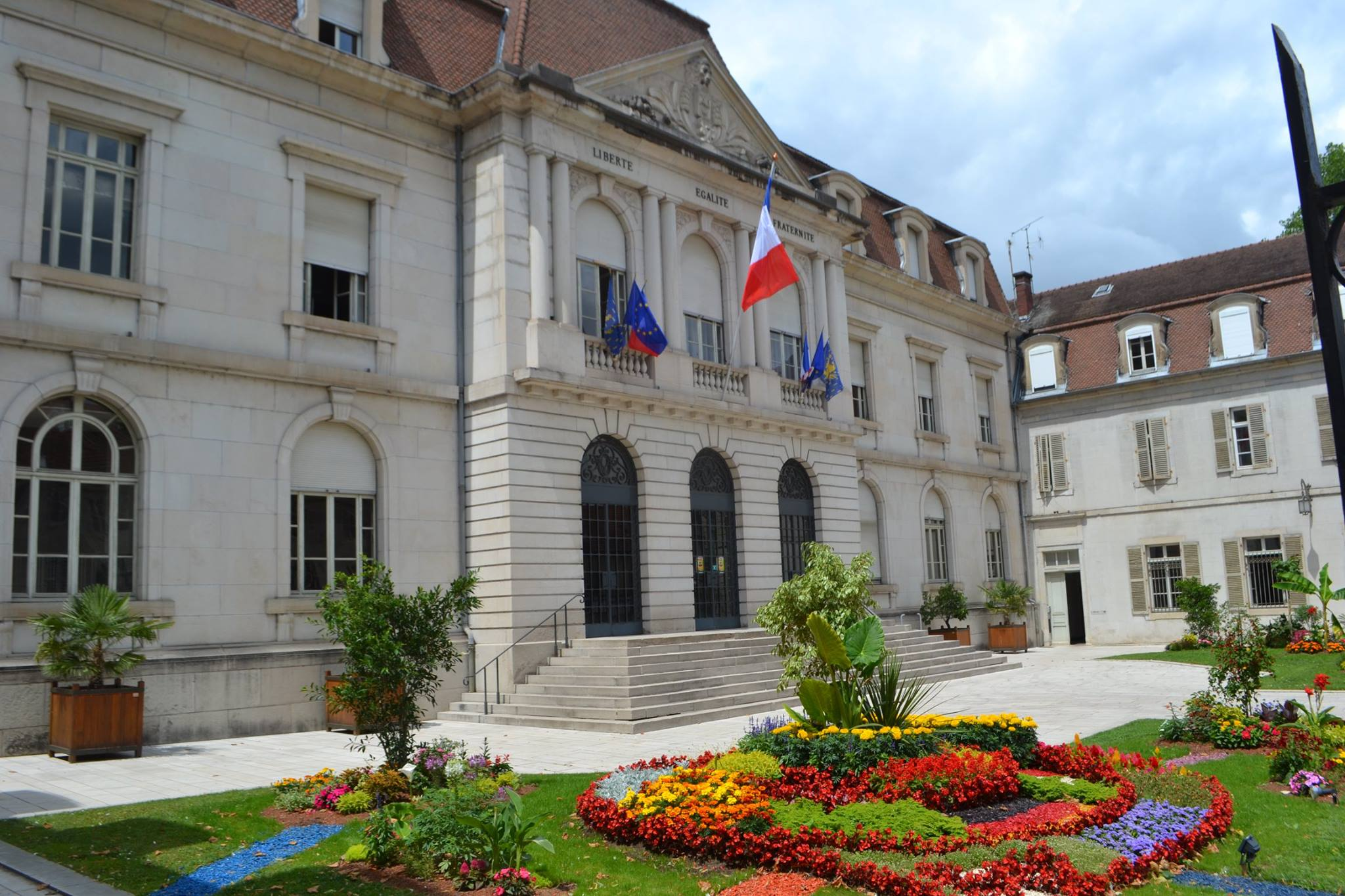
L'hôtel de ville de Vesoul.

Chef-lieu et préfecture, Vesoul abrite divers bâtiments d'équipement public d'importance. Ils sont parfois munis de hauts portails ou encore de vastes cours.
L'hôtel de ville est un imposant bâtiment dont les origines remontent en 1619, mais qui a été restructuré et rénové en 1769 et en 1811. Utilisé comme hôpital, le bâtiment fut complètement réaménagé dès 1935 en hôtel de ville puis inauguré le 29 mai 1938. Il est pourvu de mobilier classé monument historique dont une fresque monumentale réalisée par Albert Decaris située dans le hall.
L'hôpital Paul-Morel est un vaste bâtiment comportant des fondations datant de 1603 et qui était initialement un couvent des Capucins. Depuis le XVIIe siècle, le bâtiment a connu de multiples opérations de rénovation et a été de nombreuses fois transformé (hôpital militaire, caserne d'infanterie, école secondaire ecclésiastique…). Aménagé en hôpital dans les années 1930, il est désaffecté depuis 2009. L'édifice est notamment remarquable grâce à sa chapelle et sa cour entourée d'arcade. Il abrite du mobilier protégé au titre des monuments historiques telles que des peintures et des menuiseries.
Bien qu'ayant longtemps été une place forte, Vesoul n'a cependant pu conserver que peu de vestiges d'infrastructures militaires de son passé. Les fortifications de Vesoul et du Castrum Vesulium qui existaient autrefois et qui ont été plusieurs fois reformées ont pratiquement disparu ; les portes de ville qui ceinturaient la cité, ont toutes été détruites entre 1765 et 1800. Toutefois, une muraille à tourelles construite en 1724, qui appartenait à l'ancien couvent des Annonciades, subsiste rue Charrière des Grands Murs. On note par ailleurs l'existence d'une ancienne caserne se trouvant proche du centre-ville. Cet imposant complexe militaire, autrefois appelé « Quartier Luxembourg », fut construit en 1740. En 1776, quelques bâtiments vinrent accompagner l'édifice initial et de 1843 à 1858, plusieurs structures sont érigées, dont majoritairement des écuries, permettant ainsi au 11e régiment de chasseurs à cheval d'y être cantonné. Ces bâtiments accueillent aujourd'hui des organismes publics et des logements.

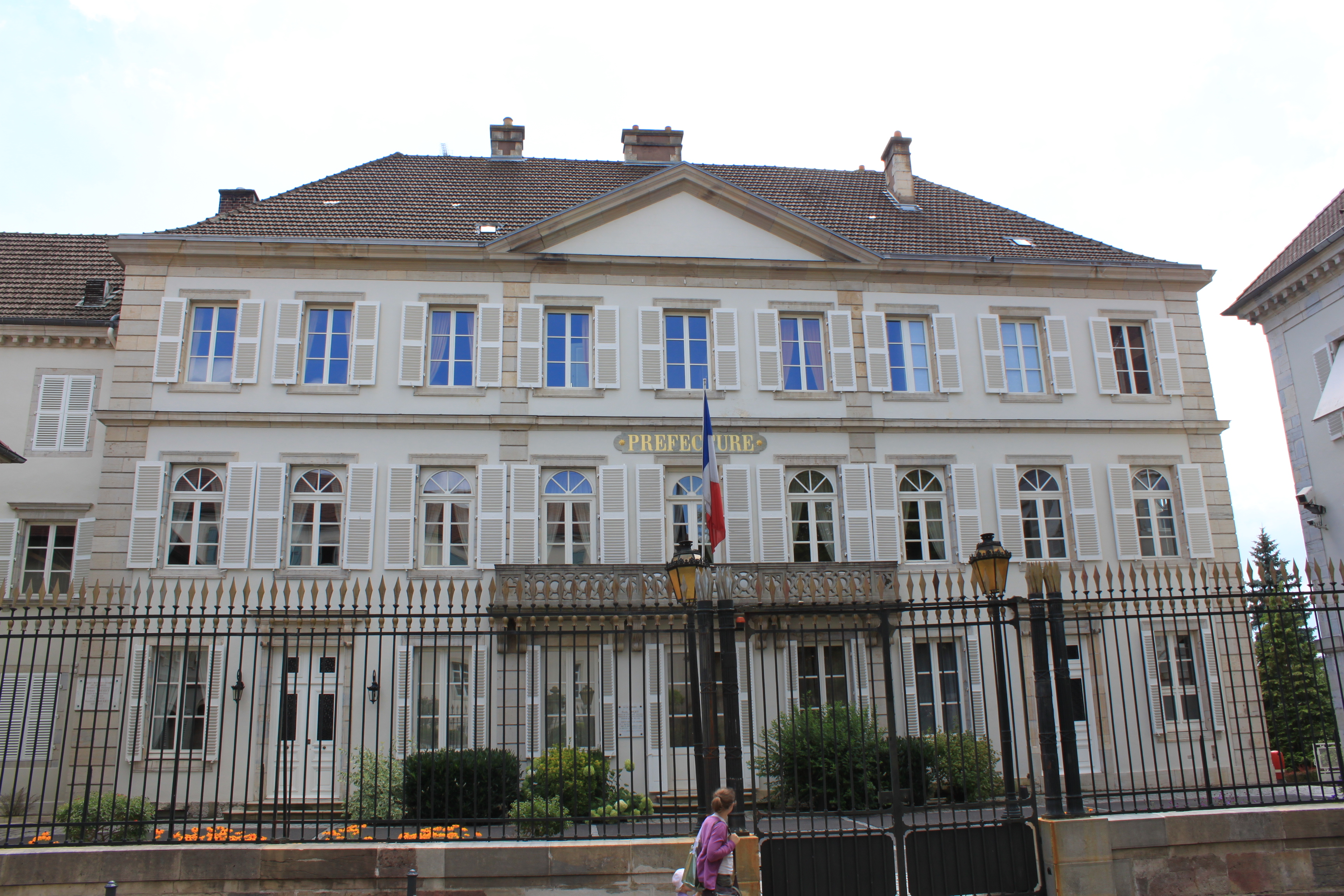
Hôtel de préfecture de la Haute-Saône.

Parmi les édifices élevés au XVIIIe siècle, on peut citer le palais de justice, construit de 1765 à 1771 par l'architecte Charles-François Longin. Il abrite notamment un escalier d'intérieur à rampe en fer forgé et une salle d'audience avec un riche décor de boiserie. Il est inscrit monument historique depuis le 7 décembre 1976,. Le bâtiment de l'inspection académique de Haute-Saône est un grand édifice, qui abritait autrefois l'école normale d'instituteurs. L'hôtel de préfecture de la Haute-Saône fut érigé en 1770 sous les ordres du maire de Vesoul Beauchamp. Rénové et agrandi en 1859 et 1860, il est notamment remarquable par sa grille dotée de soixante-quatre lances à pointes dorées.
Des anciens bureaux d'octroi subsistent à Vesoul. Parmi ceux-ci, nous pouvons citer le bureau central de l'octroi (1864) construit par l'architecte vésulien Charles Dodelier et le bureau de l'octroi du Rhin (1830), édifié selon les plans de l'architecte Ridoux, de style néoclassique et comportant un portique de quatre colonnes et deux piliers aux extrémités. D'architecture hispano-mexicaine, la maison d'arrêt a été dessinée par l'architecte Le Beuffe en 1837 sur une surface de 4 162 mètres2. Elle a été édifiée sur un terrain appartenant à un ancien établissement religieux,.
Au XXe siècle, plusieurs infrastructures de transport voient le jour. La ville possède une gare ferroviaire mise en service le 22 février 1858, par la Compagnie des chemins de fer de l'Est. Le bâtiment voyageurs s'étend sur plus de 110 mètres. La gare des chemins de fer vicinaux de Vesoul a été édifiée en 1910, rue du Commandant Girardot, pour gérer le réseau départemental de la Haute-Saône. C'est l’une des plus grandes de France érigée pour ce type de réseau. Elle accueille aujourd'hui le bureau de poste principal de la ville de Vesoul.

#### Autres monuments

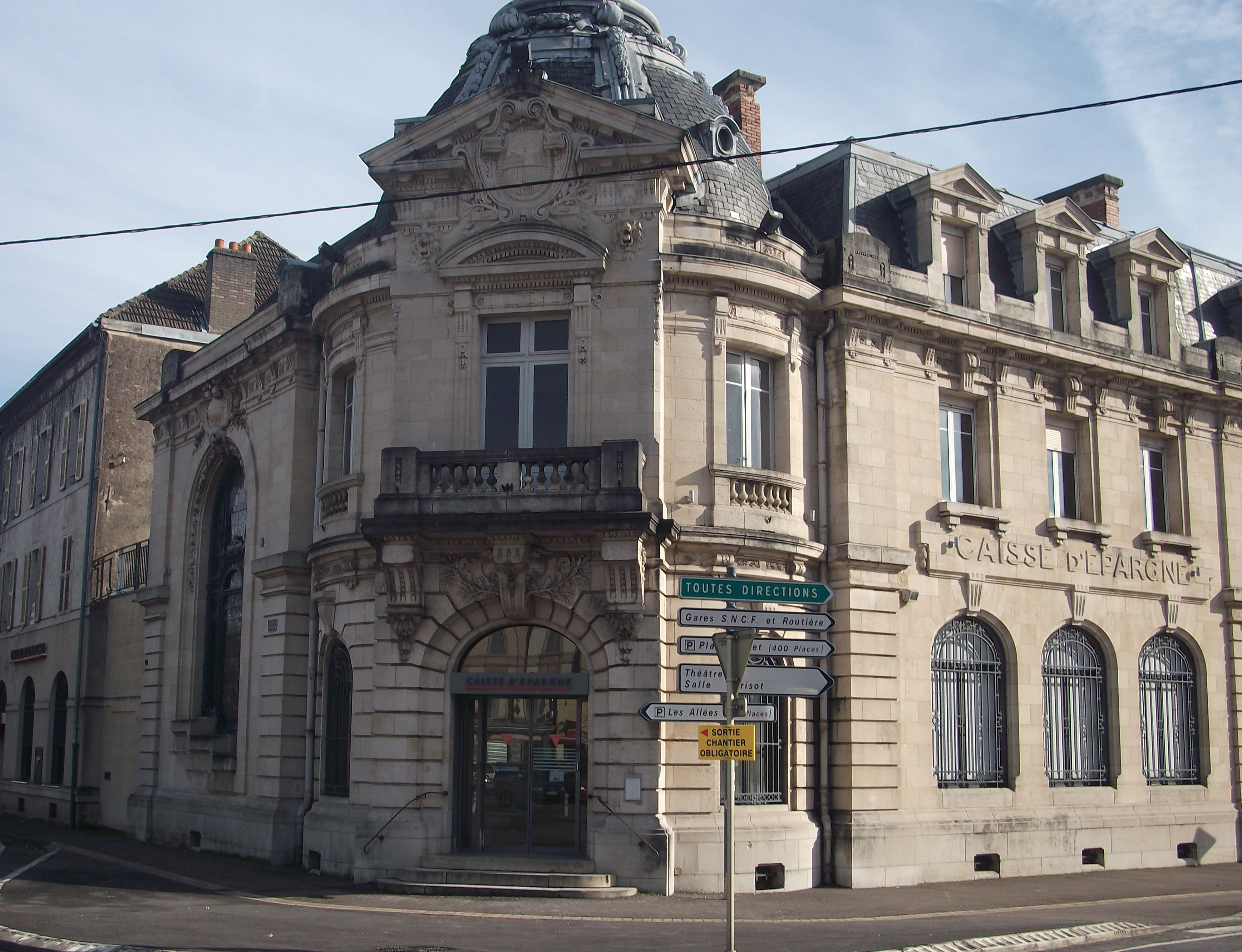
Hôtel de la Caisse d'Épargne, place Pierre-Rénet.

Le patrimoine commercial de Vesoul inclut quelques bâtiments commerciaux monumentaux, particulièrement au centre-ville. Située place de la République, les halles de Vesoul ont été construites en 1868. Ce marché couvert d'une surface de plus de 1 000 m2 connut des travaux menés durant l'après-guerre qui ont modifié sa façade principale. On retrouve aussi dans les rues du centre-ville des bâtiments anciens qui abritaient ou abritent toujours des services de postes, des grossistes ou encore des services bancaires tels que l'hôtel de la Caisse d'Épargne, construit en 1908 et orné de multiples éléments d'architecture Art Deco.
Le patrimoine industriel comprend différents témoignages hérités de la révolution industrielle. Inscrite à l'Inventaire général du patrimoine culturel, la manufacture des tabacs (convertie en complexe sportif) est un magasin industriel désaffecté datant de 1898 composé de trois bâtiments réalisés en moellon de calcaire enduit, autour d'une cour rectangulaire. Concernant les bâtiments importants construits au XXe siècle, on peut mentionner l'usine Dollé, élevée en 1908 au sud-ouest de la ville, qui était une des plus importantes manufactures françaises de machines agricoles. Classé à l'inventaire général du patrimoine culturel, l'établissement est aujourd'hui occupé par des ateliers de l'usine PSA.

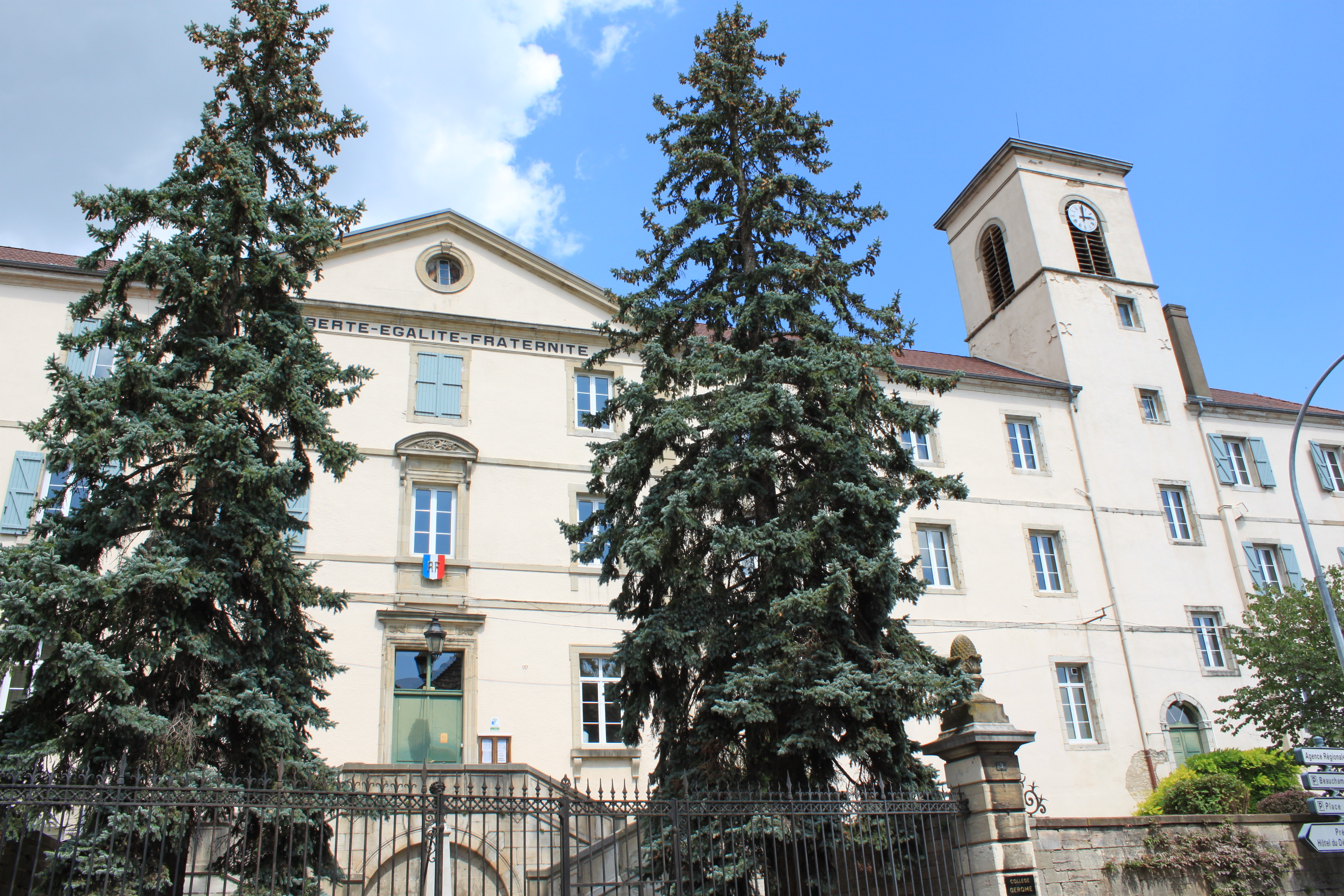
Collège Gérôme.

Établi en 1610 à l'ouest de la cité, le collège Gérôme est l'un des plus anciens établissements d'enseignement du département. Autrefois, l'édifice fit notamment usage d'école centrale en 1796, en école secondaire en 1802, en lycée Impérial en 1907 pour être finalement converti en collège en 1975. Le collège est par ailleurs jouxté par un pavillon en bois bâti en 1937 et inscrit aux Monuments Historiques depuis 2023.
Le patrimoine commémoratif à Vesoul est diversifié et compte quelques structures monumentales ; le plus ancien monument aux morts de Vesoul est la colonne commémorative des Mobiles de la Haute-Saône, située sur la place de la République et conçue en 1874 par l'architecte Charles Dodelier. Par ailleurs, le monument aux morts des Allées, inauguré en 1925 par les architectes Boutterin, Landes et Humbaire, est inscrit monument historique depuis 2022. Parmi les ouvrages commémoratifs, on compte également quelques statues rendant hommage à des personnalités locales dont l'une des plus anciennes est le buste du docteur Gevrey, inauguré le 27 septembre 1890 à proximité de l'hôtel de ville.
Le patrimoine ornemental est représenté par différents éléments comme des fontaines (fontaine à l'obélisque, fontaine de la Chapelle d'Eau) et un kiosque situé sur la place des Allées.

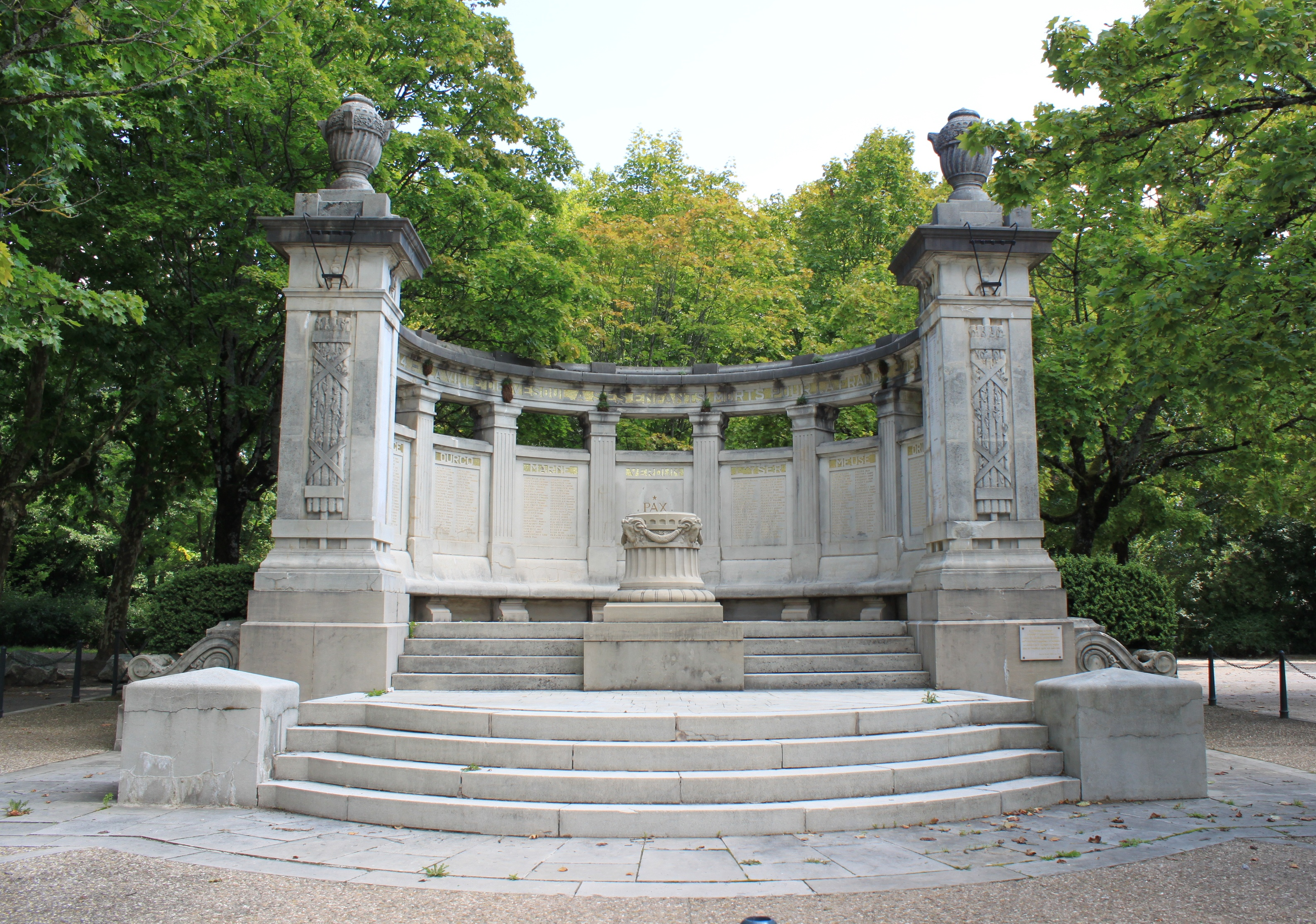
Monument aux morts des Allées

Le patrimoine funéraire de la ville de Vesoul inclut trois cimetières dont le plus historique est l'Ancien cimetière, composé de plus de 3 000 tombes, contenant un grand nombre de sépultures monumentales ainsi qu'un carré militaire de 200 tombes. Aménagé dès 1783, l'Ancien cimetière couvre actuellement une surface de plus de 2 hectares. Les deux autres cimetières de la ville sont le Nouveau cimetière, inauguré le 5 juin 1944 et s'étendant sur plus de 3 hectares et le cimetière juif, acquis dès 1832 et d'une superficie de 18 ares,.
Vesoul, traversée par plusieurs cours d'eau, compte quelques ponts et passerelles répartis dans toute la ville. Le plus historique est le pont de Pontarcher, vestige de l'ancienne route royale datant de 1730. On peut également mentionner le pont du Durgeon, appelé autrefois pont de l'hôpital ou encore la passerelle Meillier, installée en 1891.
D'autres bâtiments aujourd'hui disparus, liés à l'histoire locale, peuvent être cités comme l'imprimerie Marcel Bon, entrepôt commercial bâti pendant le second quart du XXe siècle et détruit en 2014, qui était constitué d'un étage carré, d'un étage en surcroît et d'un toit à longs pans en tuile mécanique. Autrefois, la ville comptait 3 moulins : le moulin Saint-Martin (édifié au XVIIIe siècle, acheté par la ville en 1826 et qui cessa son activité avant 1880), le moulin des Prés et le moulin de Pontarcher.

### Parcs et jardins

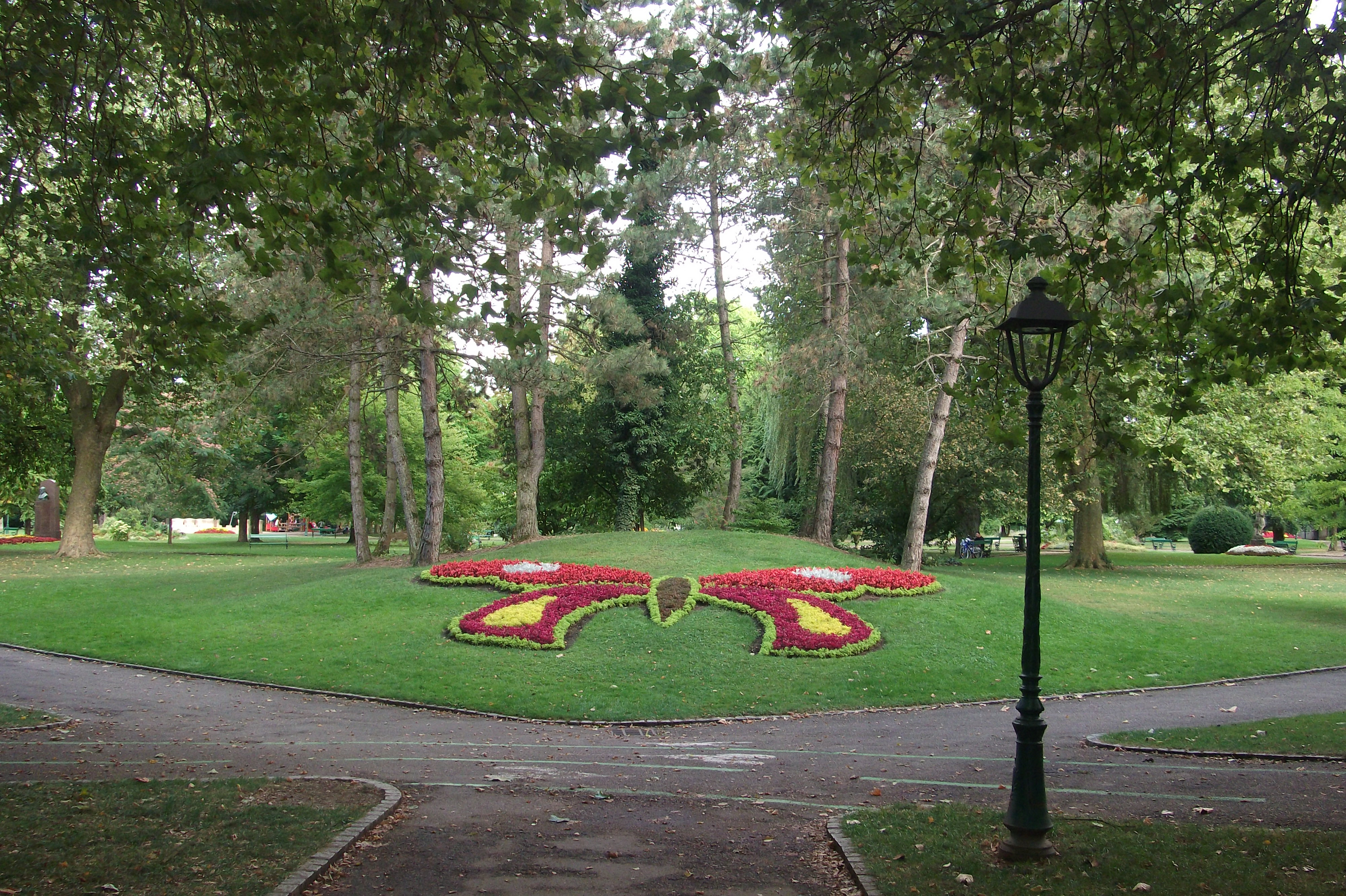
Le jardin anglais.

Labellisée « Ville fleurie », Vesoul recense 98 hectares d'espaces verts, incluant environ 3 300 arbres, 4 500 arbustes et 80 000 plantes annuelles et 20 000 plantes biannuelles, entretenus par les services municipaux.
Le plus ancien jardin public de la ville est le Jardin anglais, premier parc public classé « jardin remarquable » en Franche-Comté. Aménagé en 1863 dans le cadre de l'exposition régionale d'horticulture par l'architecte paysagiste Brice Michel, il est retracé en jardin à l'anglaise en 1976. S'étendant sur 3 hectares, le jardin anglais comprend plus de 850 variétés d'espèces végétales et est notamment constitué d'une rocaille, d'une cascade, d'une pergola, d'une roseraie ainsi que des arbres d'alignement et de divers arbustes, plantes annuelles et vivaces,,.
Par ailleurs, une coulée verte jouxte le jardin anglais en longeant la rivière du Durgeon. Aménagée dans les années 1980, cette promenade arborée s'étend sur plusieurs centaines de mètres selon un axe Nord-Sud.
Hormis les espaces verts publics, on recense à Vesoul plusieurs jardins privés inscrits à l'inventaire général du patrimoine culturel et situés dans le centre-ville : le jardin potager de la maison des Œuvres diocésaines ainsi que les jardins d'agrément de Saint-Maur, de la fraternité Nicolas Barré, de l'hôtel de Préfecture, de la propriété de Trévillers et de la propriété du 18 rue Baron-Bouvier. On dénombre également 68 jardins familiaux, situés avenue du lac.
De plus, l'agglomération de Vesoul est reliée par deux voies vertes, qui sont majoritairement bordées d'arbres,de végétations, de buissons et de haies : le Chemin vert (1980), l'une des plus anciennes voies vertes de France aménagées sur voie ferrée, et la Trace du Courlis (2008). Ces voies de communication sont réservées aux déplacements non motorisés.

### Équipements culturels
De par le nombre important d'équipements pour la pratique d'activités culturelles qu'elle compte, la ville de Vesoul est l'un des principaux pôles culturels de la région. L'offre culturelle est marquée par la présence d'établissements de conservation et d'exposition ainsi que des lieux de ressources documentaires et divers services d'archives. Par ailleurs, la ville compte plusieurs salles d'exposition artistique qui permettent à tous types d'artistes dont des peintres, sculpteurs et photographes de présenter leurs œuvres.
On dénombre aussi des salles de spectacles modernes, vastes et spécifiques qui proposent, plusieurs fois par semaine, des programmations pluridisciplinaires. La ville compte également des centres culturels qui présentent des animations socioculturelles variées, tout au long de l'année.

#### Établissements de sauvegarde

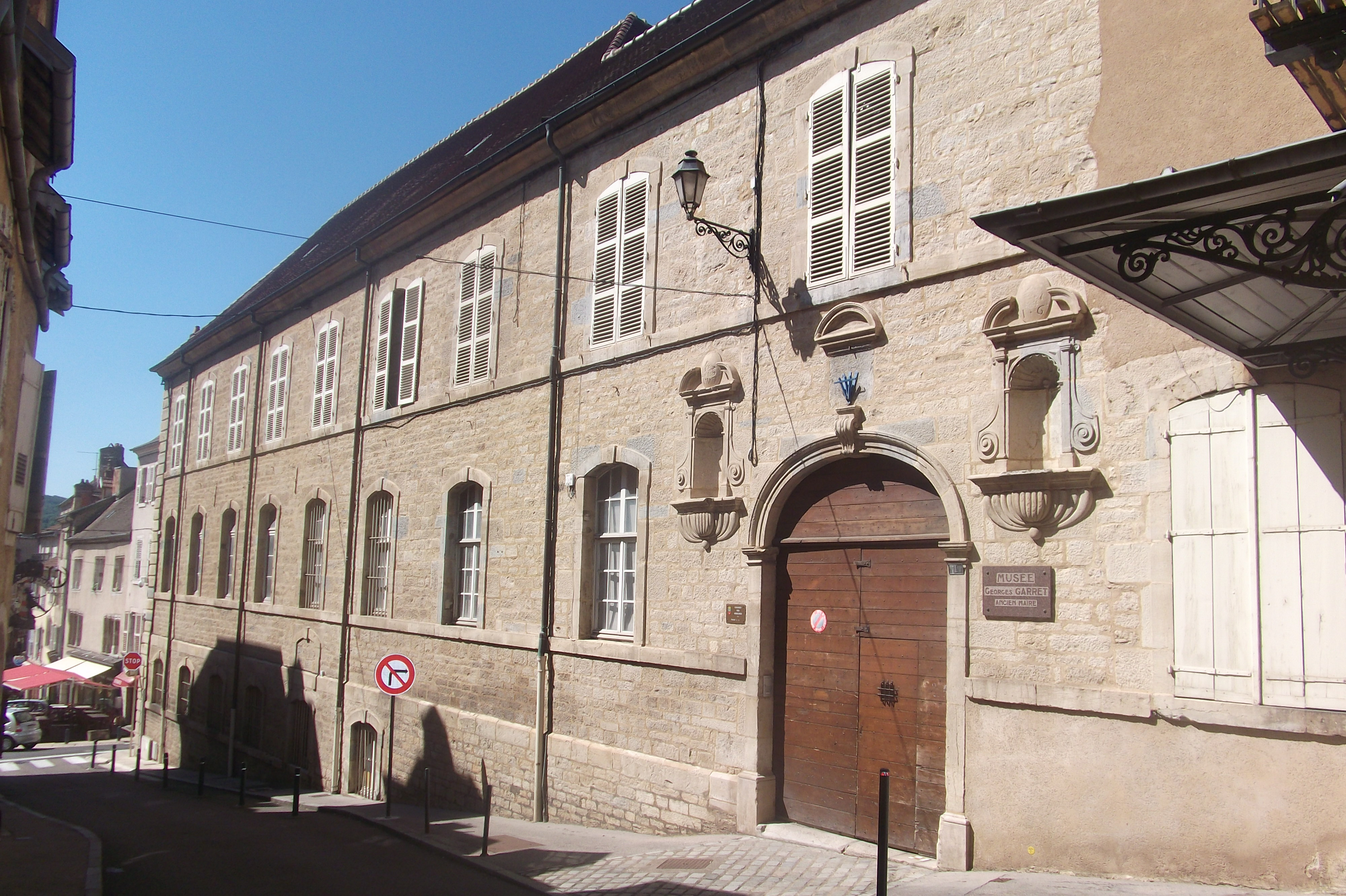
Musée Jean-Léon Gérôme.

Le principal lieu d'exposition artistique et historique de la ville est le musée Jean-Léon Gérôme, qui bénéficie du label « Musée de France ». Fondé en 1882 par Victor Jeanneney, le musée est installé dans l'ancien couvent des Ursulines depuis 1981. Constitué de quatorze salles d'expositions dans lesquelles sont réunis plus de 3 000 œuvres, le musée est divisé en deux sections sur plus de 1 200 m2 : le premier niveau est consacré à l'archéologie, qui expose des monuments anciens retrouvés sur le territoire haut-saônois et le deuxième niveau est consacré aux beaux-arts dont la majorité est réservée à l'art de la seconde moitié du XIXe siècle, notamment autour du peintre et sculpteur vésulien Jean-Léon Gérôme,. La commune dispose également de deux salles temporaires d'expositions d'art : la chapelle de l'hôtel de ville (158 m2) et la salle des Ursulines (96 m2), qui permettent aux artistes d'exposer leurs œuvres.
En termes de centre de ressources documentaires, la bibliothèque municipale de Vesoul a été fondée en 1771. Le fonds général de la bibliothèque recense 60 000 documents et 40 000 imprimés anciens dont 400 manuscrits et incunables. Son site principal, la bibliothèque Louis-Garret, a été construit en 1981 et abrite un espace de lecture de plus de 1 800 m2. La bibliothèque totalise chaque année plus de 3 000 inscrits et réalise plus de 100 000 prêts,. La commune est aussi pourvue de deux autres bibliothèques, plus petites : la bibliothèque annexe Vesoul et la bibliothèque associative Le Liseron. On note également la présence d'une médiathèque abritant plus de 35 000 documents en prêt, disponible sous différents supports.

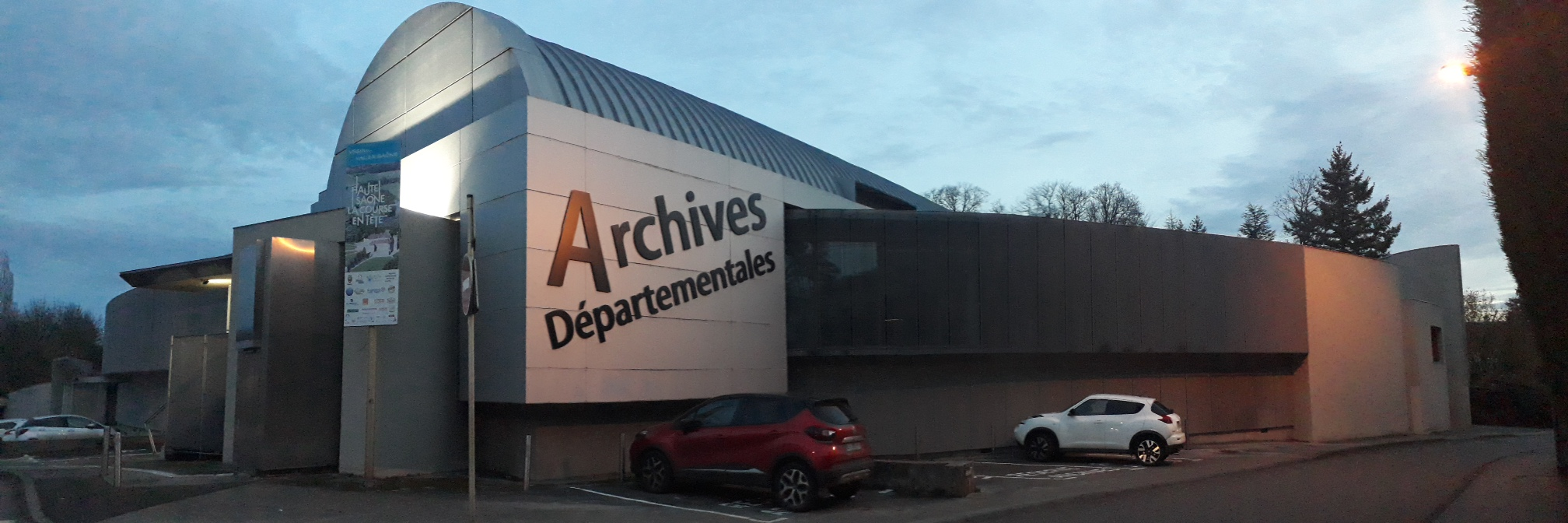
Les archives départementales de la Haute-Saône.

Concernant les services d'archives, Vesoul compte sur son territoire les archives départementales de la Haute-Saône, localisées dans un bâtiment construit en 1965 et rénové à maintes reprises. L'organisation offre des actions culturelles et éducatives en plus de ses missions principales d'archives. Les Archives municipales, ouvertes depuis le 1er septembre 1992, sont situées dans la mairie et conservent les documents relatifs à Vesoul postérieurs à 1900.
Le centre régional de restauration et de conservation des œuvres d'art (CRRCOA) est basé à Vesoul. Créé en 1985 par le conseil départemental de la Haute-Saône, l'établissement est équipé de plus de 2 000 m2 d'ateliers et de laboratoire et opère dans la conservation du patrimoine en restaurant du mobilier tel que des sculptures, des peintures sur toile et des textiles. Vesoul est aussi le siège de la société d'agriculture, lettres, sciences et arts de la Haute-Saône, l'une des plus anciennes sociétés savantes haut-saônoises, créée le 9 avril 1801 et reconnue d'utilité publique en 1925. Ses actions sont centrées sur la défense du patrimoine haut-saônois, la recherche sur la généalogie et l'histoire.

#### Salles de spectacle

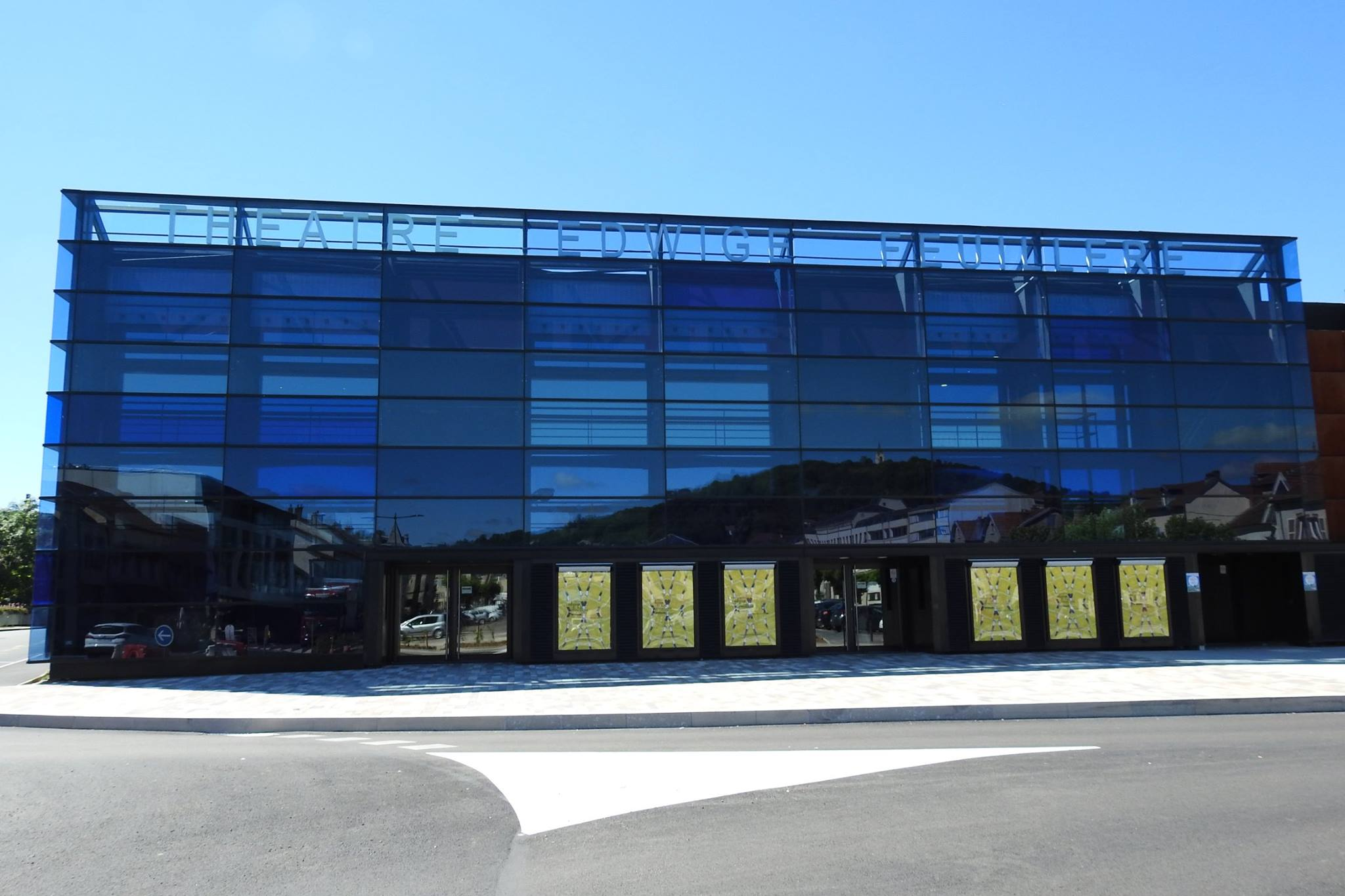
Le théâtre Edwige-Feuillère.

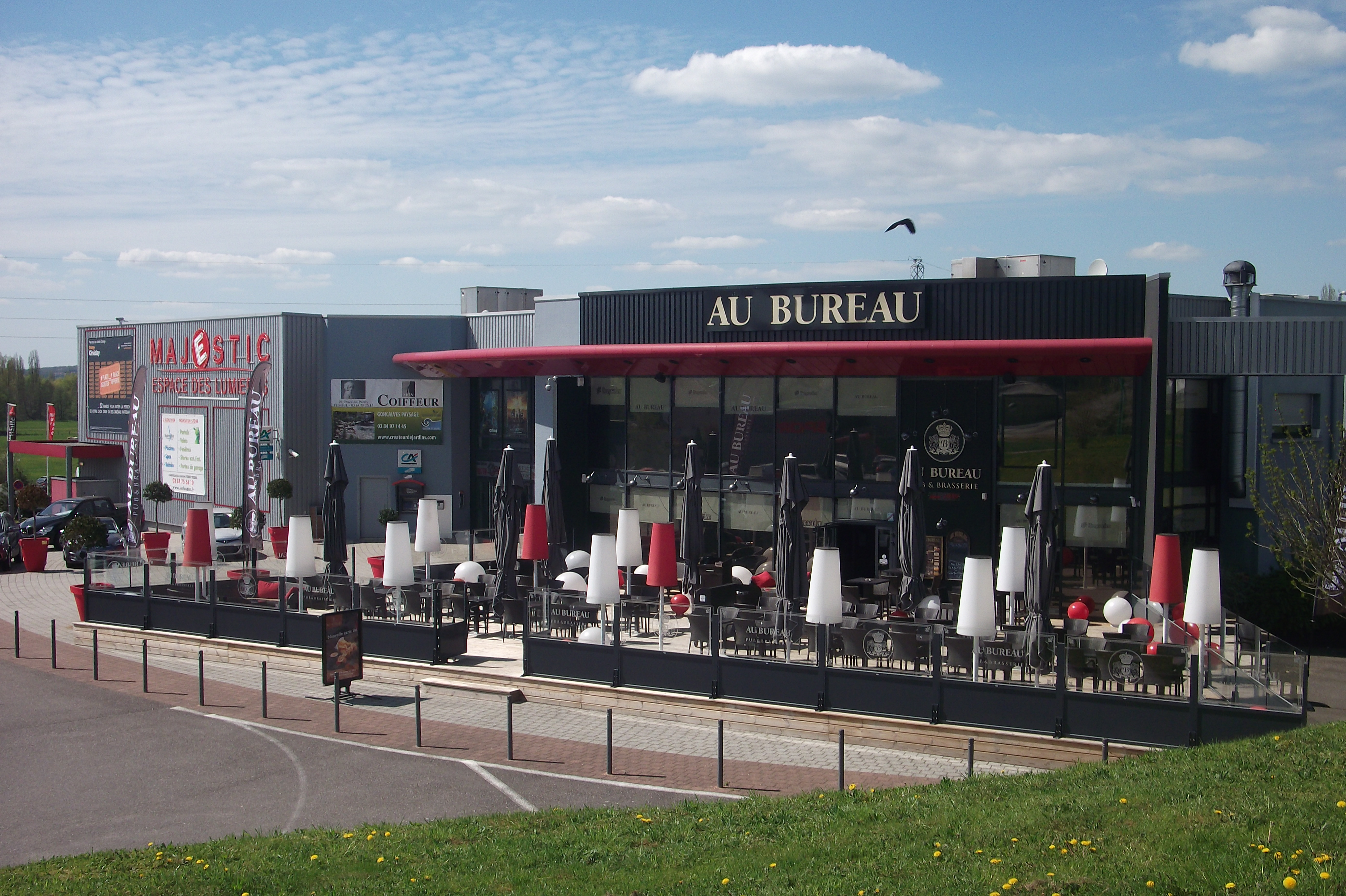
Le cinéma Majestic - Espace des Lumières.

Pour les représentations de spectacle vivant, la commune est équipée du théâtre Edwige-Feuillère, bâtiment doté d'une salle abritant 700 fauteuils et une vaste scène de 350 m2, et qui offre des prestations musicales, scéniques et théâtrales. Première scène conventionnée de France à être labellisée « Voix d’enfants - espace scénique », le théâtre reçoit annuellement, en moyenne, plus de 30 000 spectateurs, qui assistent à près de 100 représentations d'artistes de notoriété locale à nationale,.
Pour les conférences, réunions et congrès, la ville de Vesoul dispose sur son territoire du parc des expositions de Haute-Saône. Avec une surface couverte de 3 200 m2 et situé sur un terrain de 2 hectares dans la zone Technologia, le complexe a une capacité d'accueil de plus de 3 000 personnes et peut accueillir des événements et des manifestations de types salons, réunions, concerts, congrès et foires. Enfin, d'autres salles utilisées pour les représentations de spectacle sont situées dans la commune comme la salle Parisot, d'une capacité de 400 places assises ou de 1 500 places debout et la salle Le Calypso pouvant contenir 250 personnes.
Le spectacle cinématographique est représenté par différentes structures dont la principale est le Majestic - Espace des Lumières, l'un des plus grands complexes cinématographiques de la région, totalisant chaque année plus de 350 000 entrées. Ouvert le 6 juillet 2005, ce multiplexe, classé « art et essai », dispose de 1 893 fauteuils répartis dans 10 salles, toutes équipées d'air conditionné, d'accessibilité aux handicapés et de numérisation. La ville possède en plus une salle de cinéma d'une capacité de 330 places, intégrée dans le centre social et culturel Espace Villon.
La commune possède deux centres culturels qui proposent tout au long de l'année des activités culturelles et éducatives ainsi que des productions de spectacle : l'espace Villon, centre social et culturel abritant quatre salles,, et le centre culturel Jean-Marie-Goux, institution qui réunit les écoles municipales de musique et de dessin de Vesoul et qui abrite plusieurs salles de cours spécifiques et spacieuses. Aussi, la ville détient une école départementale de musique créée en 1985, de type conservatoire à rayonnement intercommunal (CRI).
De plus, l'agglomération compte deux boîtes de nuit qui contribuent à la vie nocturne locale : le Manouchka (2 salles), plus ancienne discothèque de la région, ouverte depuis le 22 novembre 1972 et le 3e Monde (3 salles). Ces établissements accueillent de manière régulière des artistes musicaux de réputation régionale ou nationale.
Le siège de l'Association départementale pour le développement et l'initiative de la musique et de la danse en Haute-Saône (ADDIMD 70) est situé à Vesoul. Créée en 1983 par le conseil départemental de la Haute-Saône et la direction régionale des Affaires culturelles de Franche-Comté, cette association a pour principale mission de favoriser le développement artistique notamment dans le domaine chorégraphique et musical.

### Vesoul dans les arts et la culture
La ville de Vesoul a été mentionnée dans différentes œuvres artistiques et littéraires.

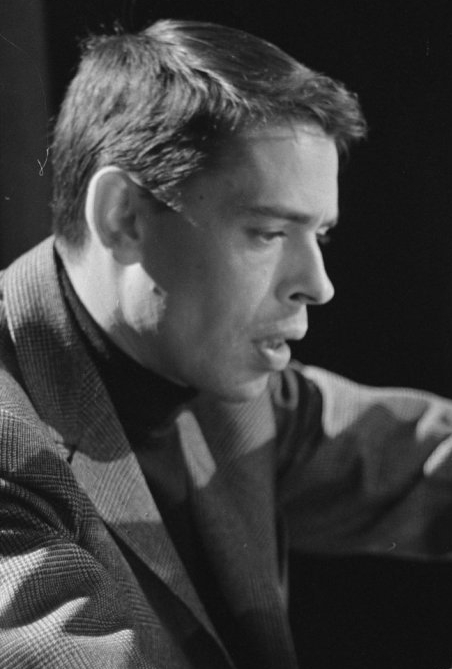
La chanson Vesoul de Jacques Brel est l'une de ses œuvres les plus connues et les plus reprises.

Dans le domaine de la chanson, Vesoul est connue pour une chanson sortie en 1968 de Jacques Brel, auteur-compositeur-interprète de cette oeuvre. Ayant été reprise et chantée par plus de cent cinquante artistes du monde entier, Vesoul est l'une des chansons les plus connues du répertoire de Brel. Son refrain est par ailleurs rentré dans la culture populaire :
Ce célèbre refrain est également accompagné dans l'œuvre par la formule « Chauffe Marcel ! », désignant Marcel Azzola, qui accompagne Jacques Brel sur cette chanson. La ville a aussi été rapportée dans d'autres chansons telles que Il pleut sur Bruxelles (1981) de Michel Jouveaux interprété par Dalida, Fous ta cagoule (2006) de/par le groupe Fatal Bazooka, Le Temps de nos guitares (2008) de/par Georges Moustaki et l'album CD V'soul Vesoul V'soul ! (1995) des Francs-Comtois Christian Décamps & Fils, cofondateur et membres du Groupe Ange. Et encore United States of Franche-Comté (enregistré en 1975 / édité en 2003) de/par Daniel Slimak.
Concernant la peinture, la ville a plusieurs fois été representée, notamment par des artistes locaux. Le peintre et caricaturiste Henry Blandin réalisa plusieurs tableaux représentant des lieux et monuments vésuliens dont notamment une peinture à l'huile en 1882 baptisée Défilé de la compagnie des sapeurs-pompiers de la Place Neuve à Vesoul.
Dans la littérature, des auteurs ont cité la ville de Vesoul dans leurs œuvres littéraires : Olivier Rolin (Tigre en papier), Jacques Lanzmann (Café-Crime), Jean Giraudoux (Lectures pour une ombre), Alain Guel (Aârio), Nathalie Démoulin (La Grande Bleue), Ali Ghalem (Le Serpent à sept têtes). En outre Vesoul, la chanson, a été mentionnée dans divers romans et œuvres littéraires, notamment : le roman Café-Crime de Jacques Lanzmann (1987), les chroniques Les métiers de la rue de Jil Silberstein & Jean Mohr (1990), le roman Tigre en papier d'Olivier Rolin (Prix France Culture 2002), le roman Le paradis d'en face de Paul M. Marchand (2007), le roman noir Lazy Bird d'Andrée A. Michaud (2009), l'anthologie de la chanson Jacques Brel, T'as voulu voir Vesoul de Bernard Belin édité par FC Culture - Vesoul Edition (2013), On ne vit qu'une heure, Une virée avec Brel édité au Seuil (2018) dans lequel David Dufresne mène une enquête sur le lien qui unit Vesoul à Brel.
Cinématographiquement, la ville est mentionnée dans quelques films tels que la Septième Compagnie au clair de lune, l'Ennemi intime…
La langue régionale historique parlée à Vesoul est le franc-comtois, langue romane qui était autrefois parlée dans toute la partie nord de la Franche-Comté. Cependant, la langue compte un faible nombre de locuteurs.

### Personnalités liées à Vesoul
Un certain nombre de personnalités sont liées à Vesoul et ont pour la plupart été nommées citoyen d'honneur de la ville ; on peut y compter notamment des hommes politiques, des musiciens, des sportifs, des magistrats et des scientifiques.
De multiples figures sont nées à Vesoul, parmi les plus réputées et importantes on peut notamment citer l'artiste Jean-Léon Gérôme, le résistant Raymond Aubrac, le pilote Stéphane Peterhansel, l'actrice Edwige Feuillère, l'ingénieur Édouard Belin, le physicien Alexis Petit, le poète Charles Grandmougin, le peintre Claude-Basile Cariage et les diplomates Simon Renard et Pierre Joseph de Beauchamp.
D'illustres personnalités sont décédées à Vesoul comme l'économiste François Ébaudy de Fresne, le militaire Jacques Bardenet, le cinéaste Alain Baptizet et le traducteur Roger Munier. Le politicien Georges Genoux-Prachée, le religieux Jean-Baptiste Flavigny et le premier buteur de la première coupe du monde de football en 1930, Lucien Laurent sont enterrés à Vesoul.
Vesoul est également la ville où des personnalités notables ont exercé leurs professions telles que le photographe Marc Paygnard, le philosophe Théodule-Armand Ribot, l'écrivain André Blanchard ainsi que les nombreux maires de la ville dont les députés Alain Joyandet et Alain Chrétien. Divers personnages ont réalisé leurs études dans la commune dont l'historien Albert Mathiez, l'officier Jean Compagnon et le journaliste Éric Dupin.

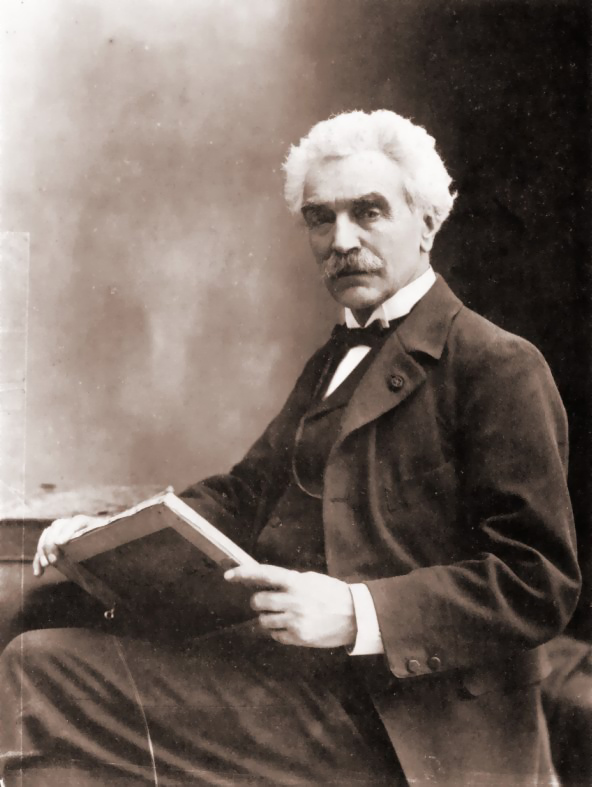
Jean-Léon Gérôme.
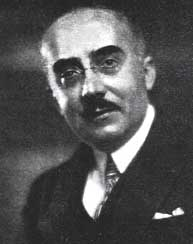
Édouard Belin.
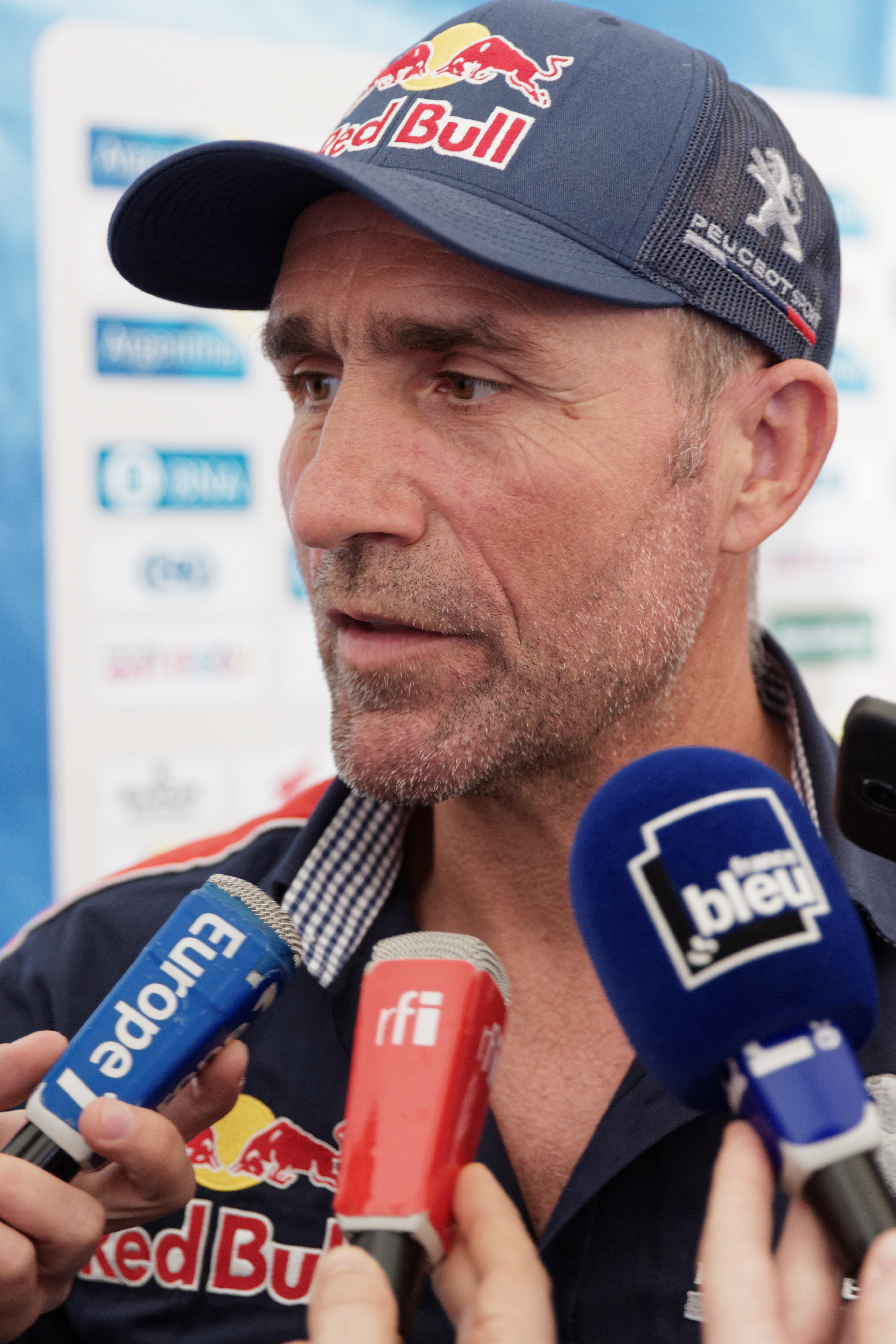
Stéphane Peterhansel.
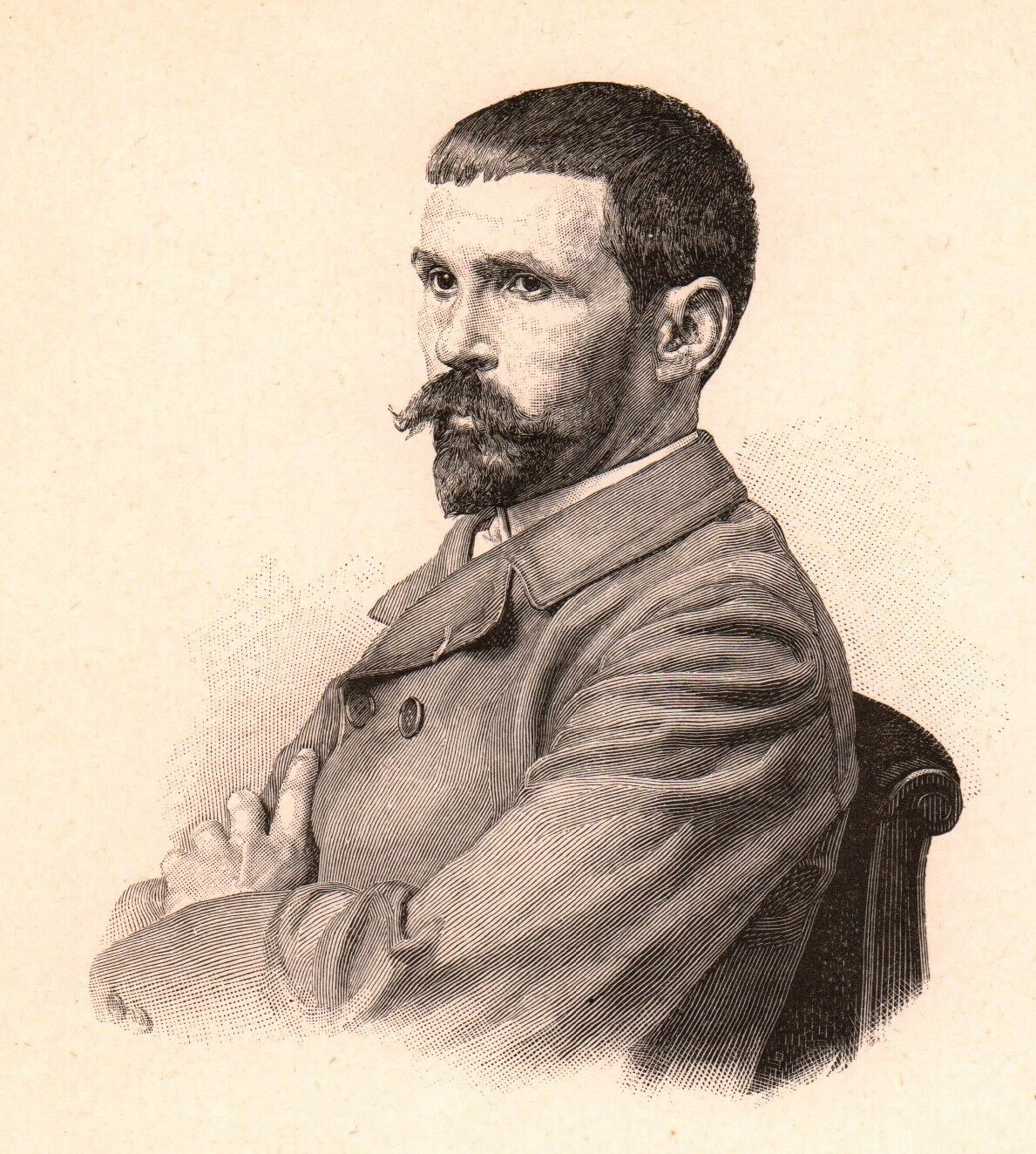
Pascal Dagnan-Bouveret.
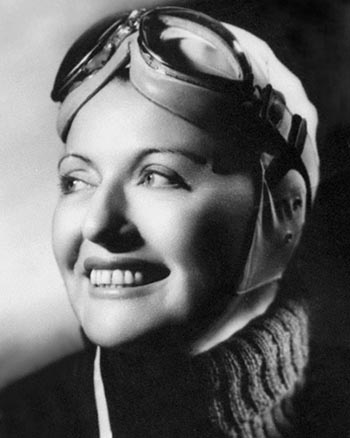
Suzanne Melk

### Gastronomie
La gastronomie de Vesoul est principalement axée sur la cuisine franc-comtoise, qui utilise des produits tels que la charcuterie, le vin rouge, les champignons et le fromage. Classée « Ville Terroir et Patrimoine », la commune abrite une cinquantaine de restaurants, cafétérias et brasseries ainsi que divers établissements proposant des spécialités étrangères comme celles de la cuisine asiatique et américaine. On compte aussi l'école de l'Art et du Goût français du chocolat, institut fondé par le maître chocolatier-pâtissier Mickaël Azouz.
La ville compte quelques spécialités culinaires locales : le poulet à la vésulienne, le brochet à la vésulienne, la truite à la mode de Vesoul, le bœuf en gelée à la vésulienne, les escalopes de veau à la vésulienne, le sandre à la vésulienne, les gaufres du Vieux-Vesoul, les pains d'épices de la foire de la Sainte-Catherine.
Exemples de produits régionaux, :
- Plats caractéristiques : potée, salade et poulet à la comtoise, truite au bleu, poularde et croûte aux morilles, carpe frite, coq au vin jaune…
- Charcuteries : gandeuillot, jambon de Luxeuil, saucisse de Morteau et de Montbéliard, brési…
- Vins et alcools : kirsch, vin jaune et rouge, absinthe, crémant, vins de Pays de Franche-Comté, savagnin, trousseau, macvin, Poulsard…
- Fromages : emmental Grand Cru, carré de l'Est, Mont d'Or, comté, cancoillotte, morbier…
- Desserts et pâtisseries : biscuit de Montbozon, griottines, pâte de coing, Téméraire, galette comtoise…

### Devise et héraldique

Le blason actuel de la ville de Vesoul.

Le premier sceau aux armes de Vesoul date du 2 mai 1581. Les armoiries de Vesoul ont été gravées sur de nombreux édifices vésuliens tels que la mairie et l'hôtel des Postes. Le blason actuel de Vesoul se blasonne ainsi : Coupé : au premier d'azur semé de billettes d'or au lion issant du même, armé et lampassé de gueules, brochant sur le tout, au second de gueules au croissant d'argent
Sous le Premier Empire, la ville de Vesoul avait un blason différent de celui qu'elle a aujourd'hui. Il se blasonnaient ainsi : Coupé : au premier, parti, à dextre des villes de seconde classe, à sénestre de gueules semé de billettes d'or sans nombre, au lion naissant d'argent, brochant sur le tout, au deuxième d'azur au croissant d'argent.
La commune n'a pas de devise officielle. Cependant, des devises familiales sont gravées sur quelques hôtels particuliers de la cité telles que « Differ in posterum » ce qui signifie « Remets à plus tard » et « Soli Deo gloria » ce qui signifie « À Dieu seul la gloire ».
Le logo de Vesoul reprend intégralement le blason communal. S'y ajoute la mention du site Internet de la ville.